# 샌드위치 목록
다음은 저명한 샌드위치 목록이다.
주된 유형의 샌드위치는 다음을 포함한다:
- 다른 재료를 중간에 끼워넣은 2장의 빵
- 다른 재료를 중간에 끼워넣은 바게트나 롤
- 서브머린 샌드위치
- 오픈 샌드위치

## 샌드위치

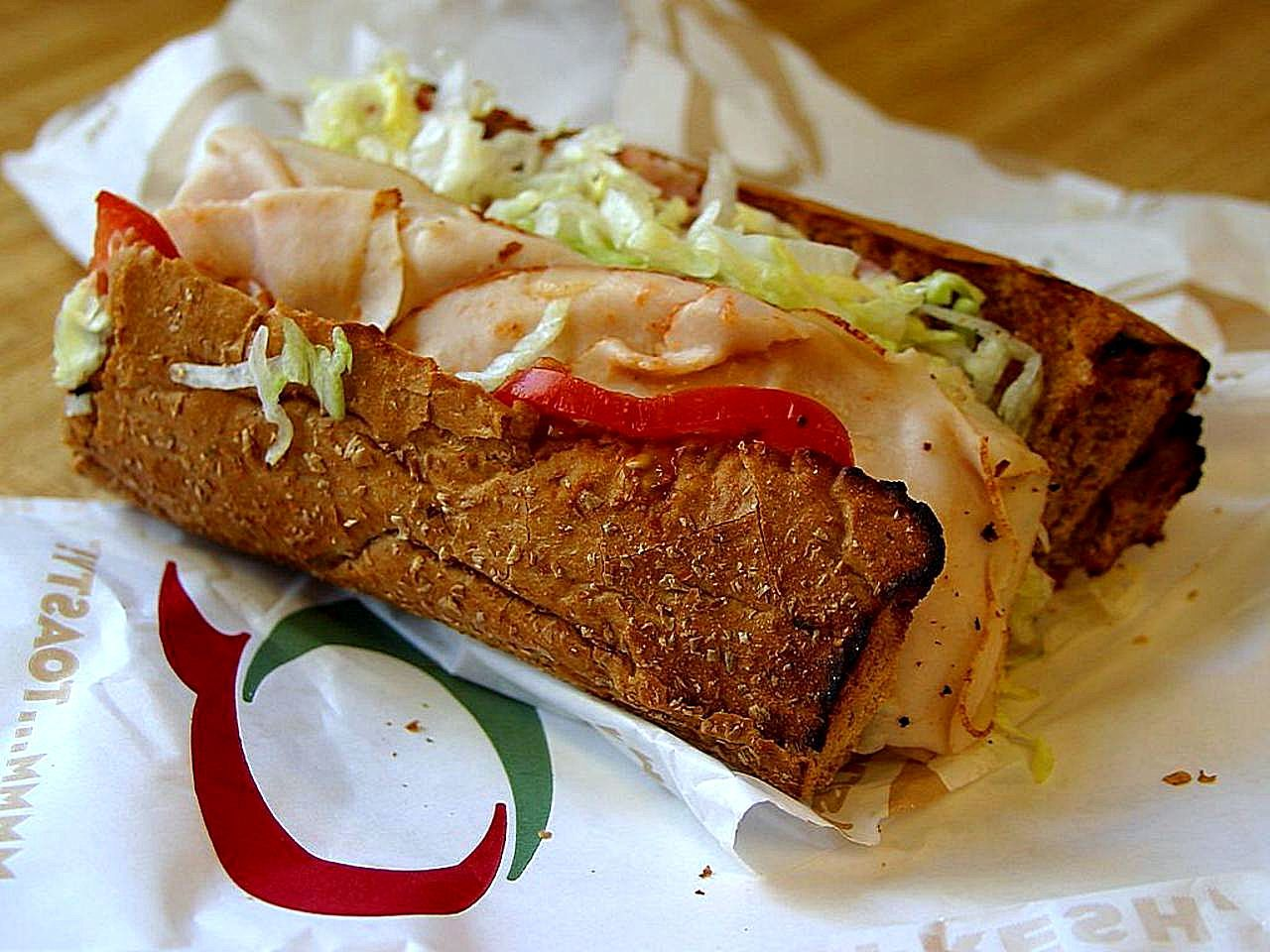
서브머린 샌드위치
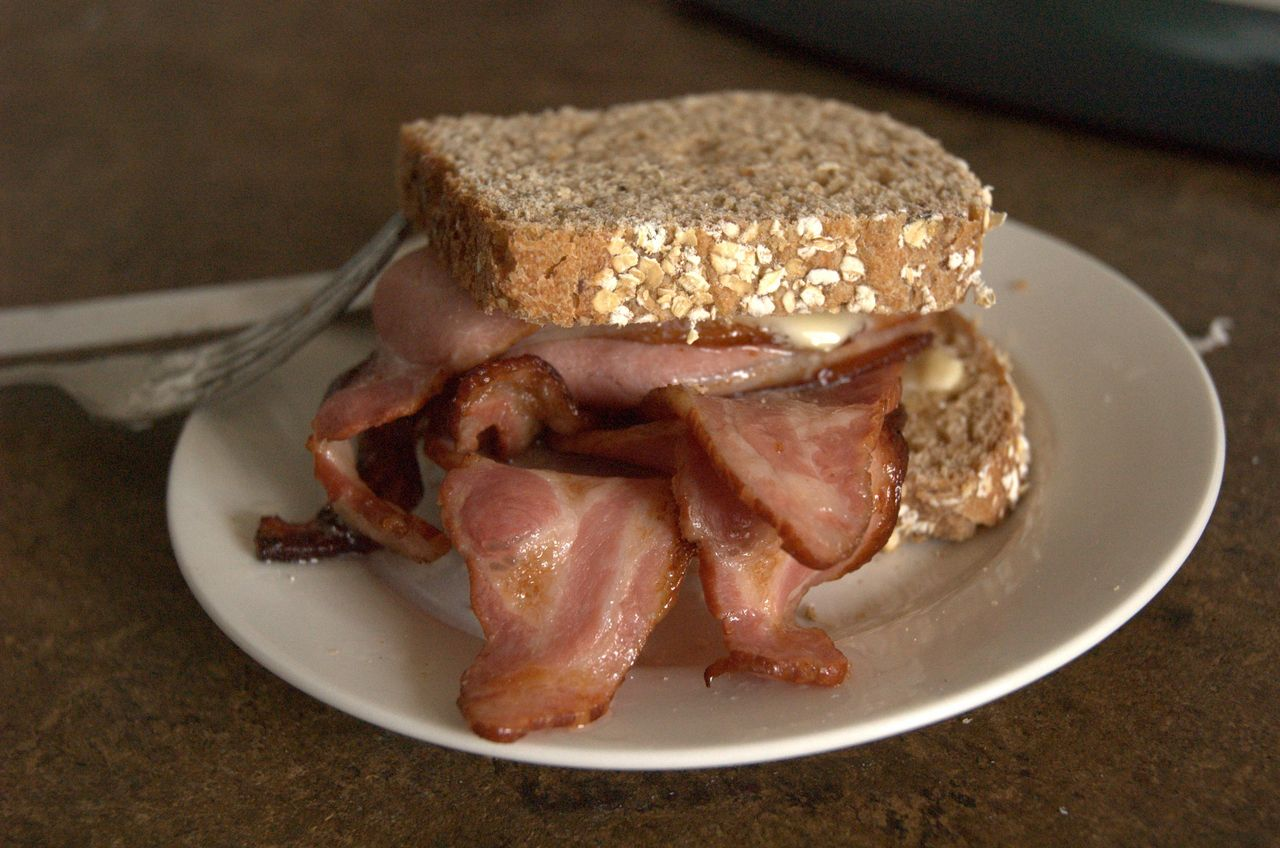
베이컨 샌드위치
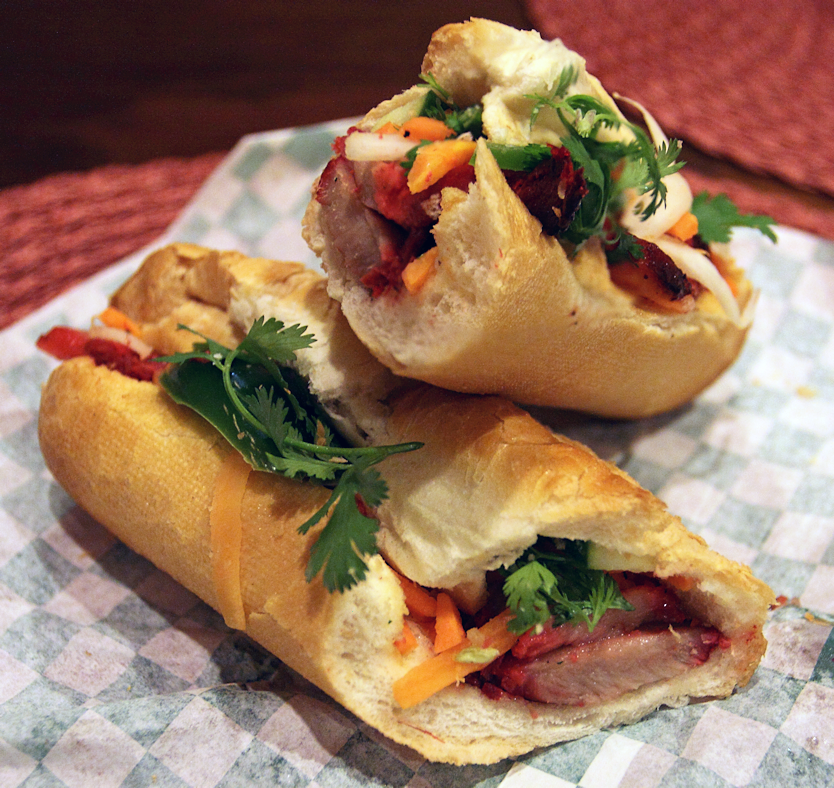
바인 미 샌드위치
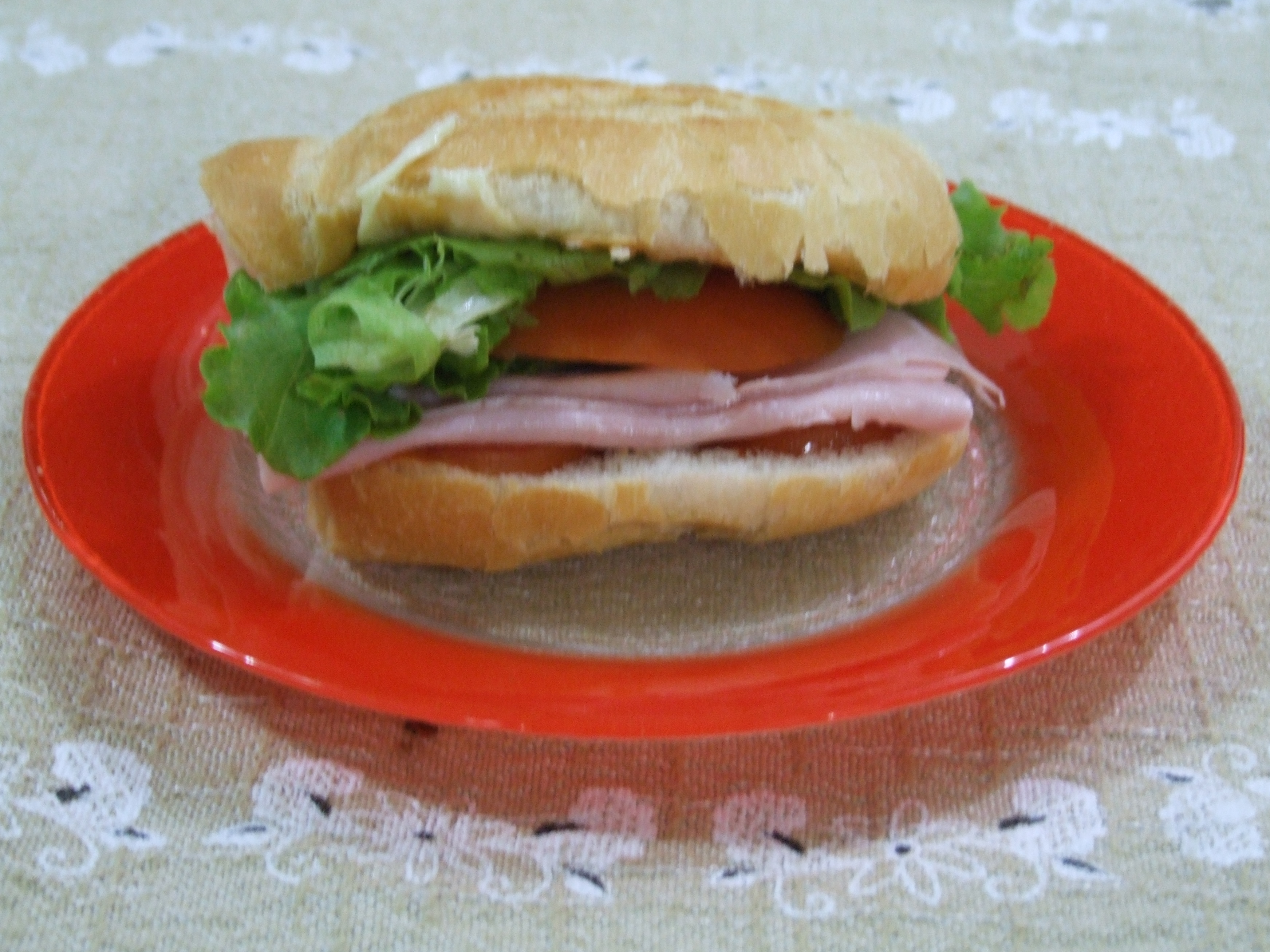
바우루 (음식)
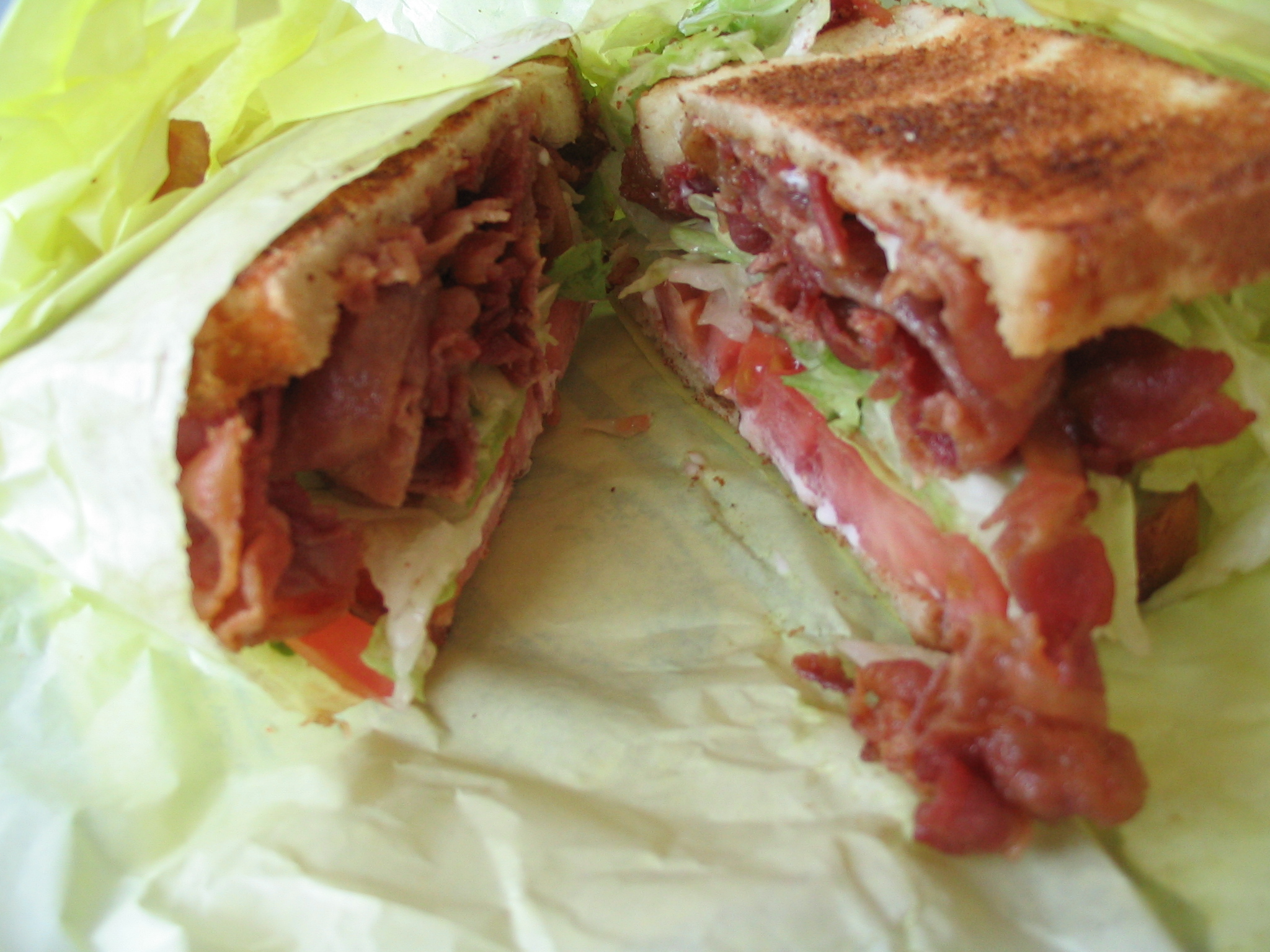
BLT 샌드위치
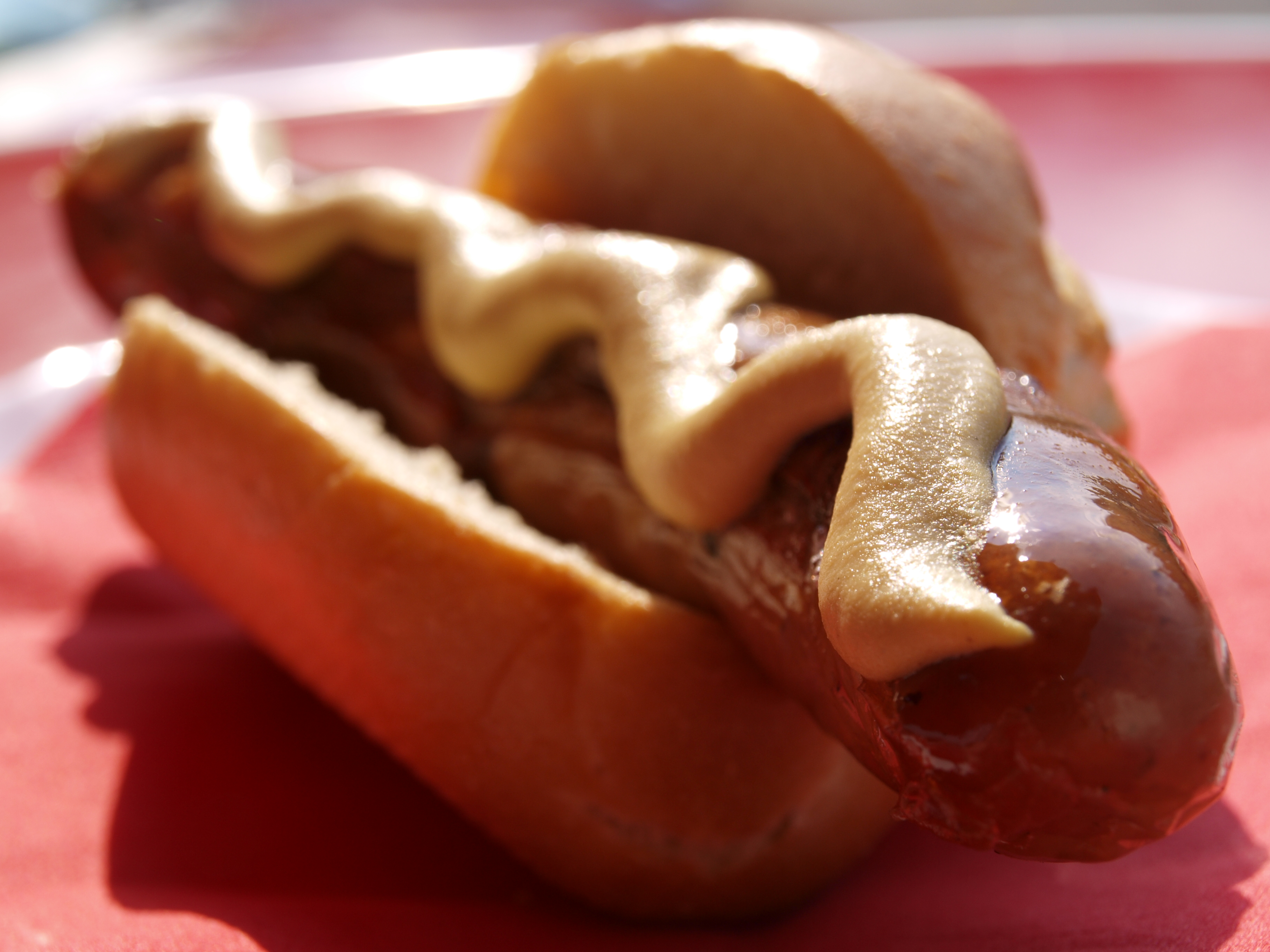
브라트부르스트
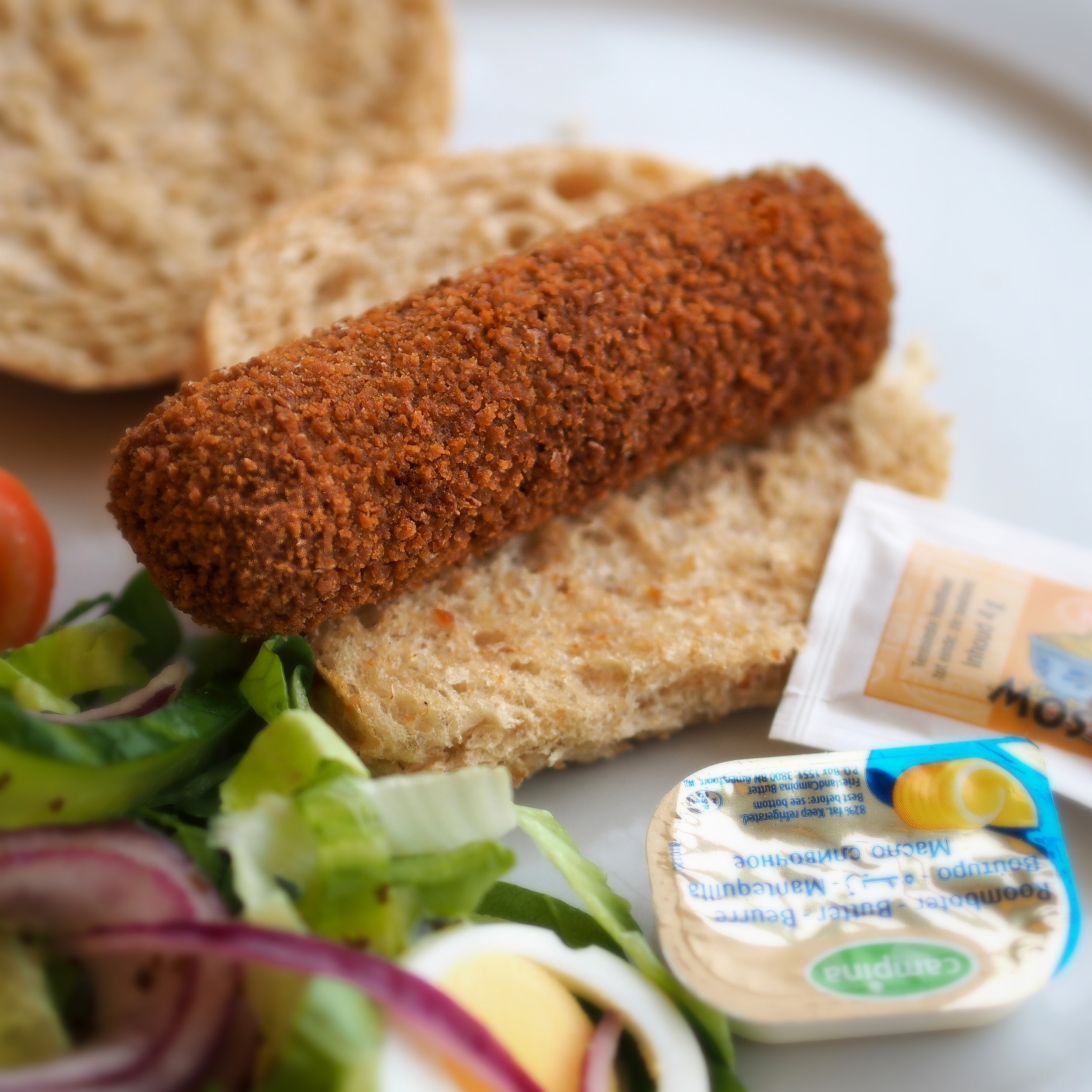
크로켓
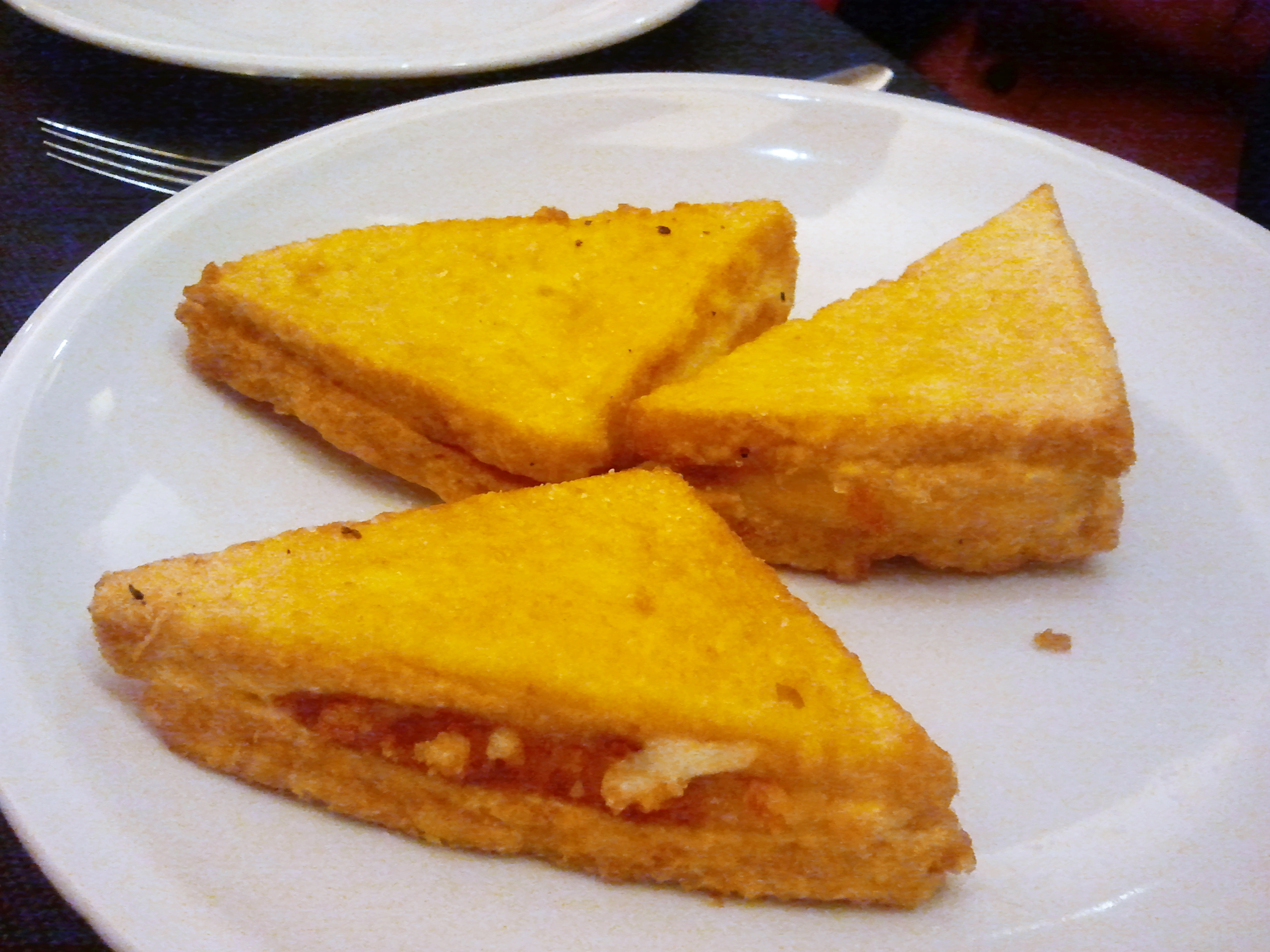
모차렐라 인 카로차
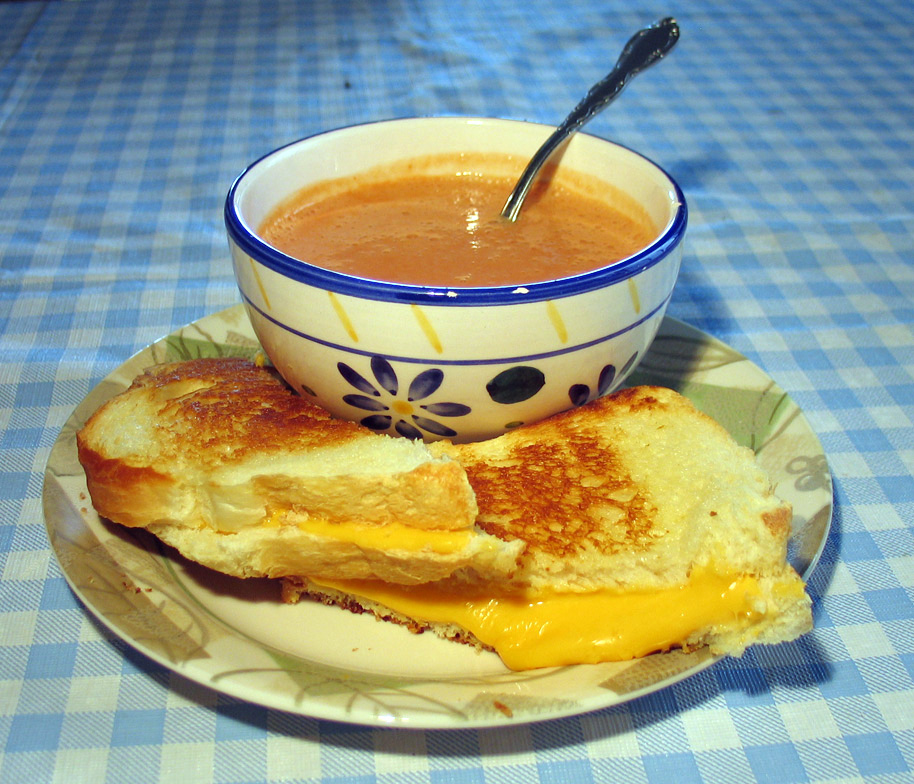
치즈 샌드위치
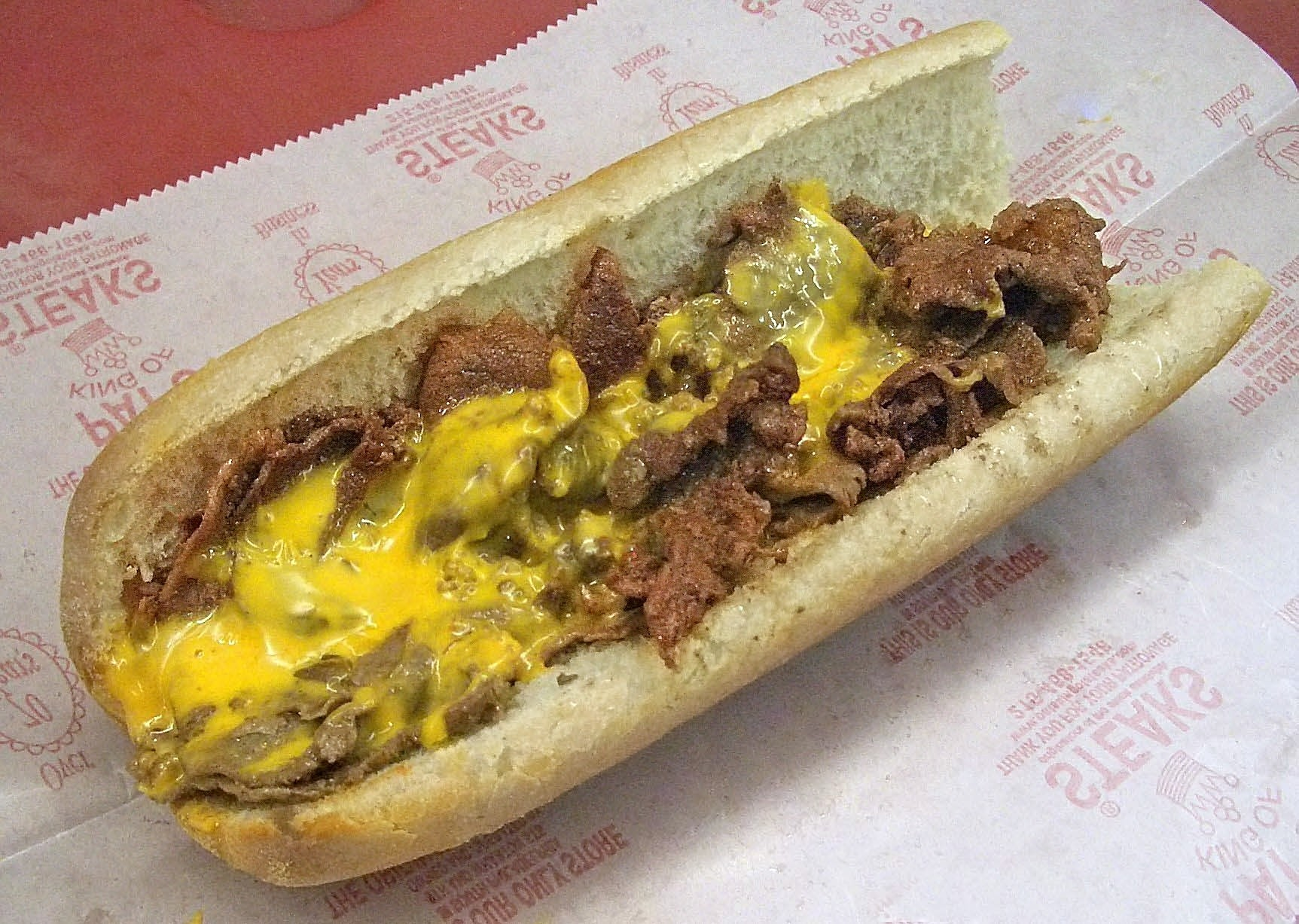
치즈스테이크
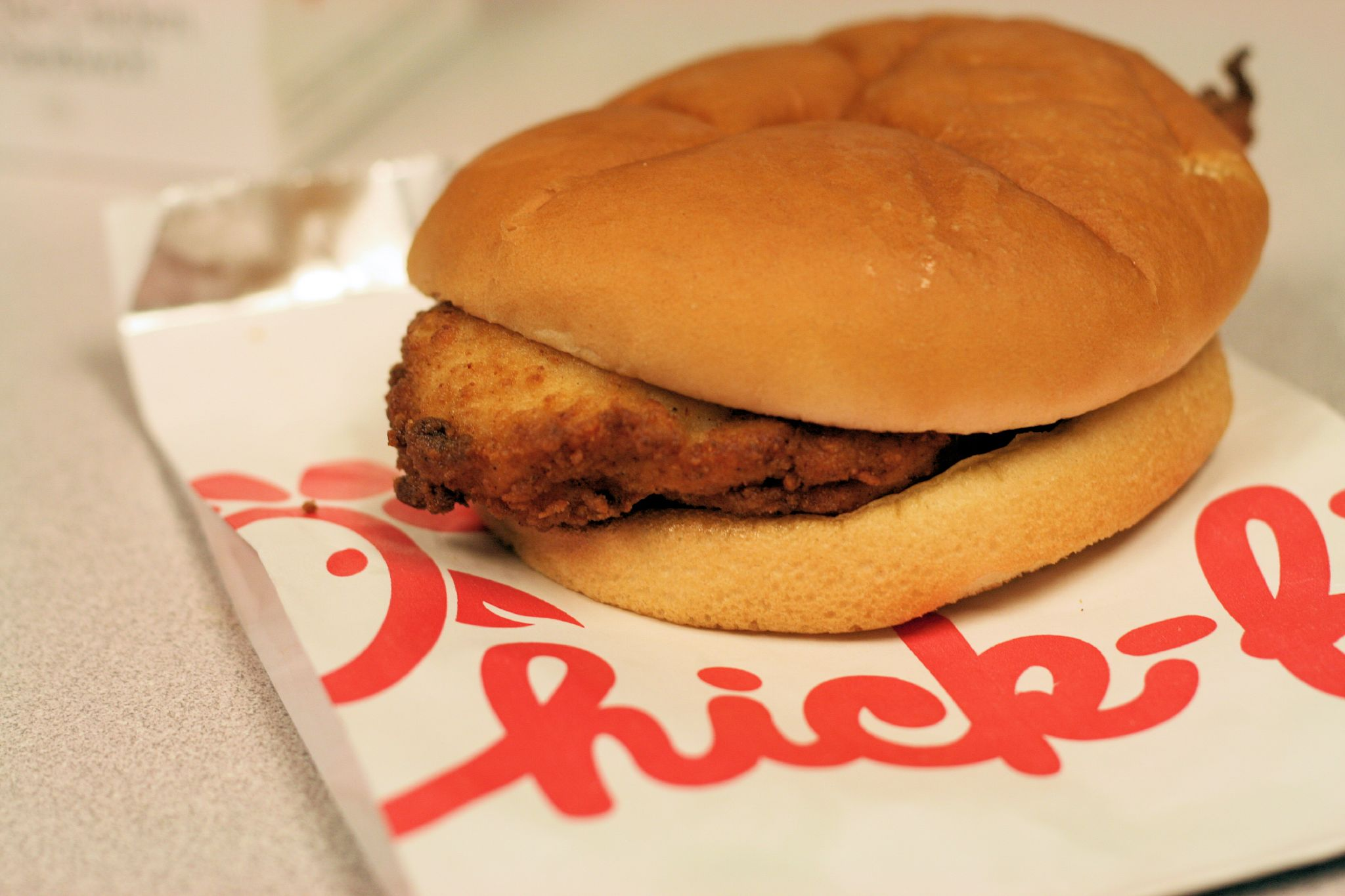
치킨 샌드위치
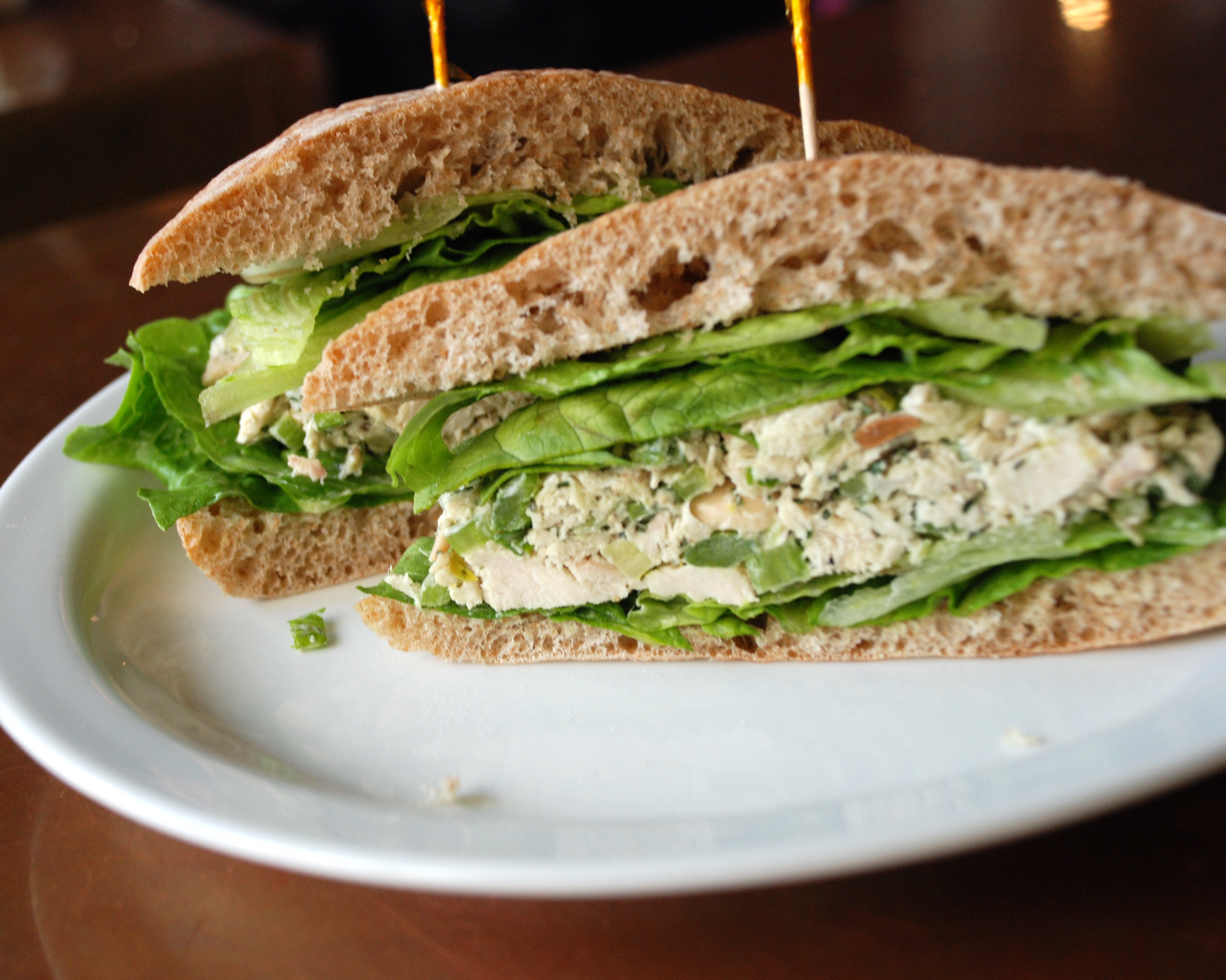
닭고기 샐러드
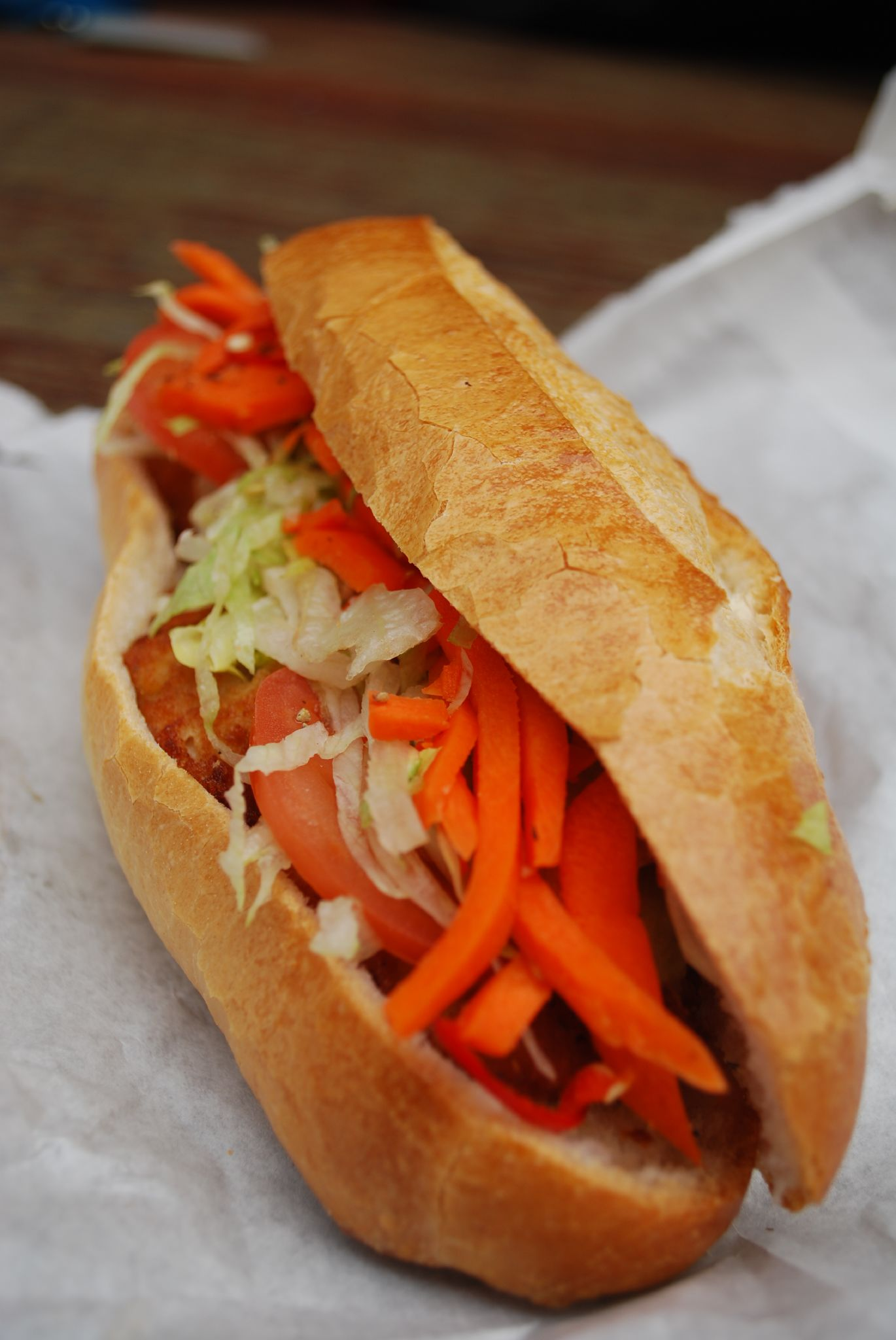
치킨 슈니첼
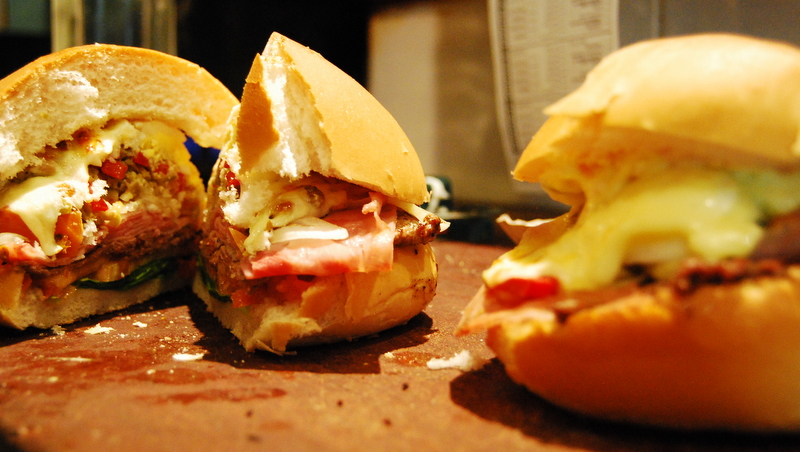
치비토
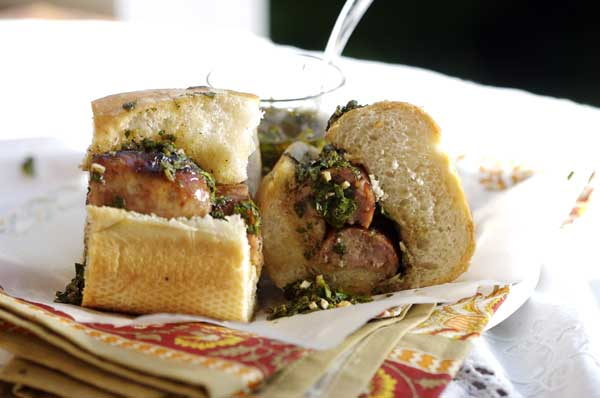
초리판
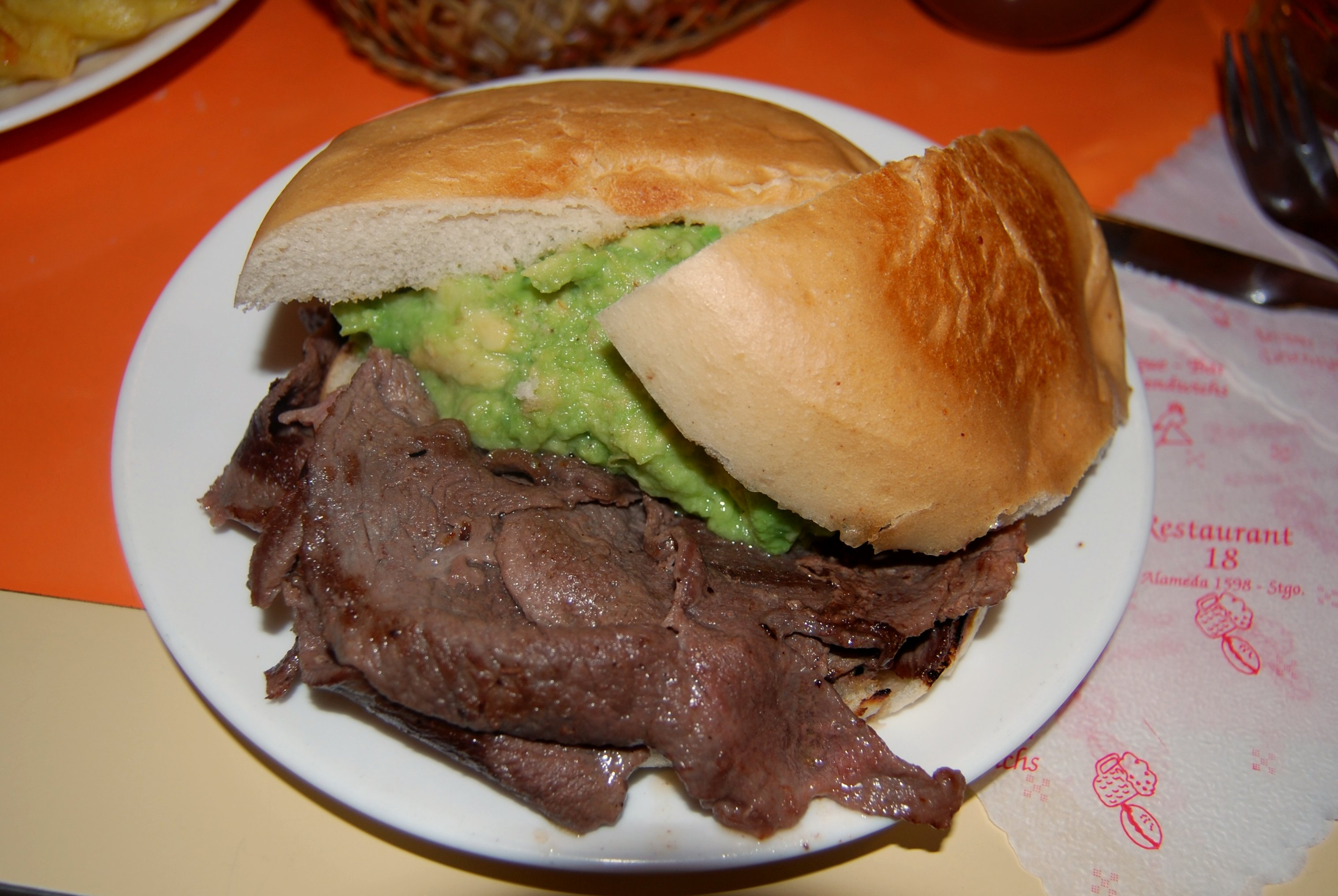
슈하스쿠
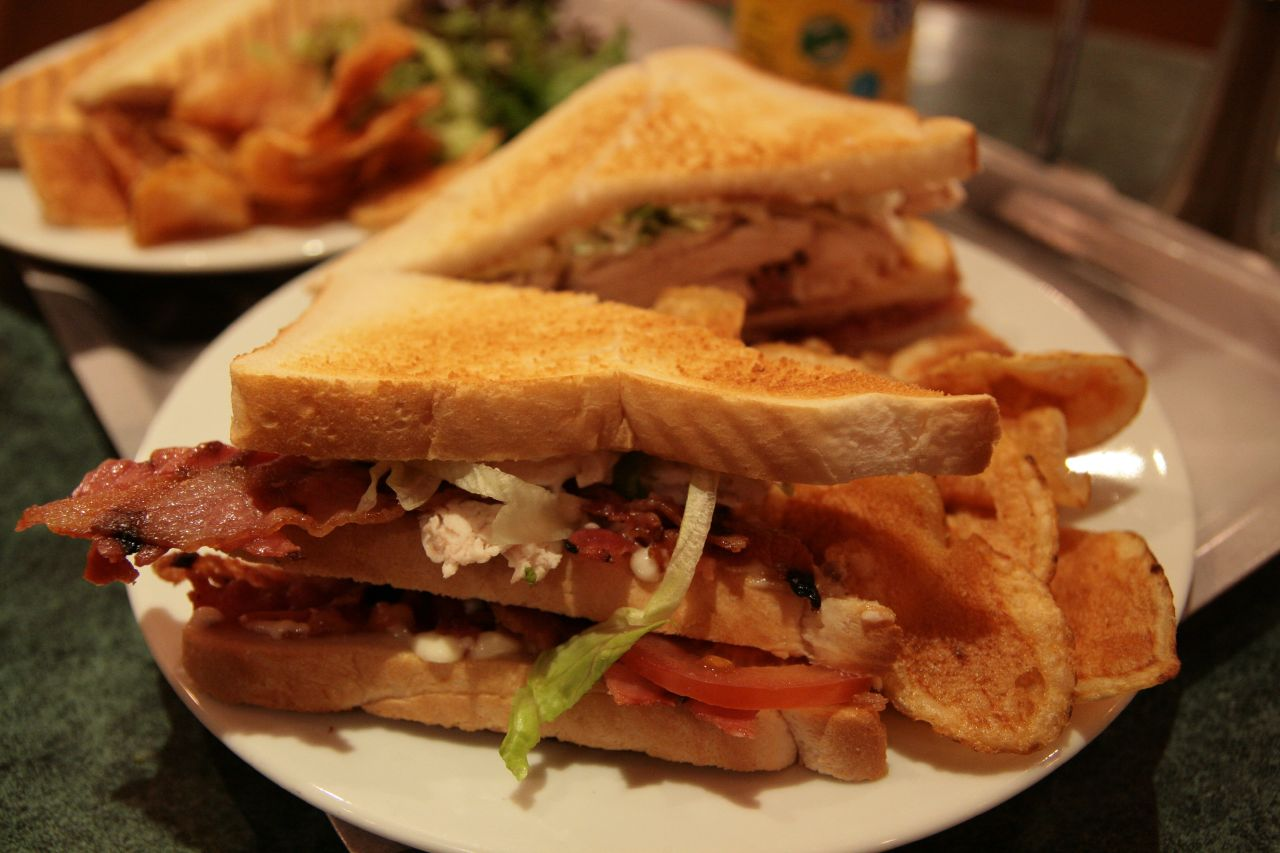
클럽 샌드위치
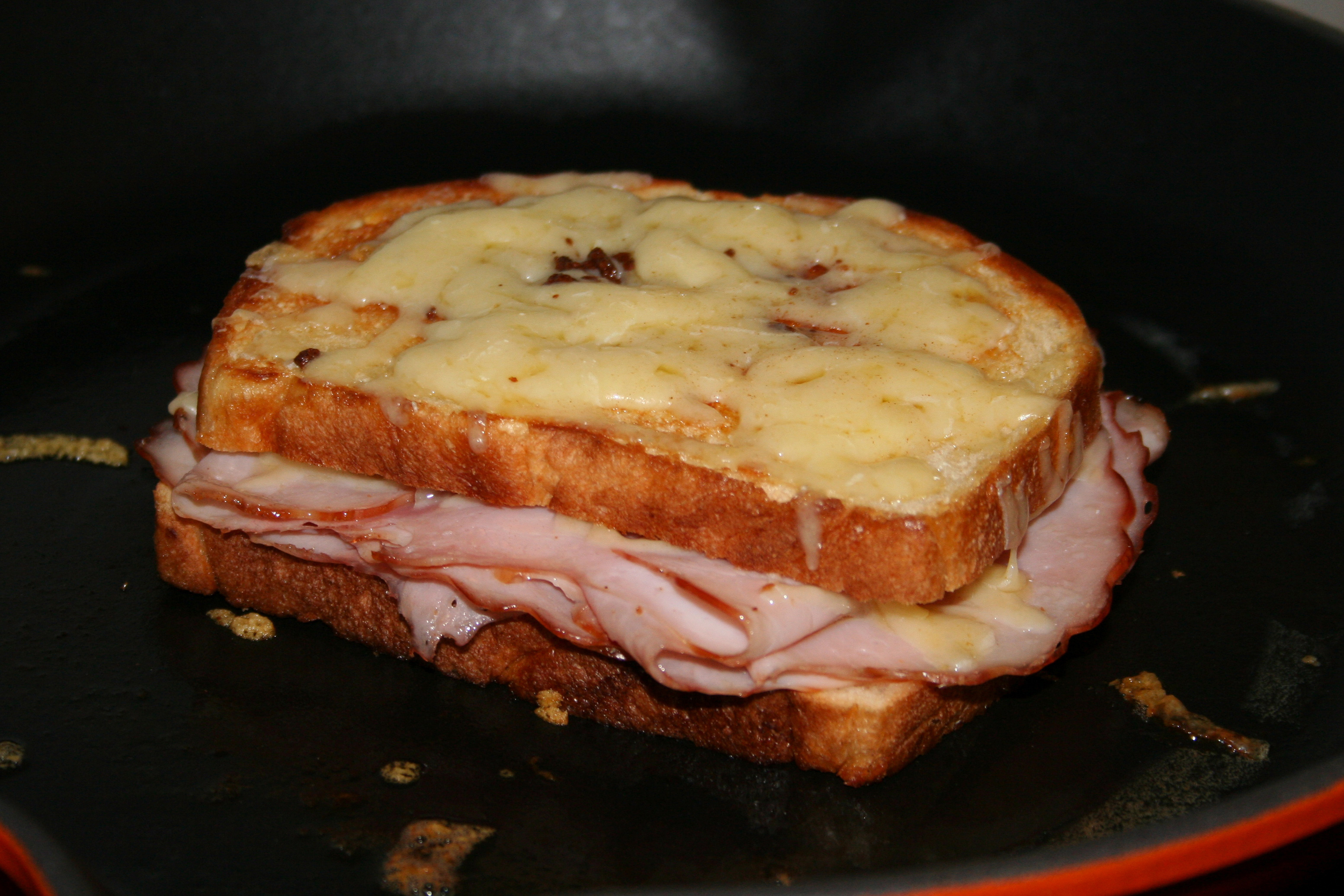
크로크므시외
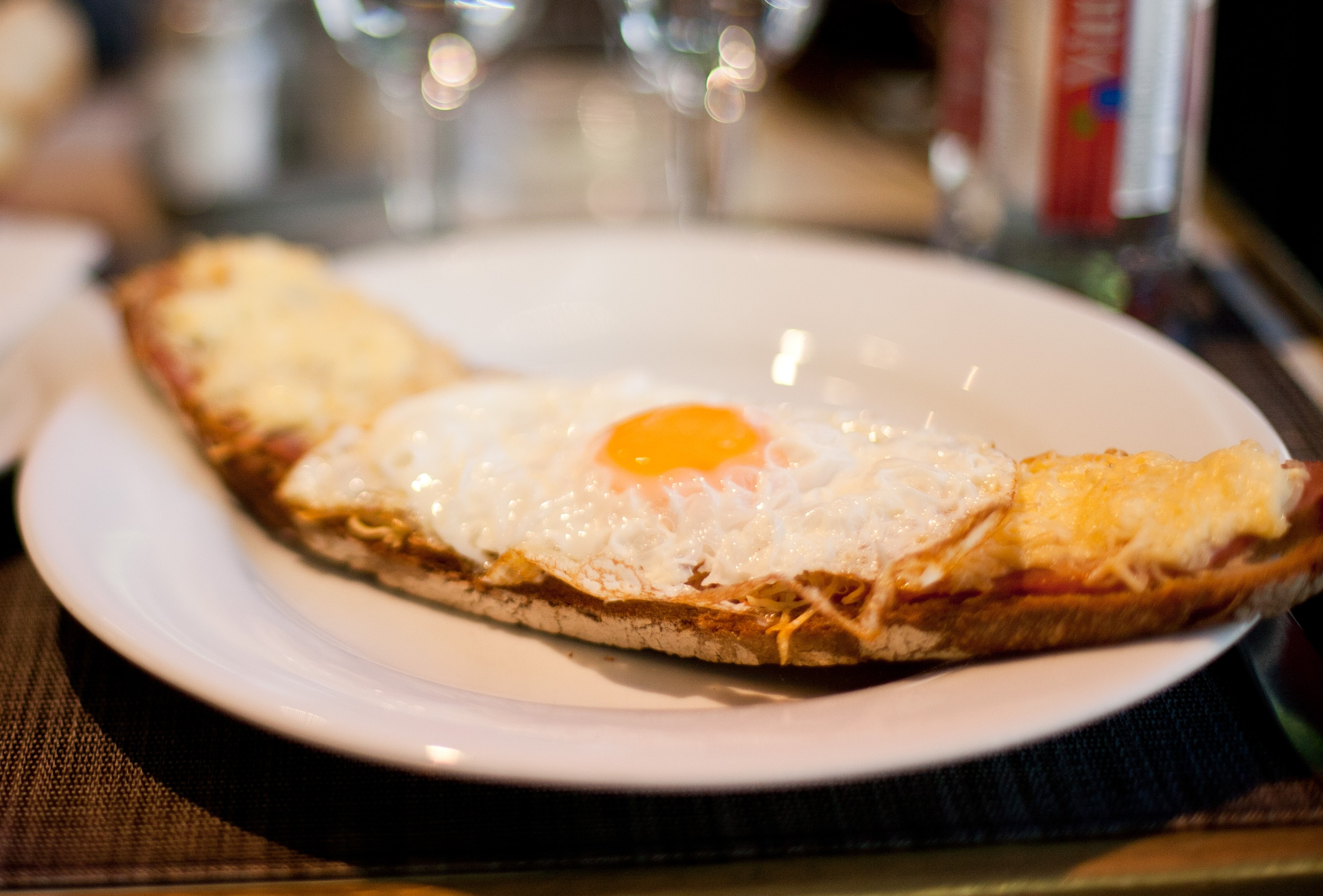
크로크마담
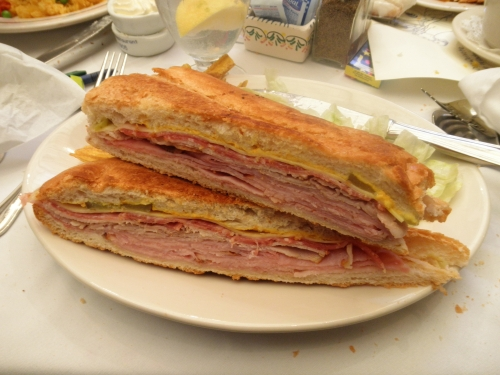
큐번 샌드위치
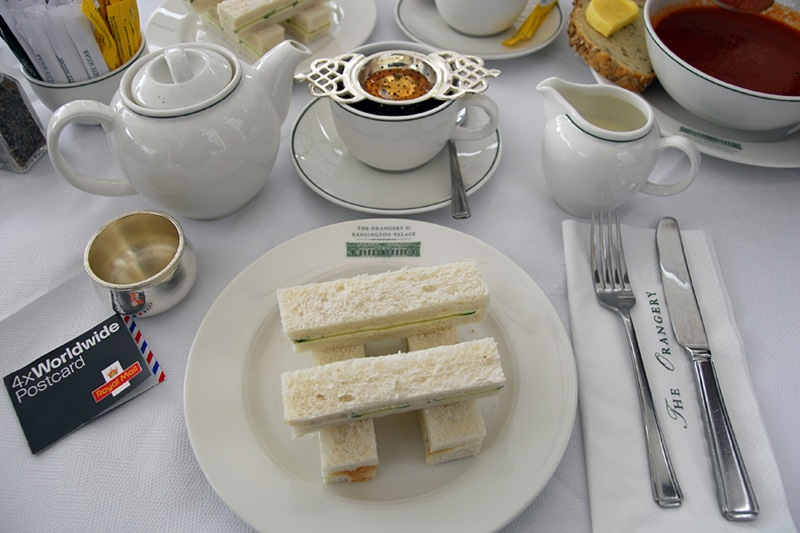
오이 샌드위치
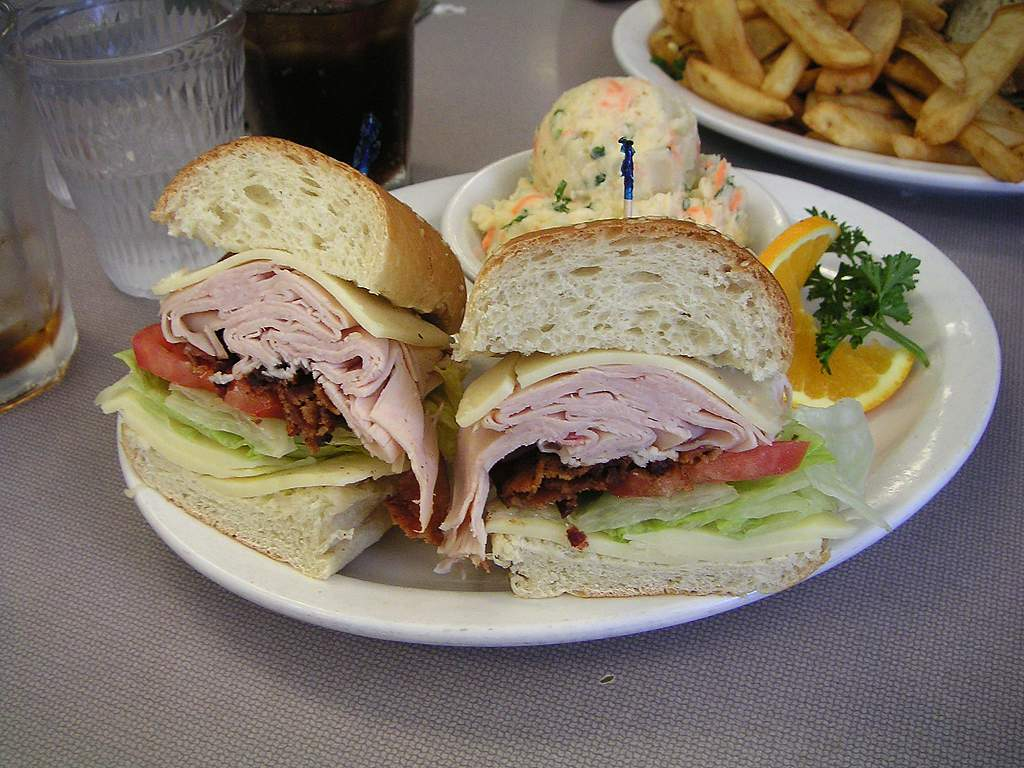
델리카트슨
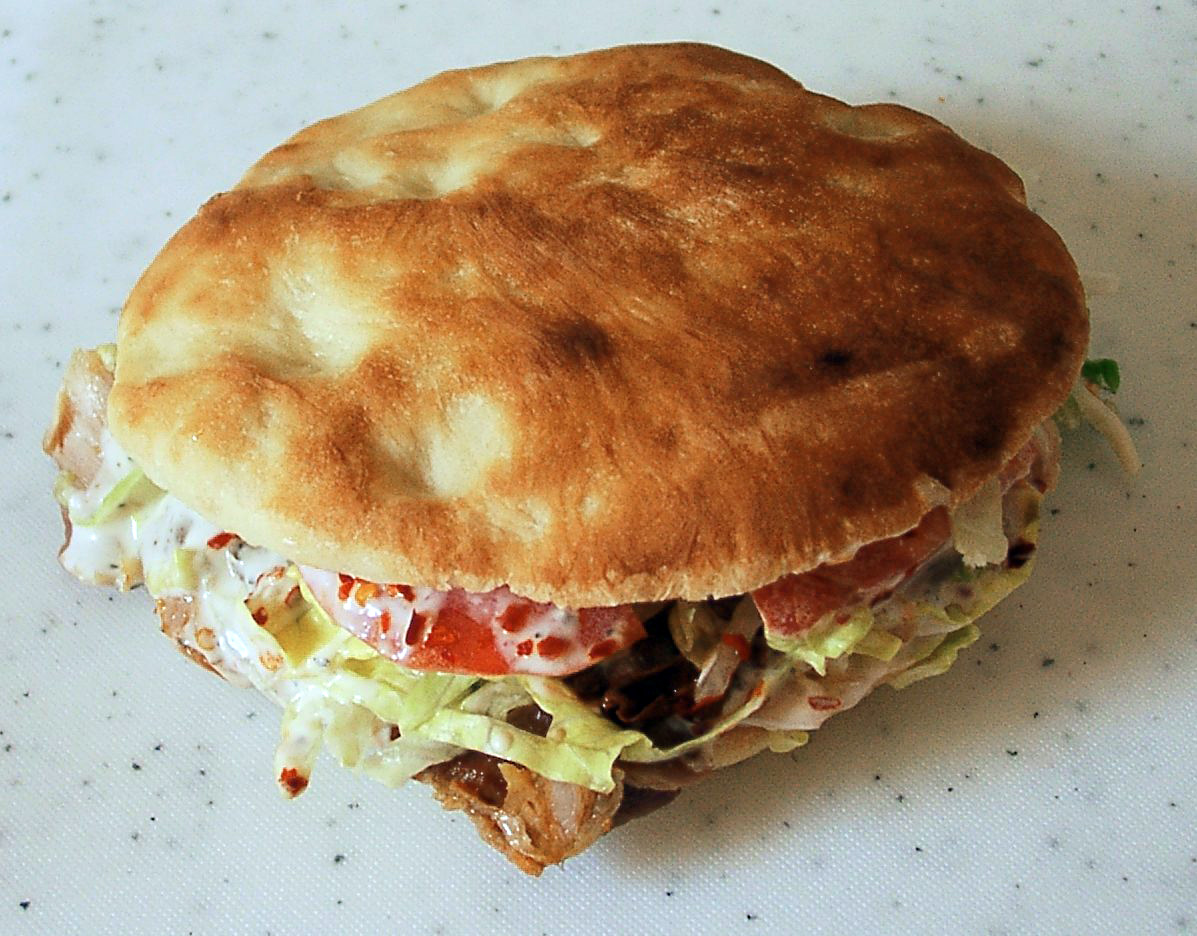
되네르
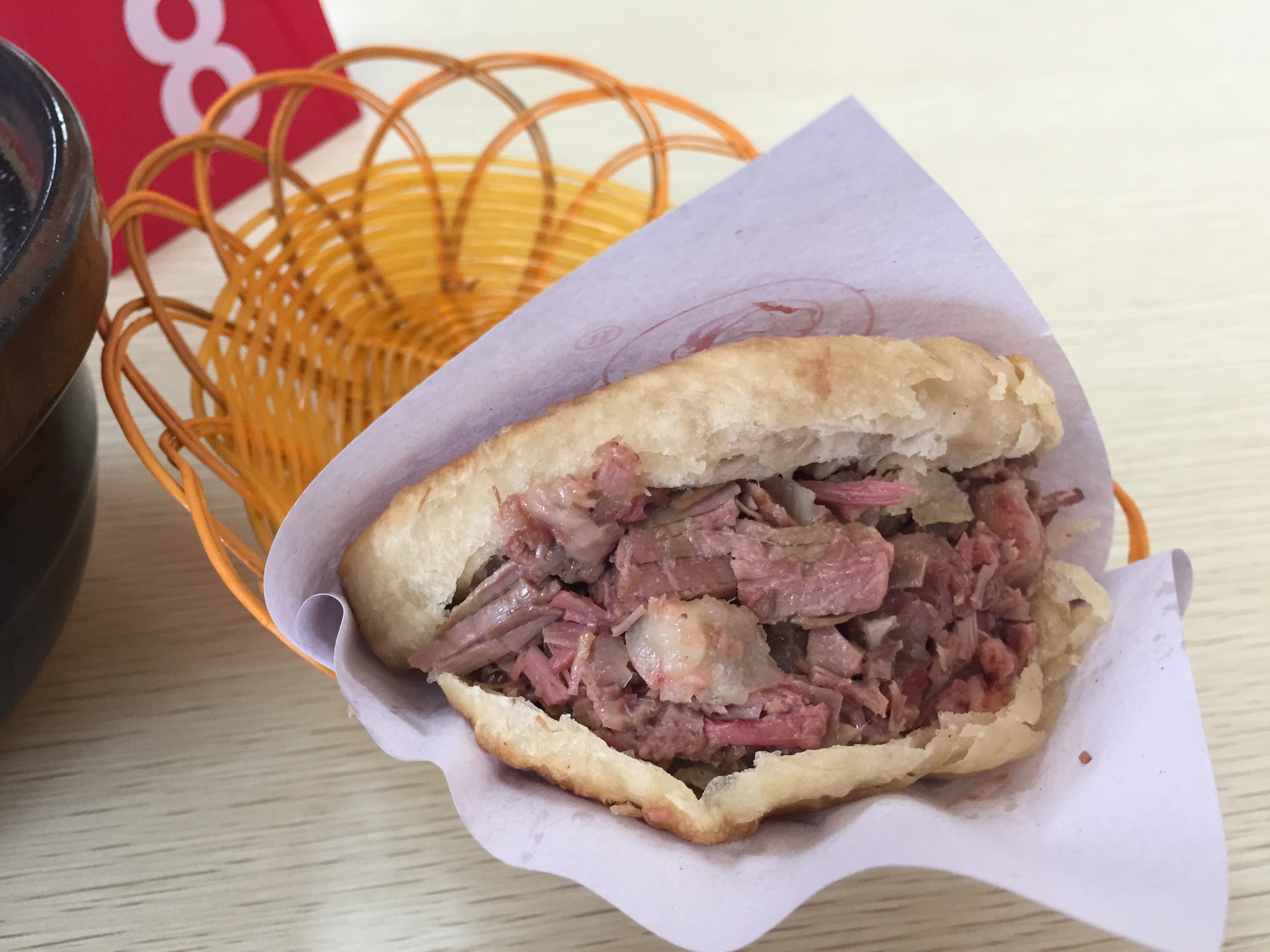
동키 버거
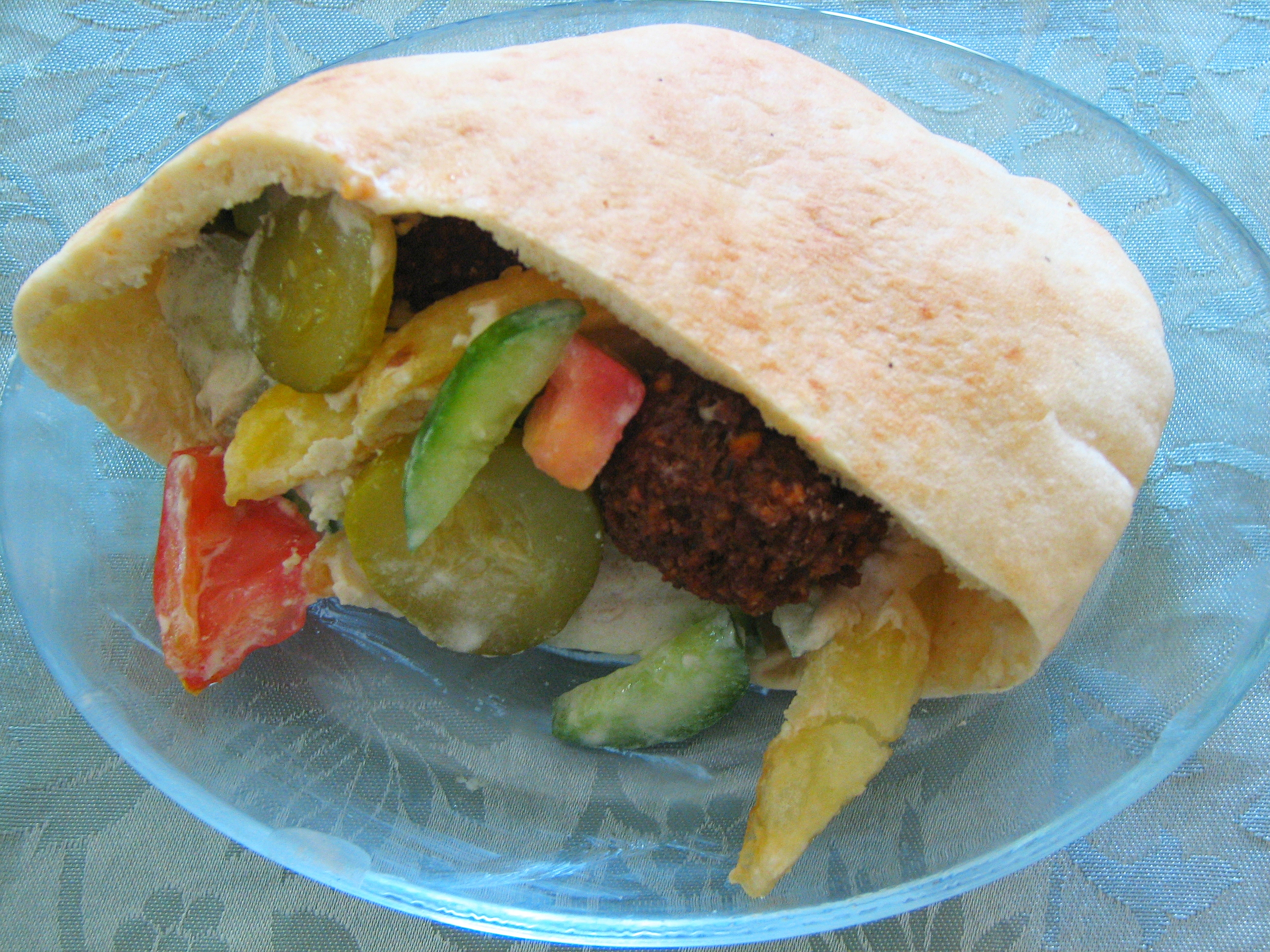
팔라펠
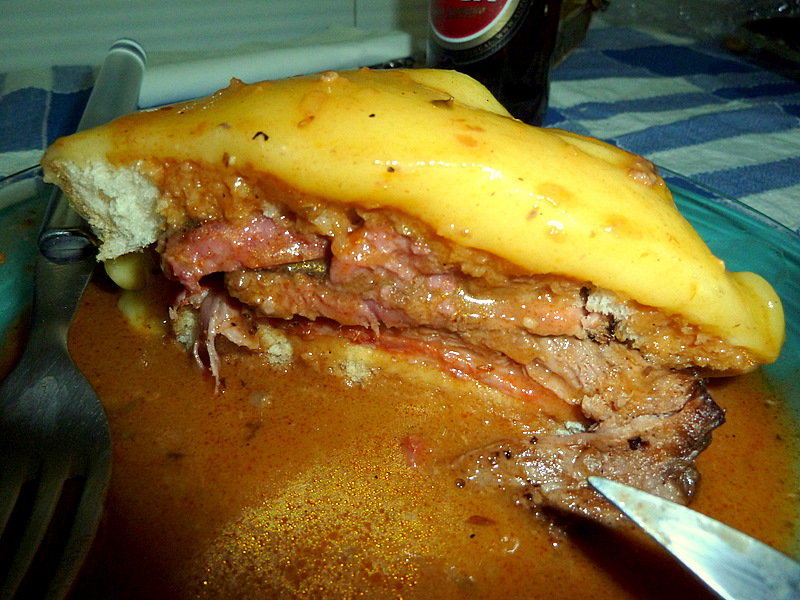
프란세지냐
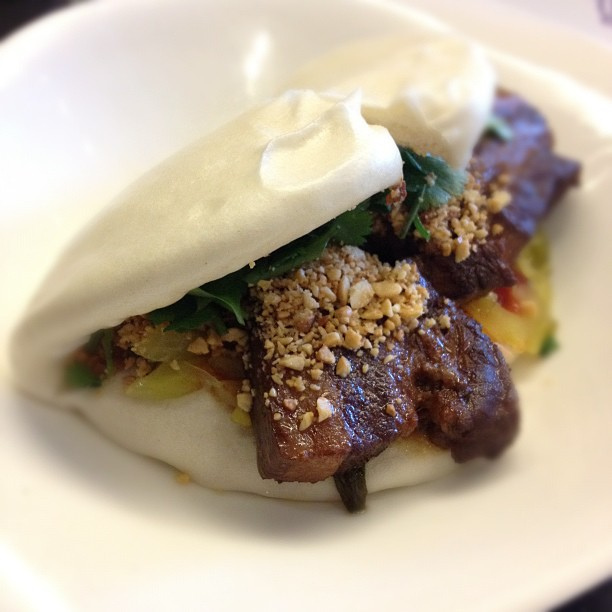
꾸아빠우
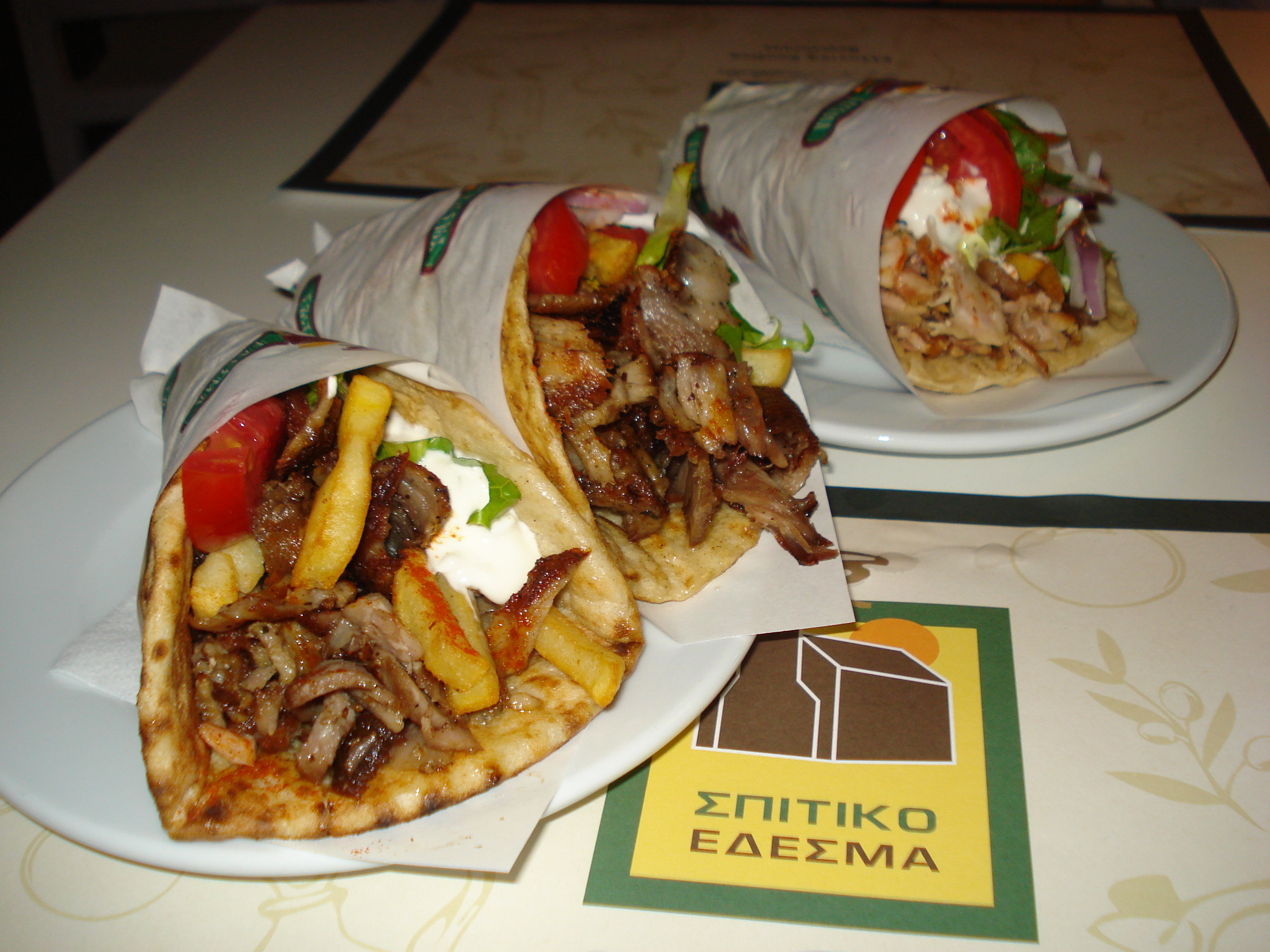
기로스
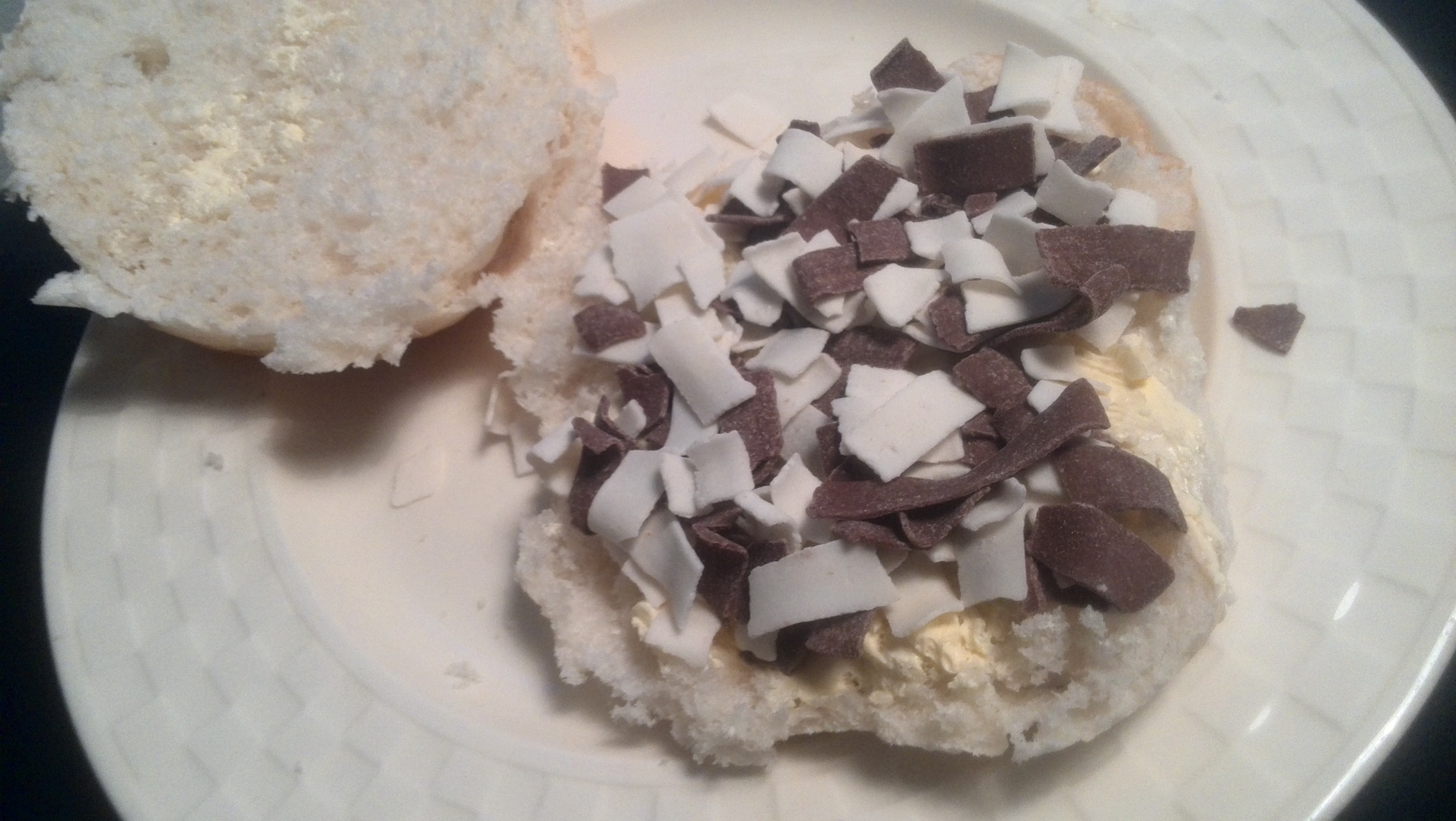
스프링클
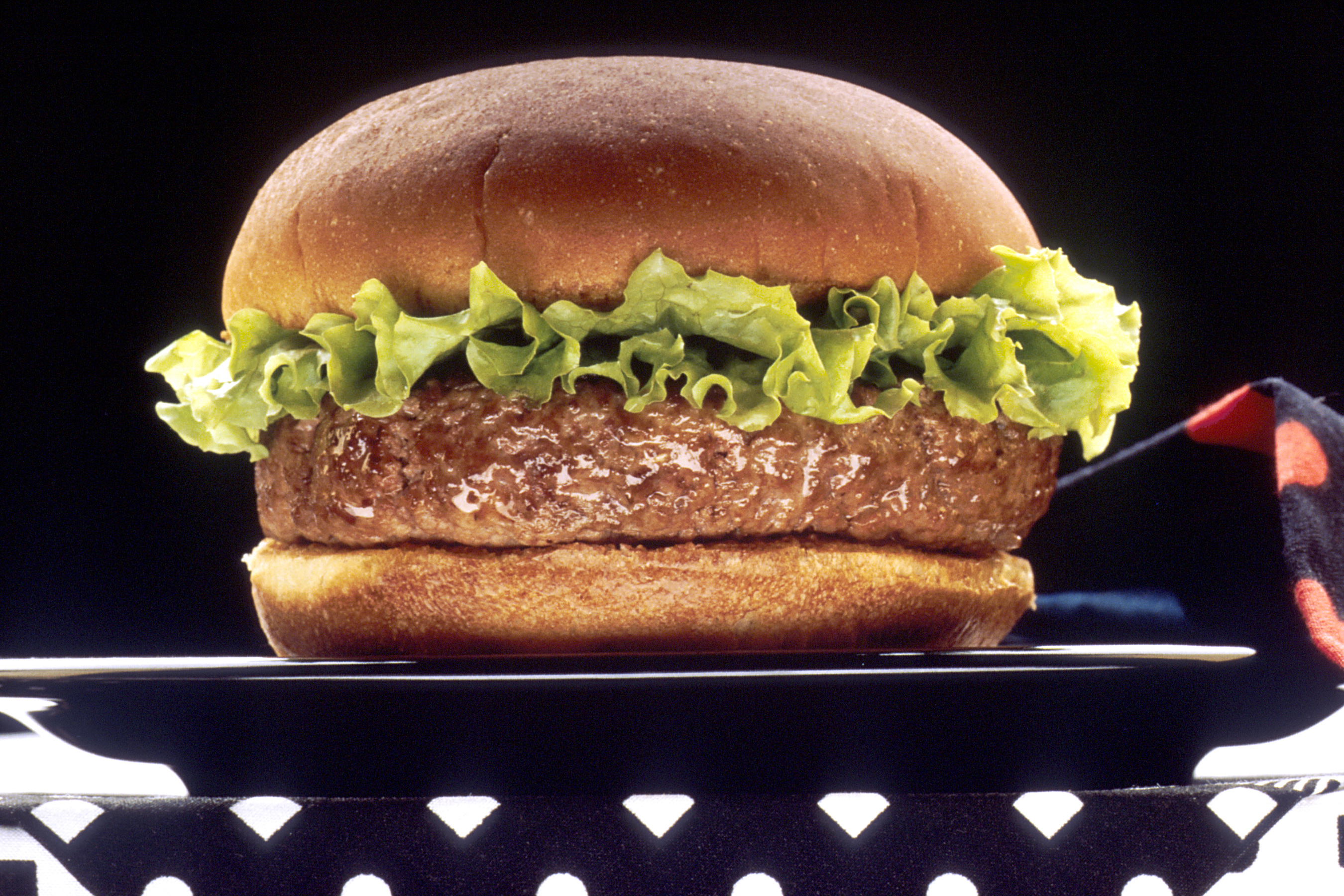
햄버거
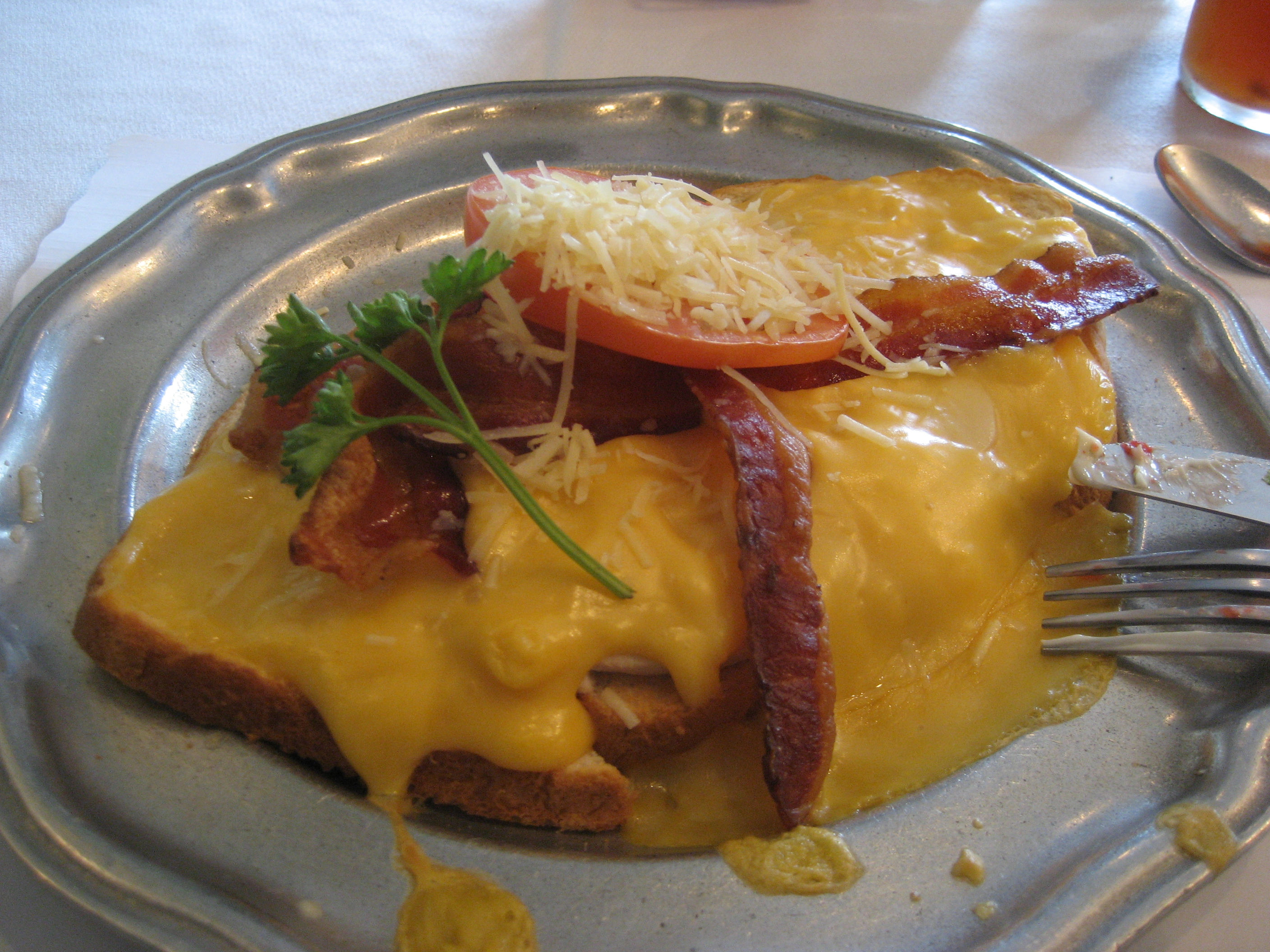
핫 브라운
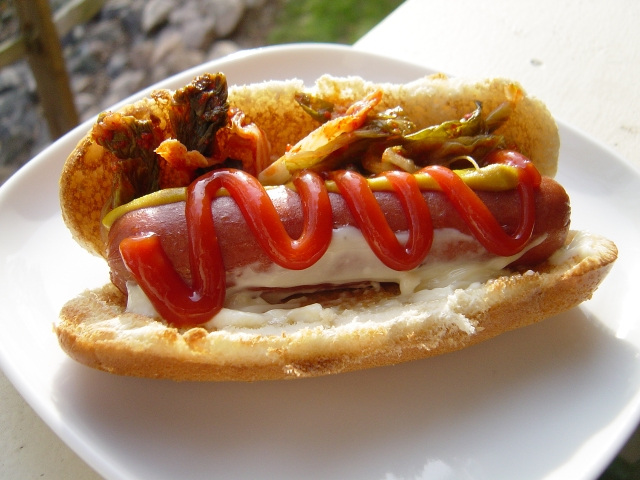
핫도그
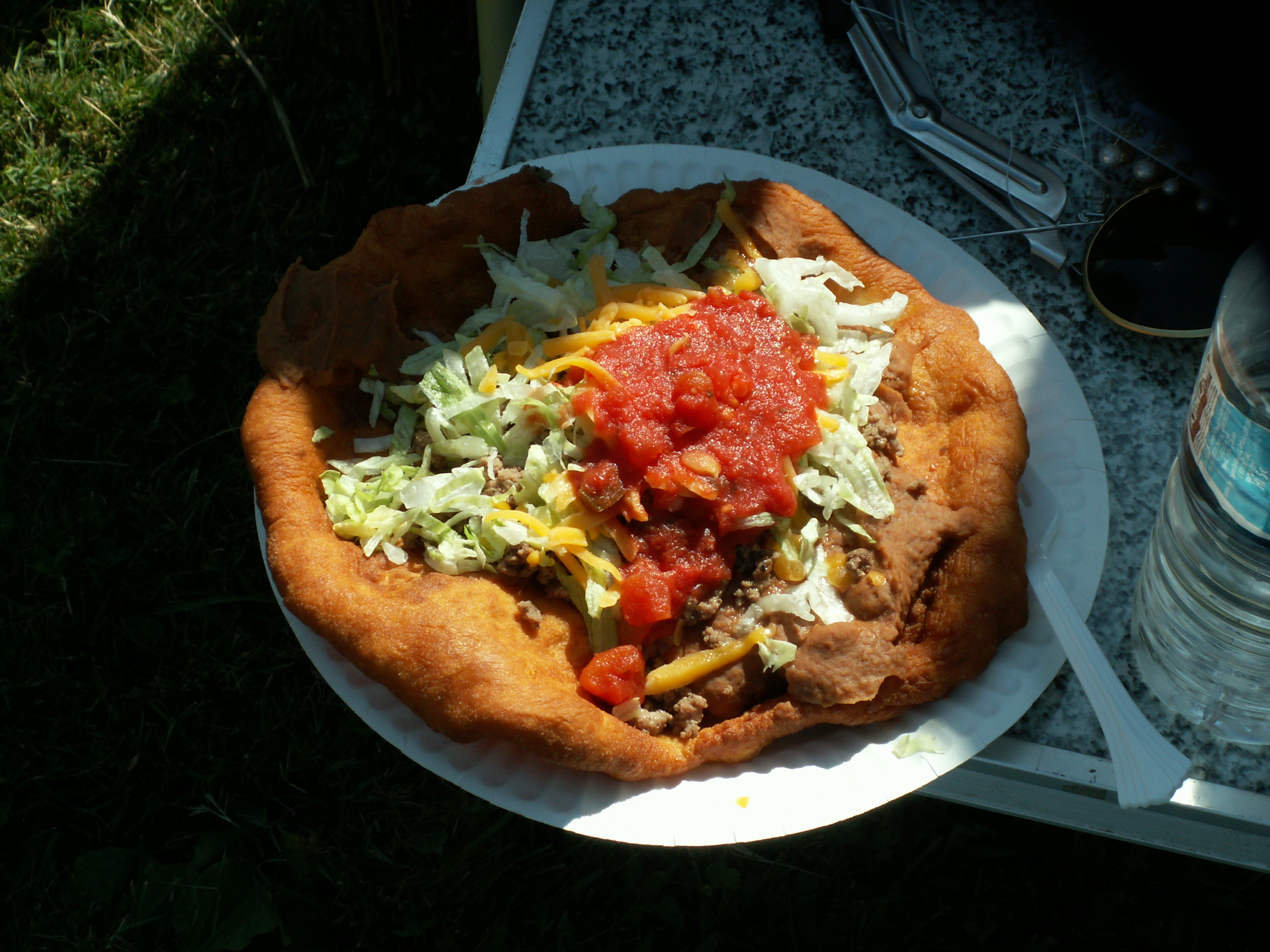
프라이브레드
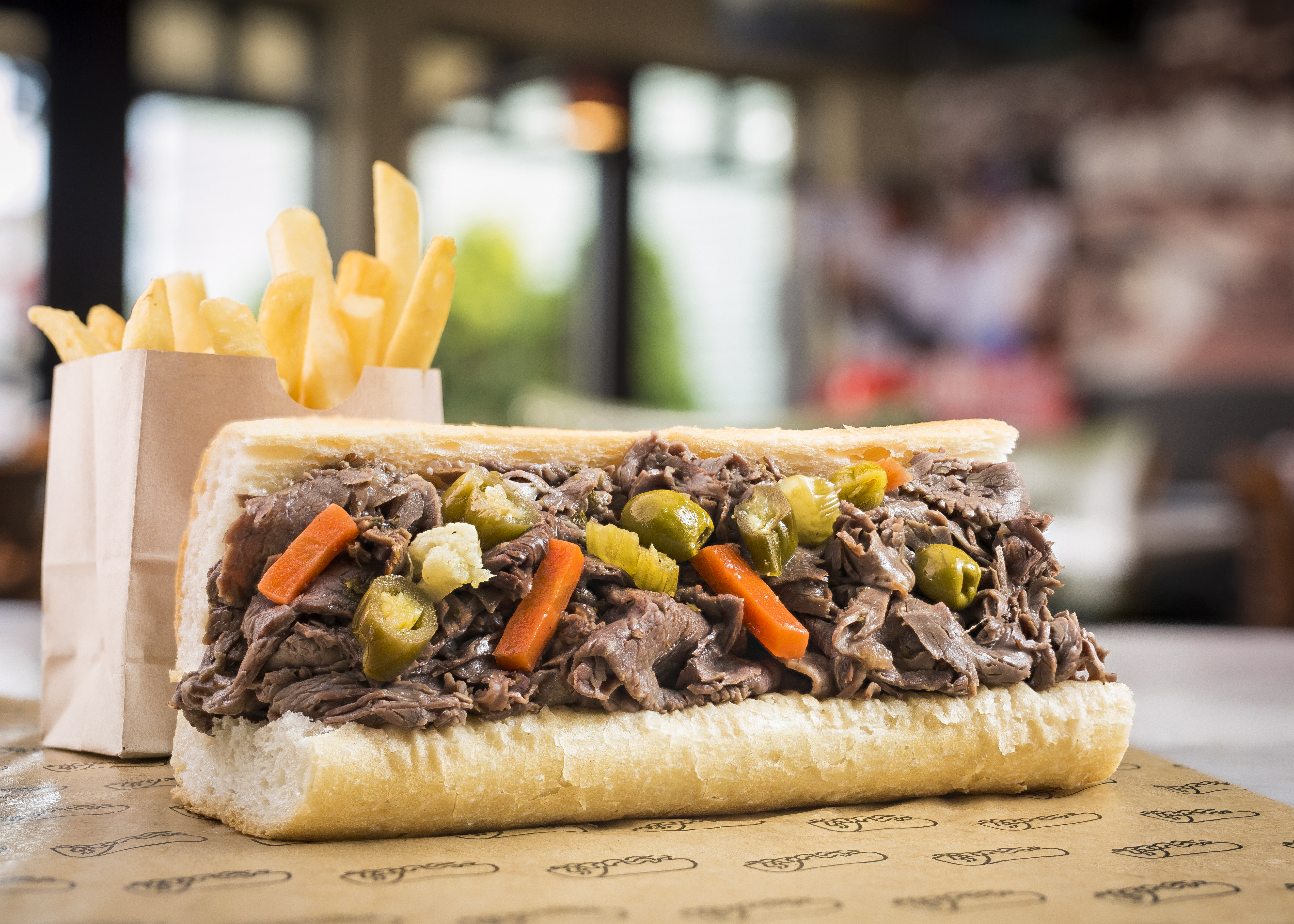
이탈리안 비프
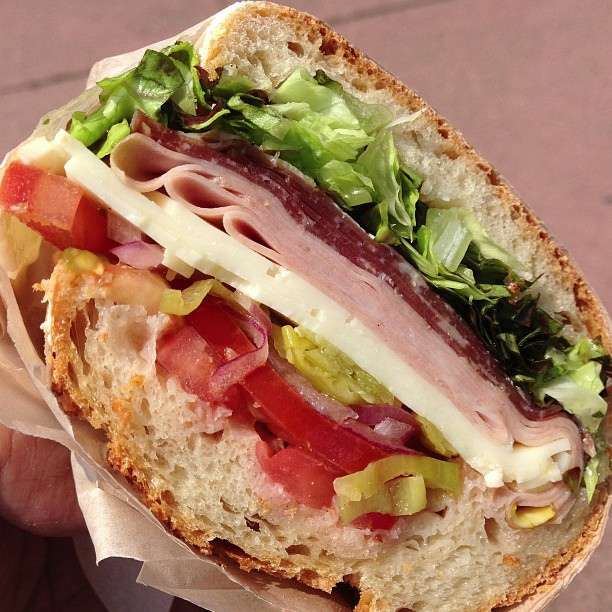
이탈리안 샌드위치
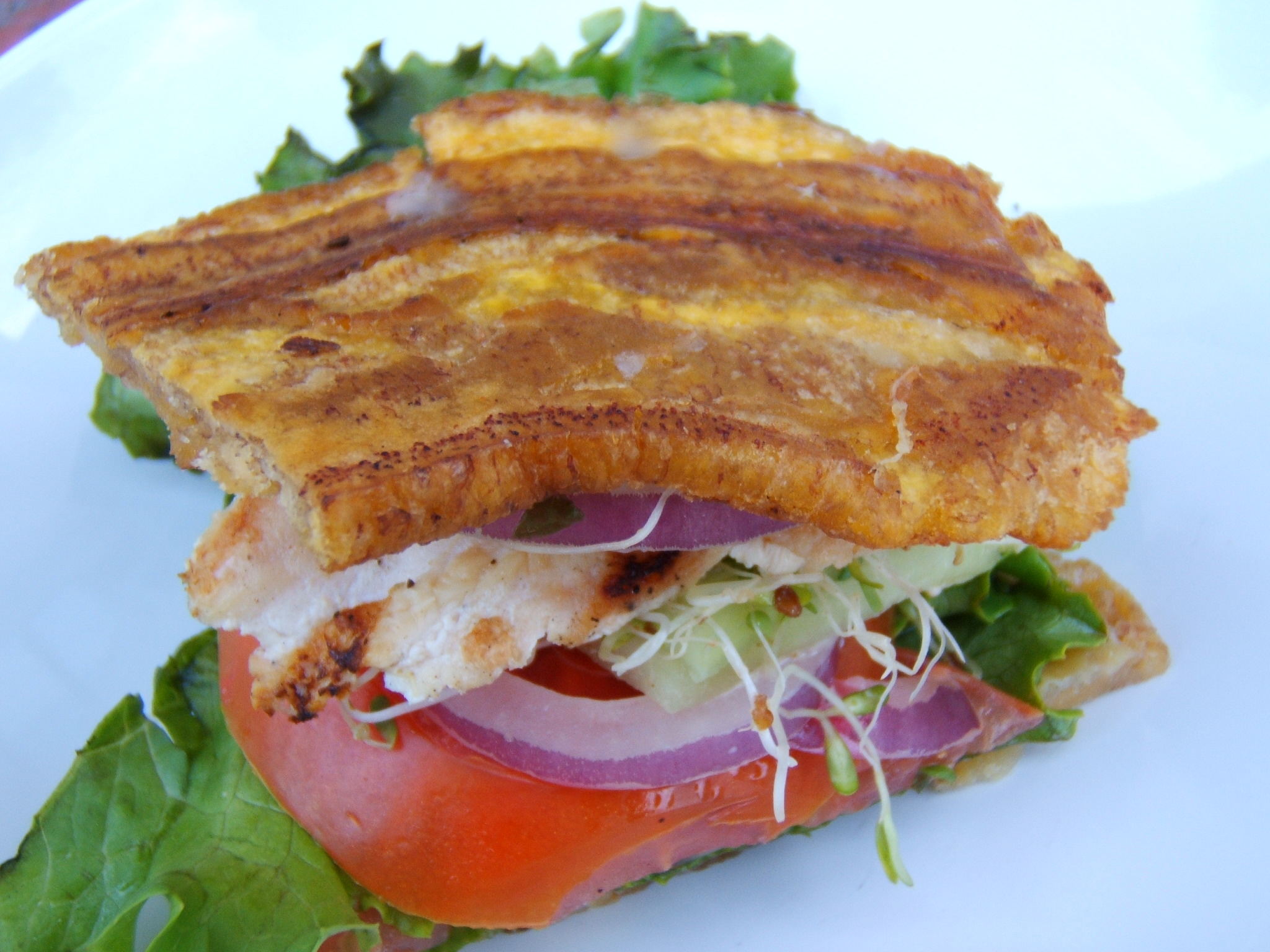
지바리토
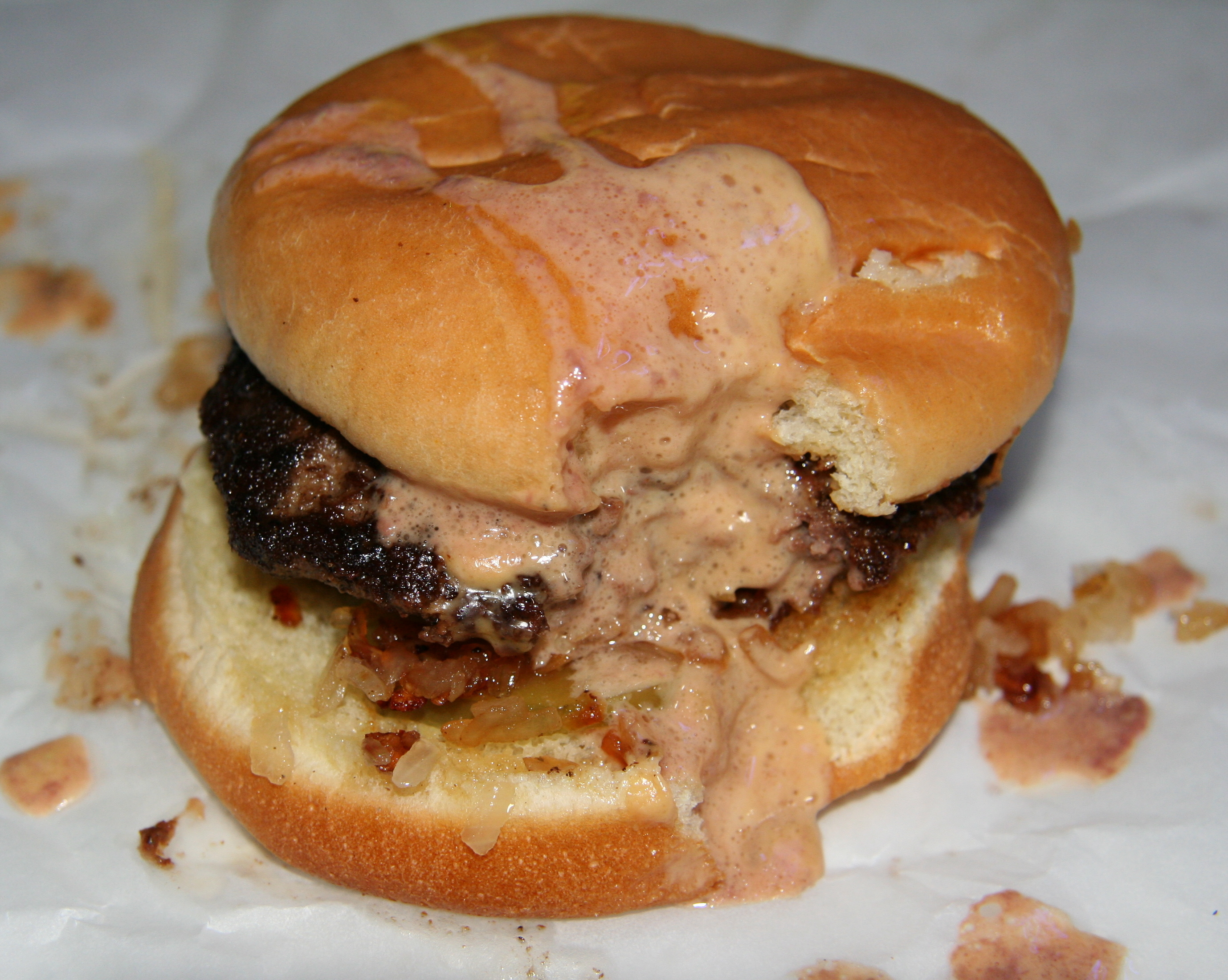
주시 루시
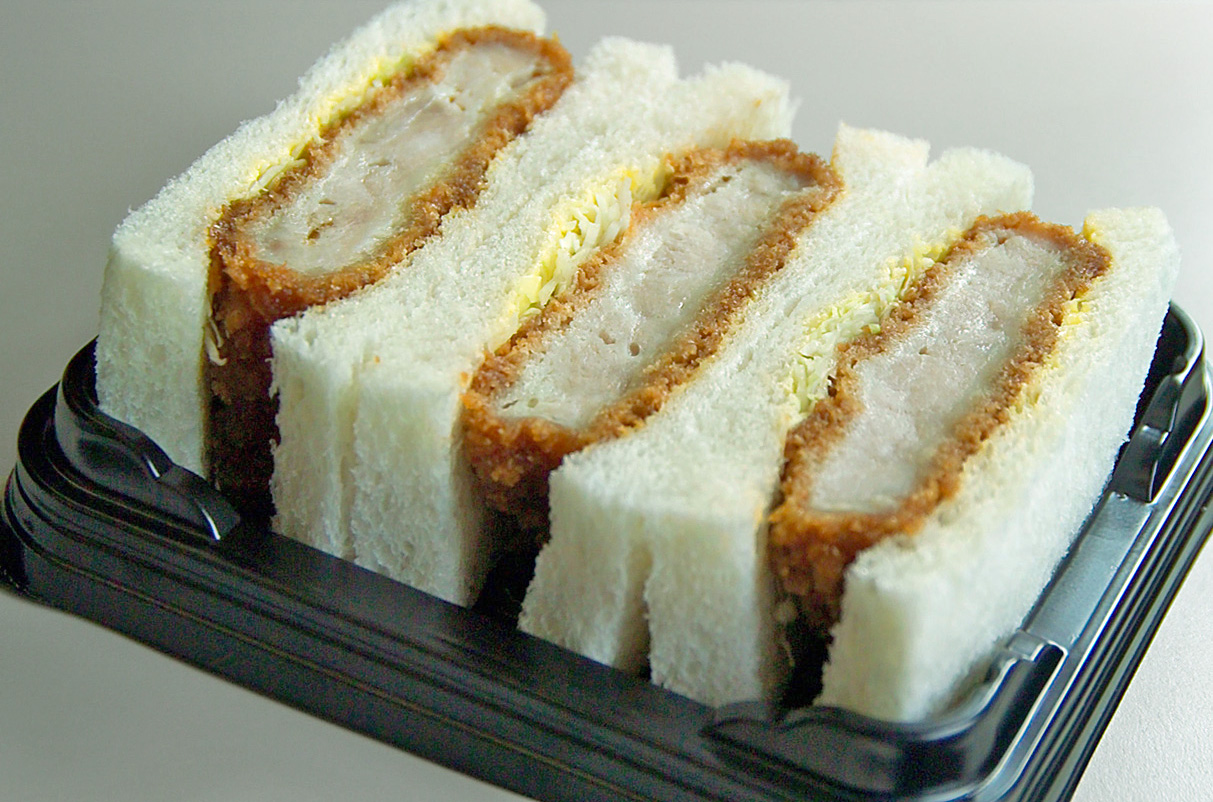
가스샌드
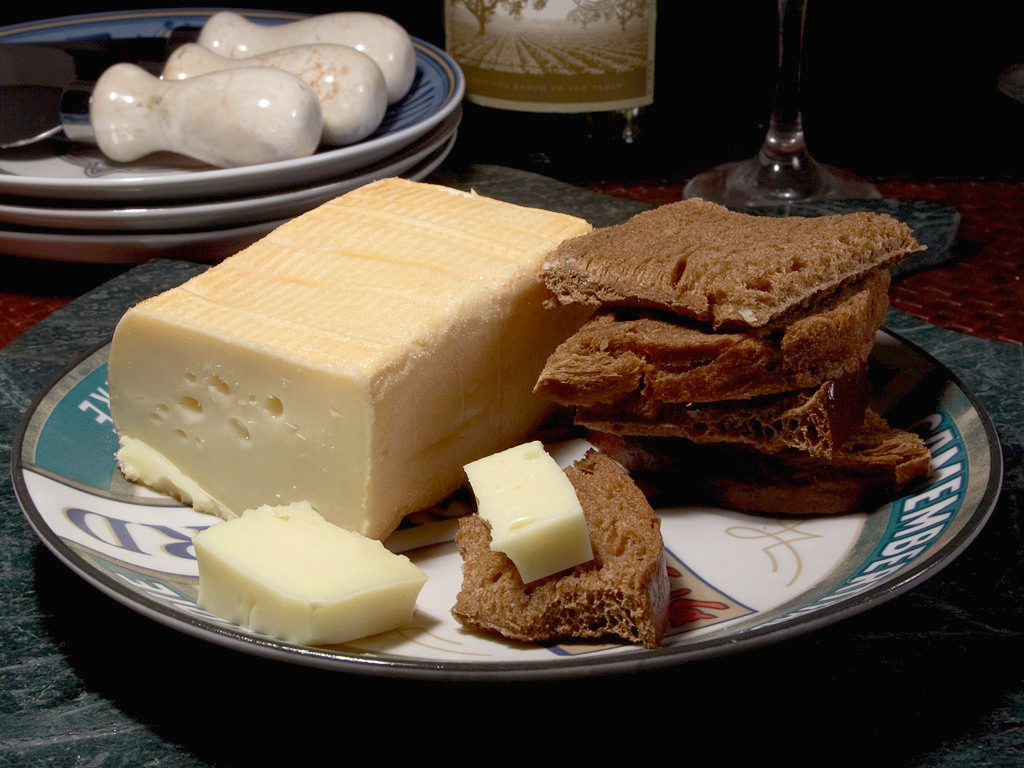
림부르거
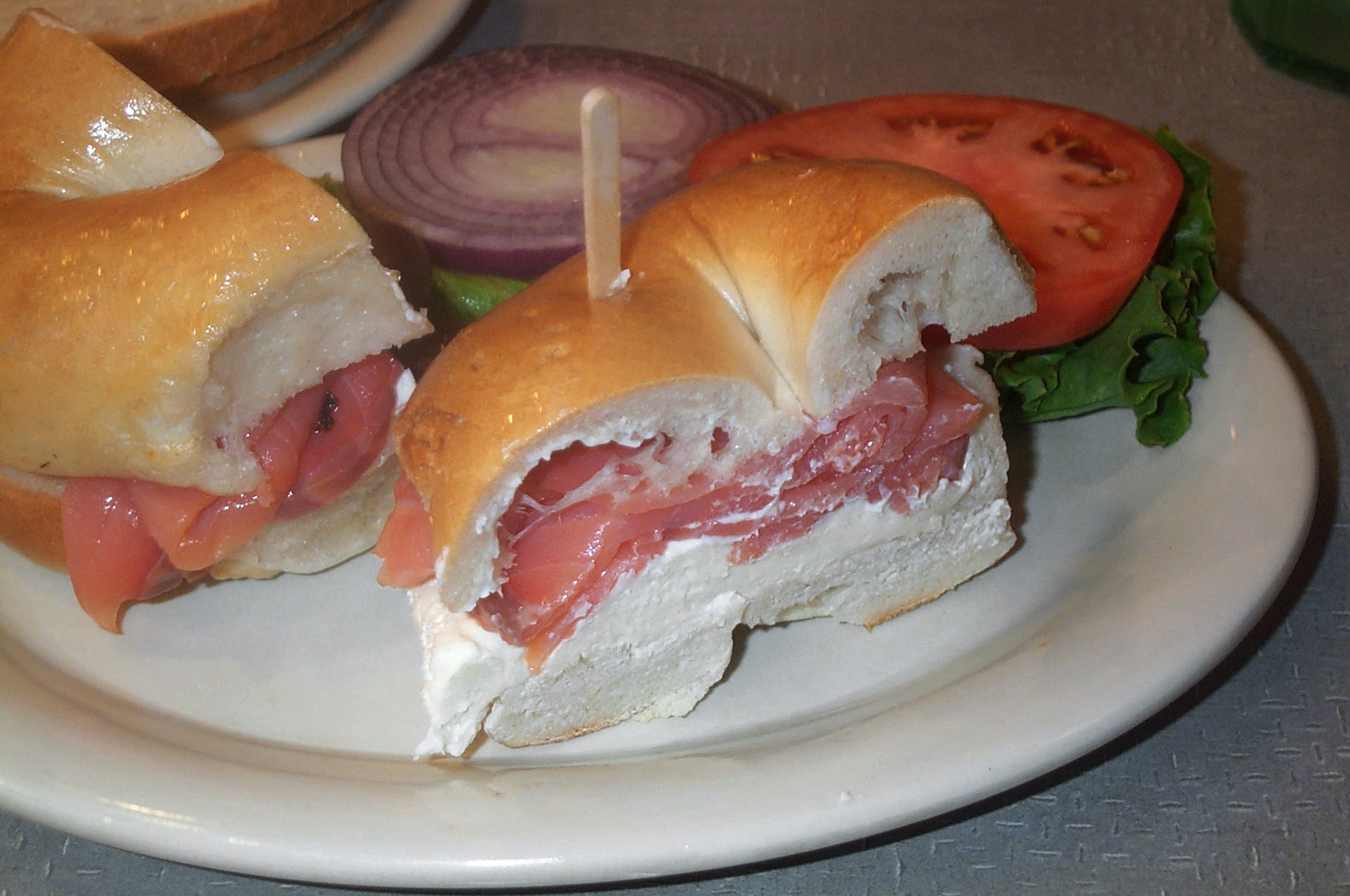
록스 (음식)
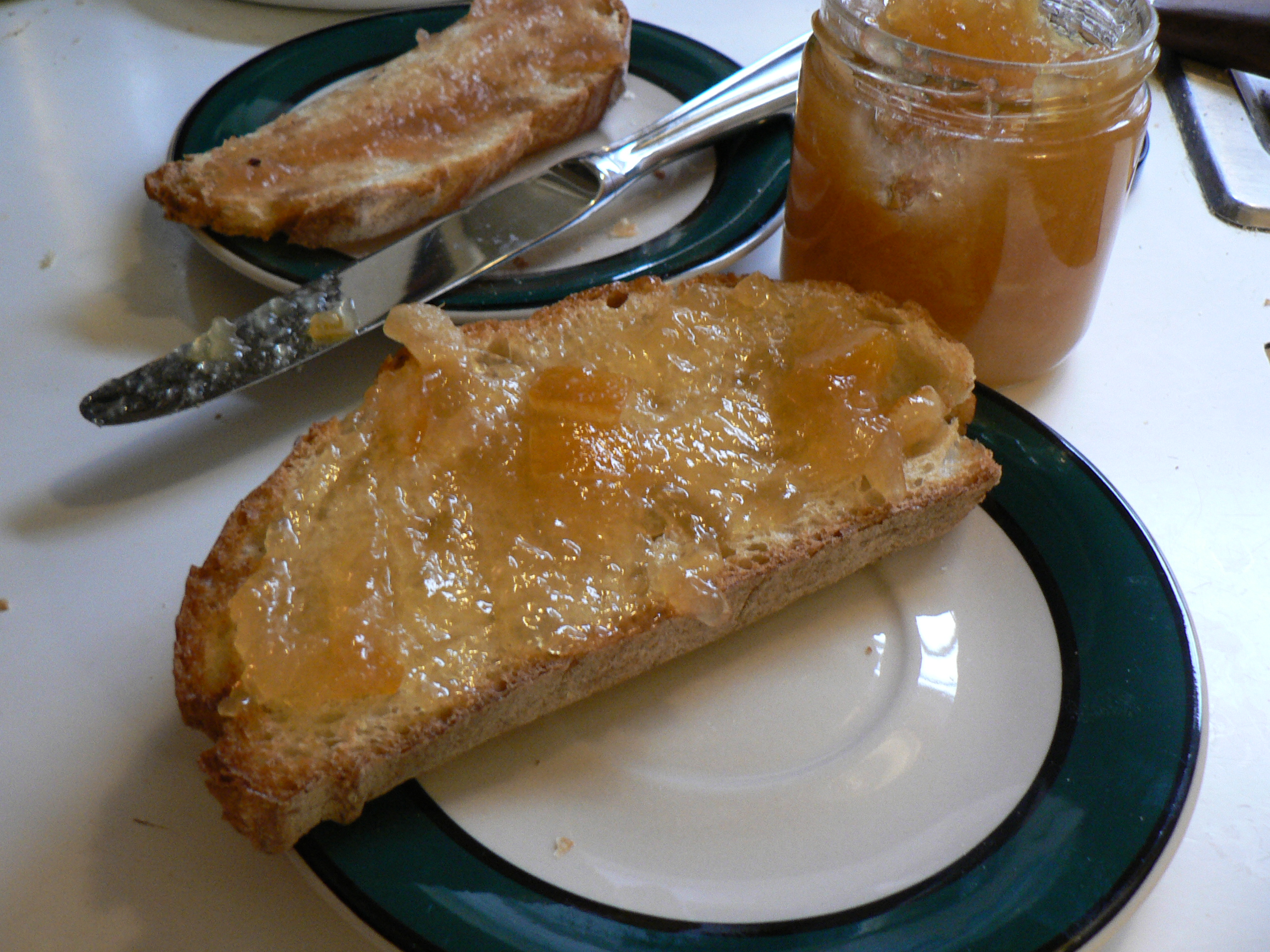
마멀레이드
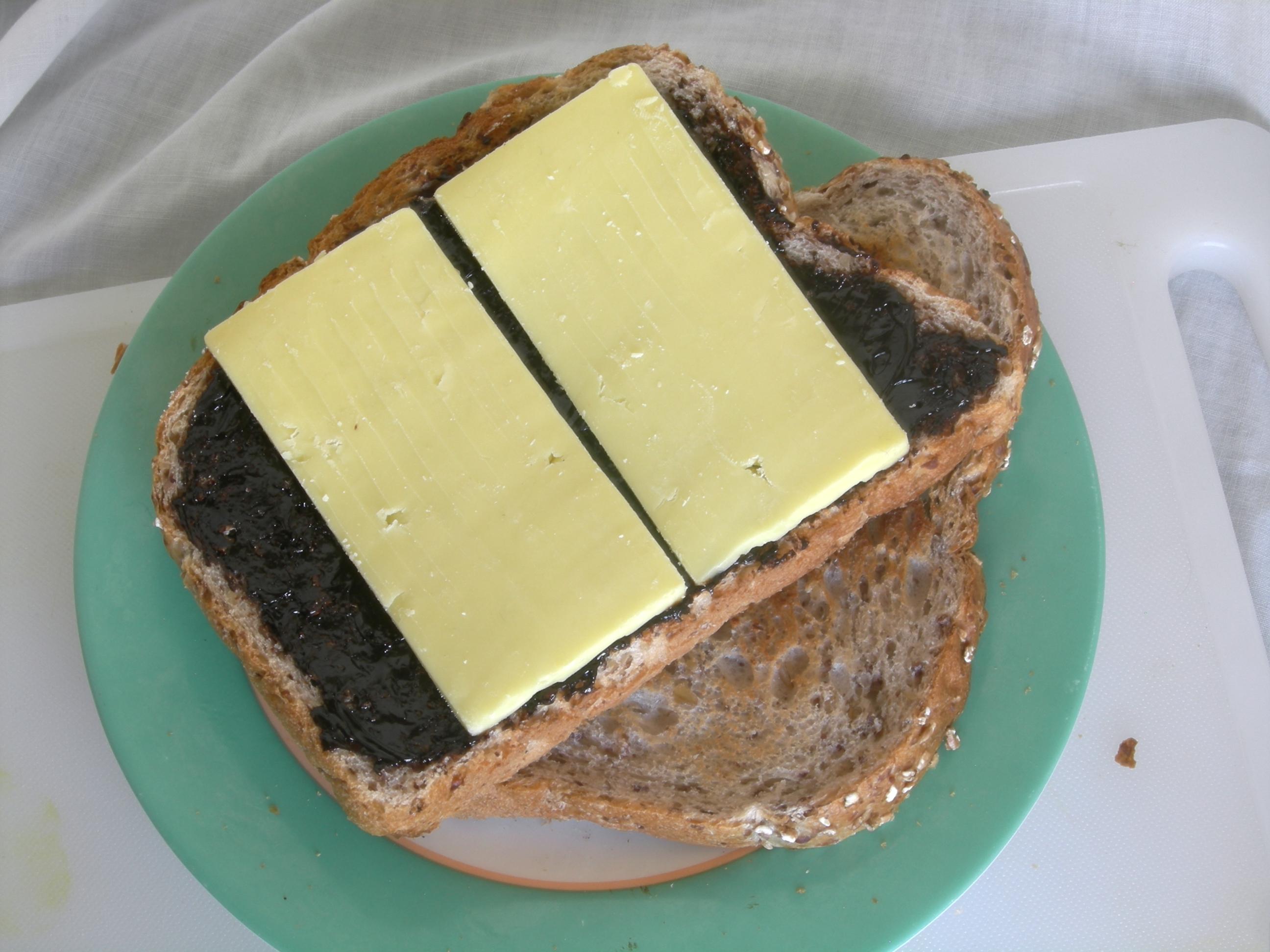
마마이트
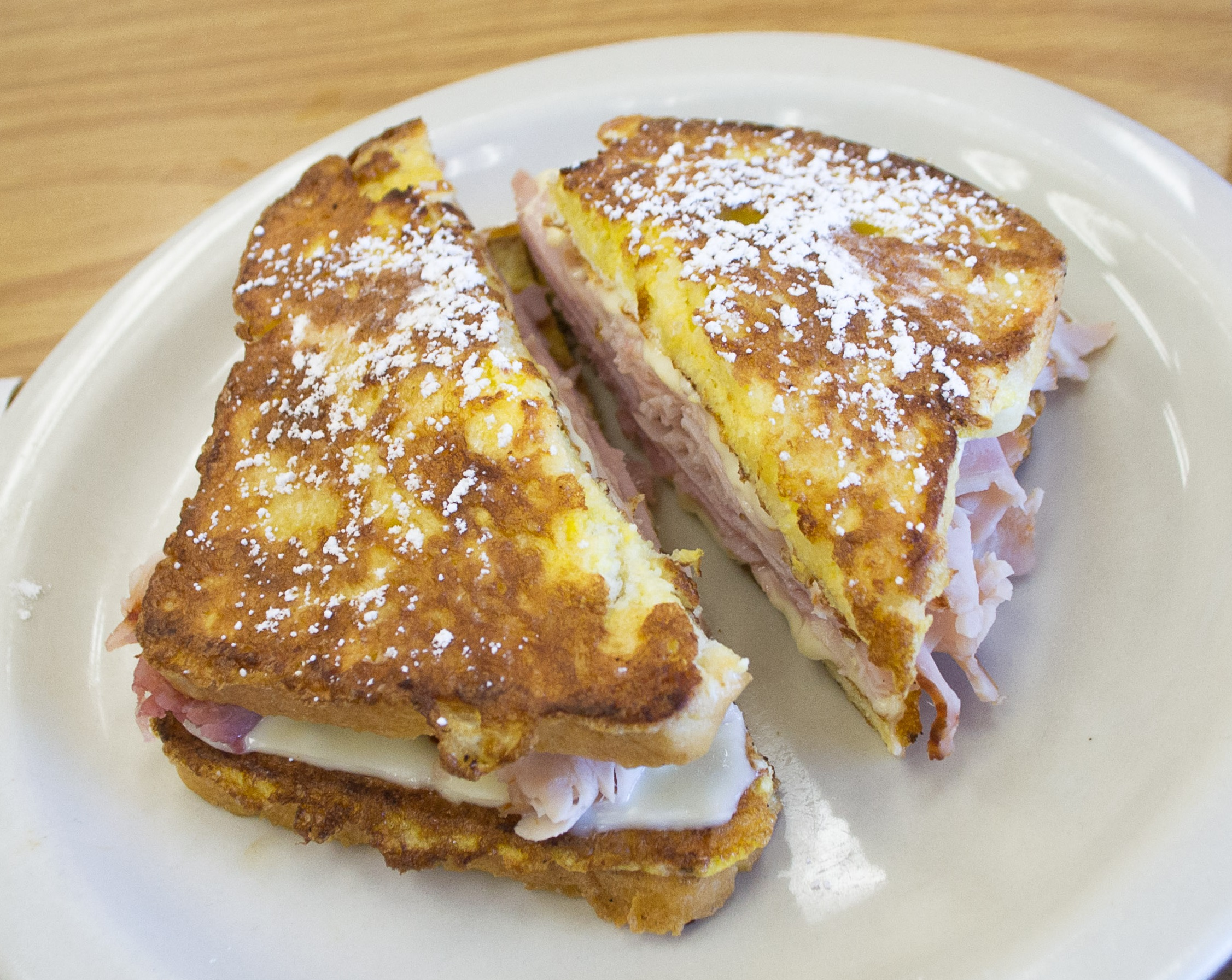
몬테크리스토 샌드위치
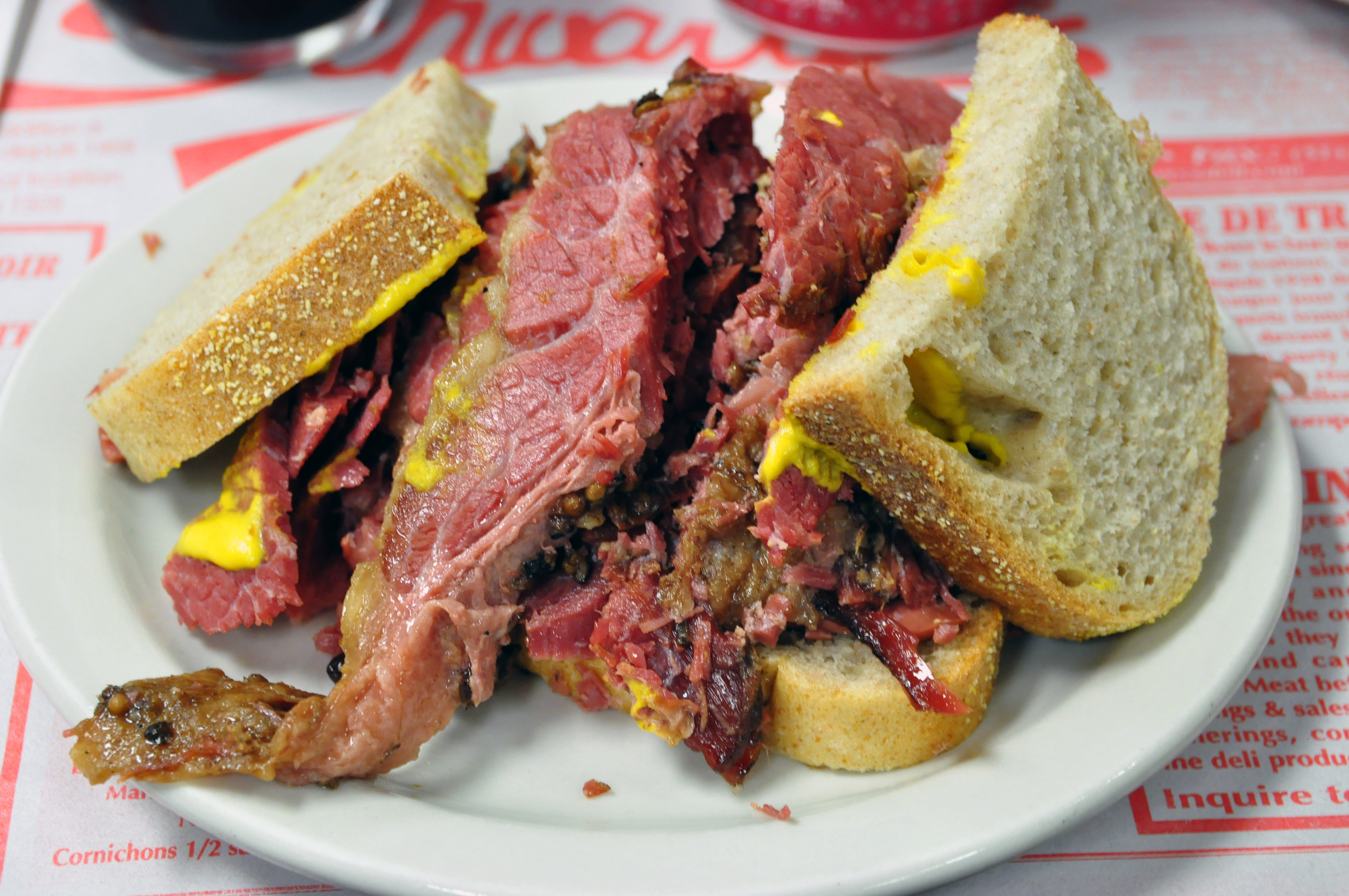
스모크트 미트
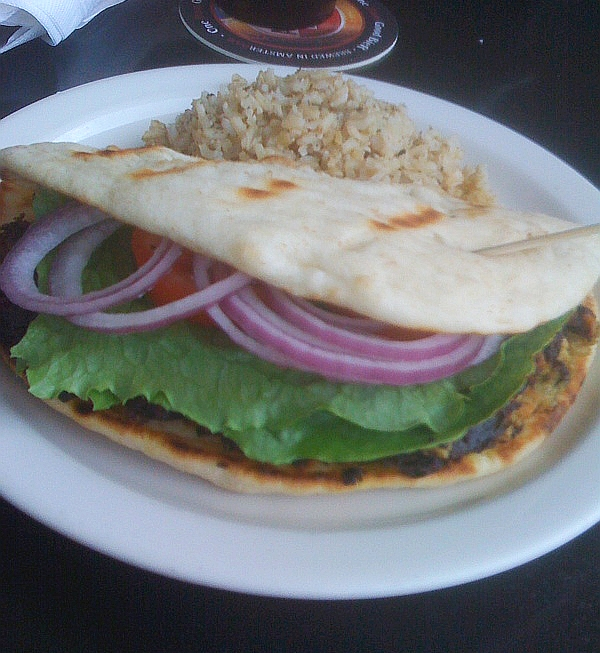
난 (빵)
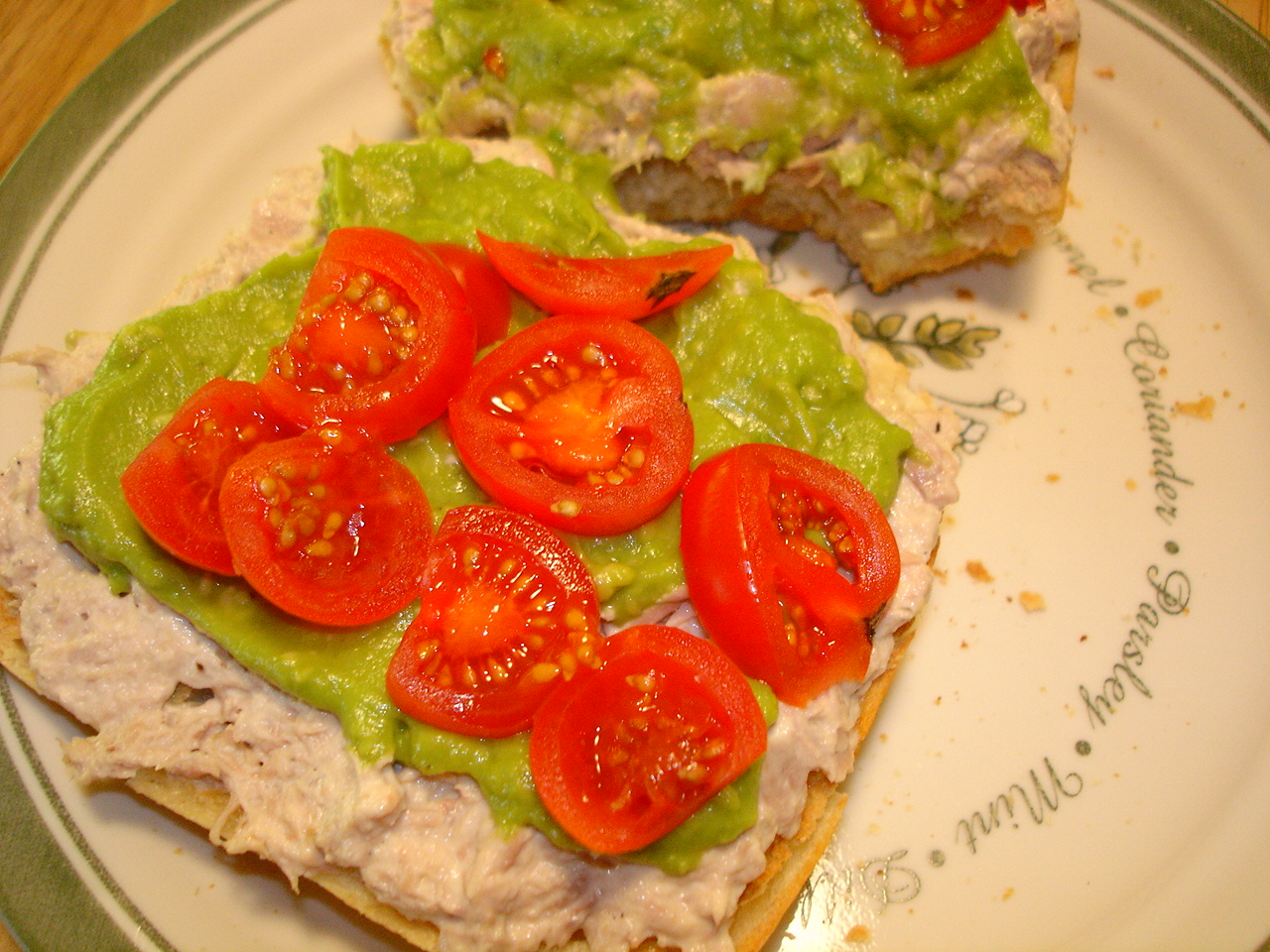
오픈 샌드위치
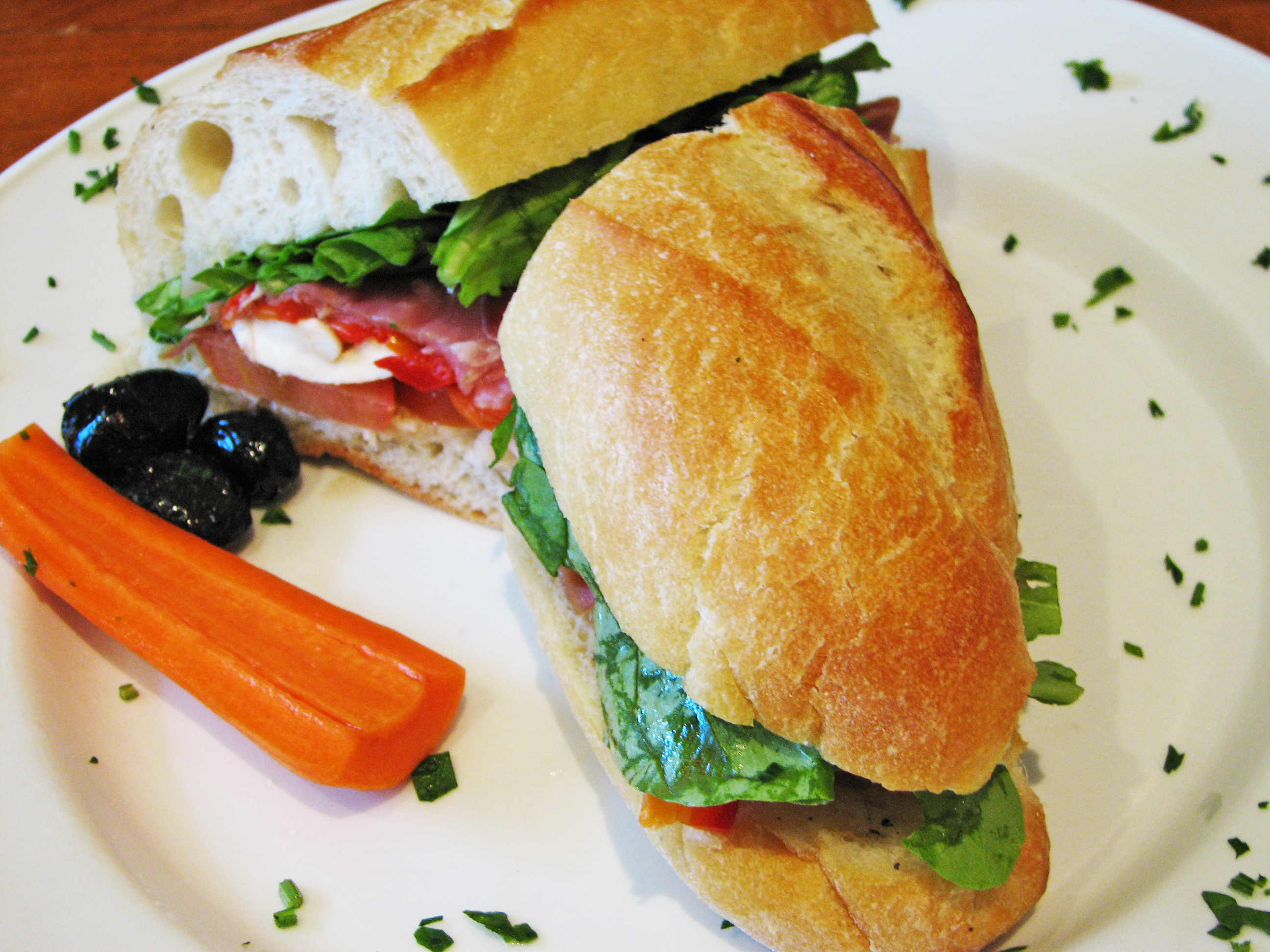
파니니 (샌드위치)
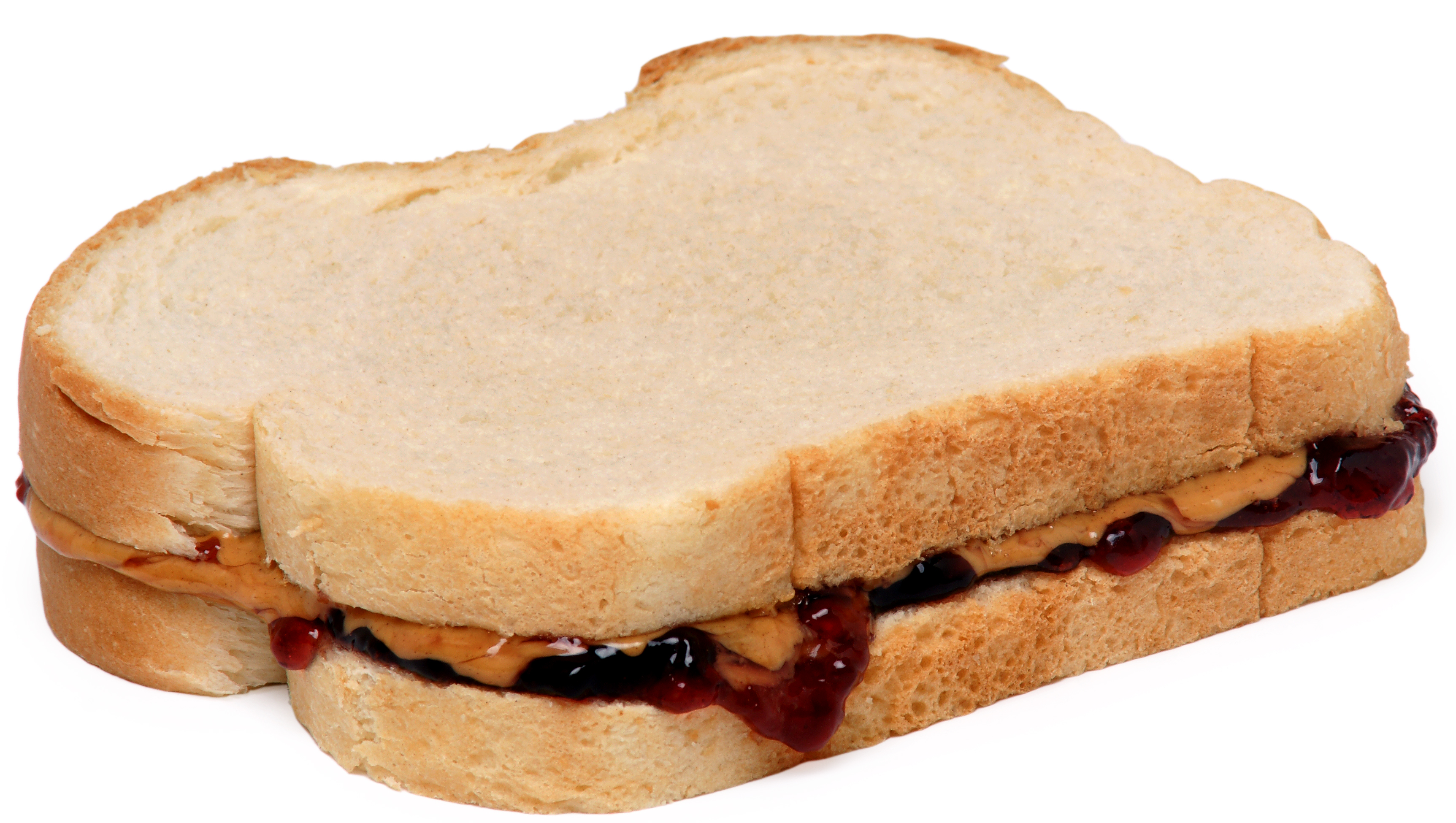
피넛 버터 앤드 젤리 샌드위치
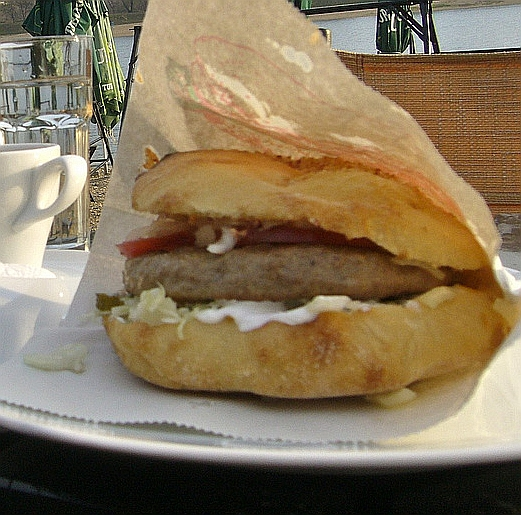
플레스카비차
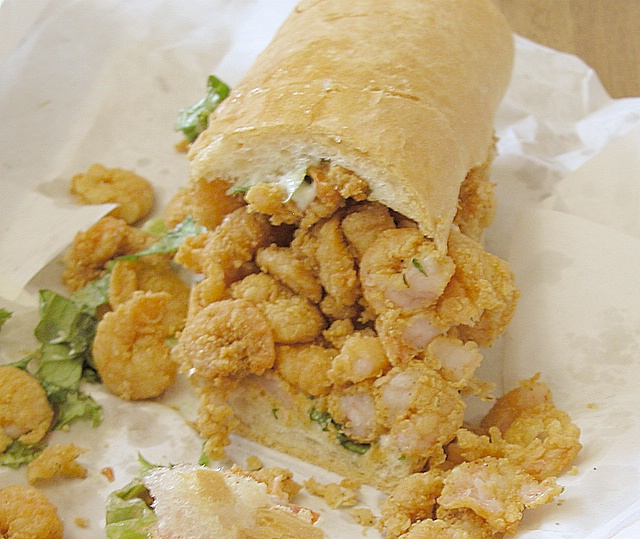
포보이
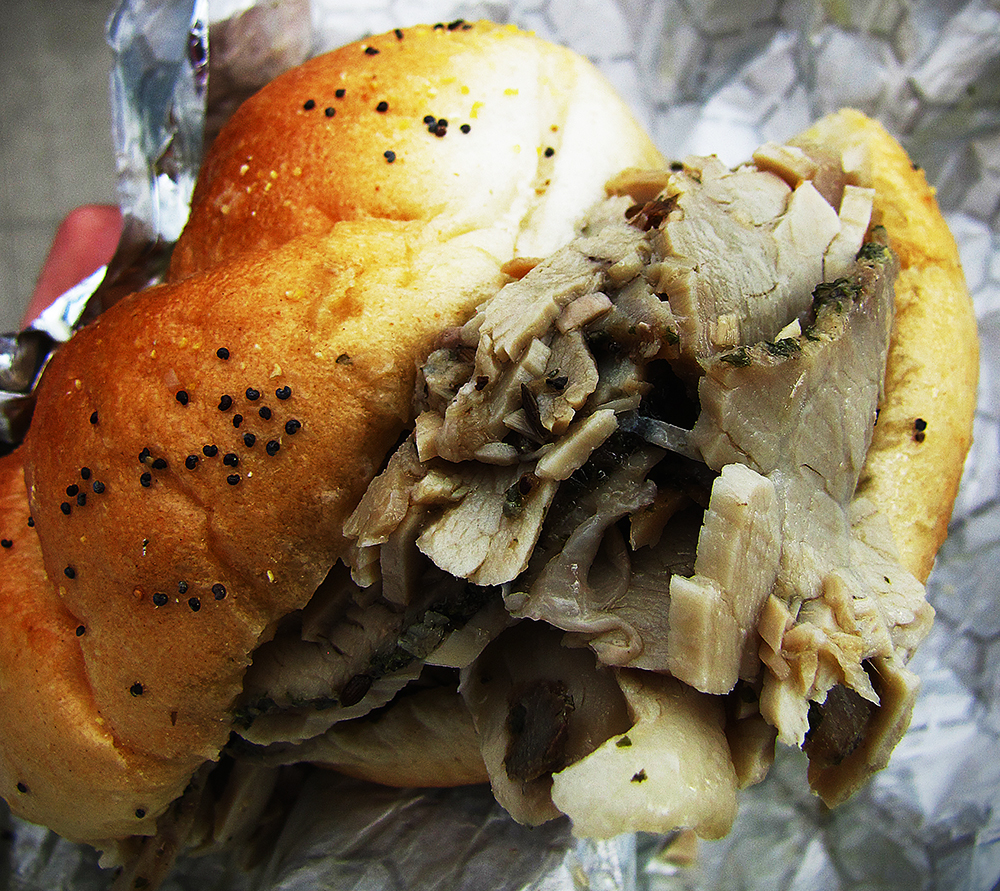
포르케타
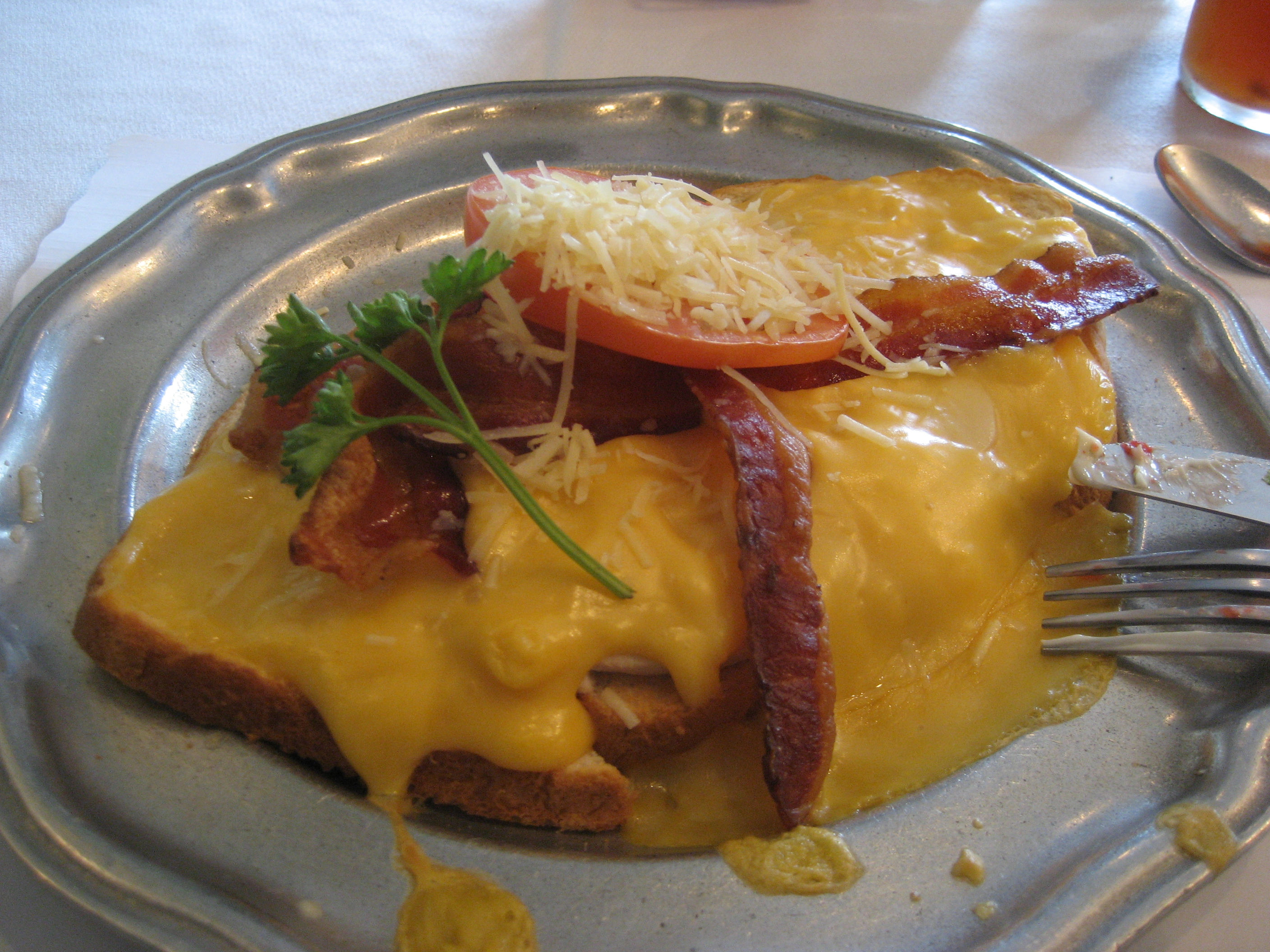
핫 브라운
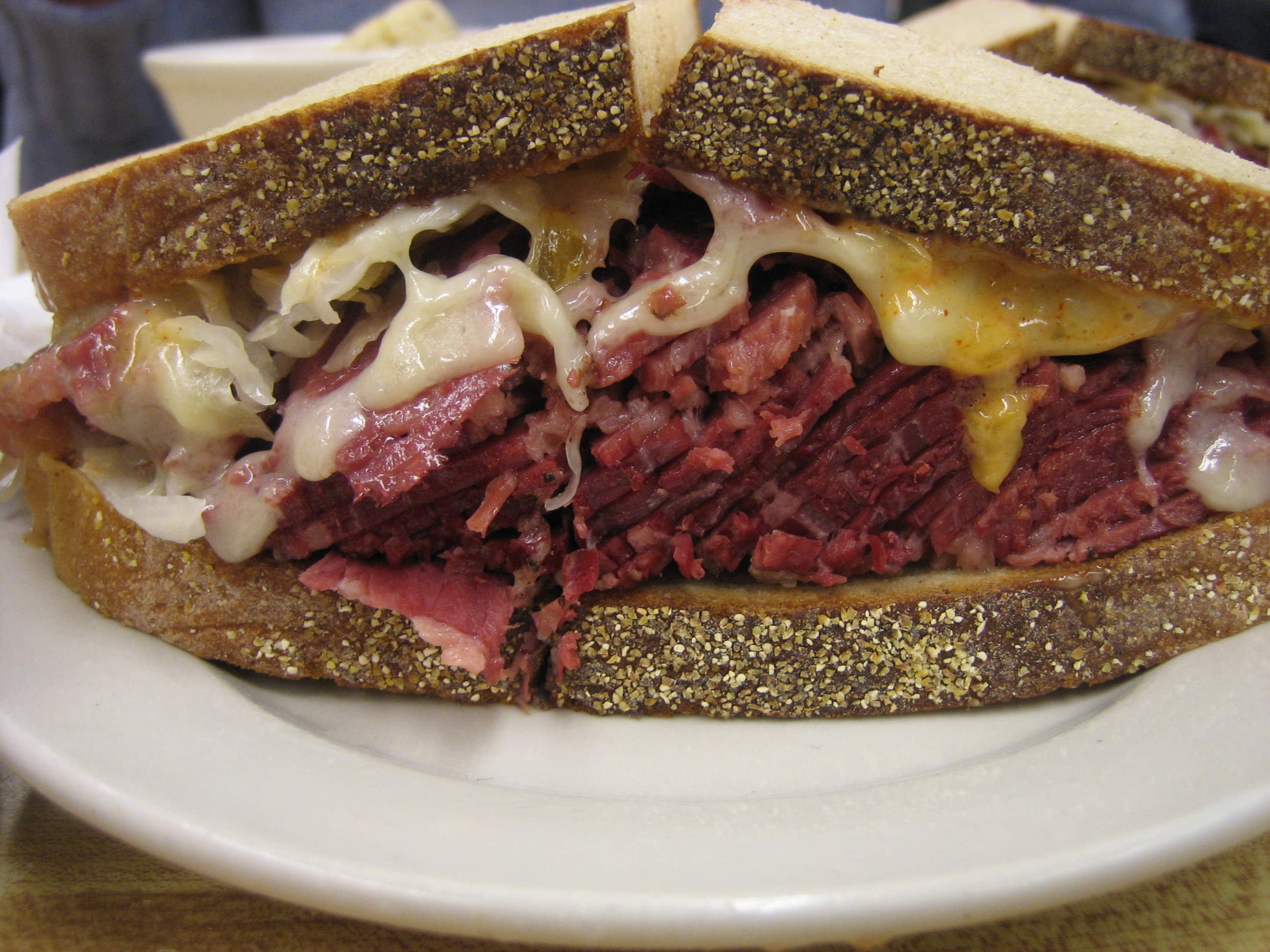
루벤 샌드위치
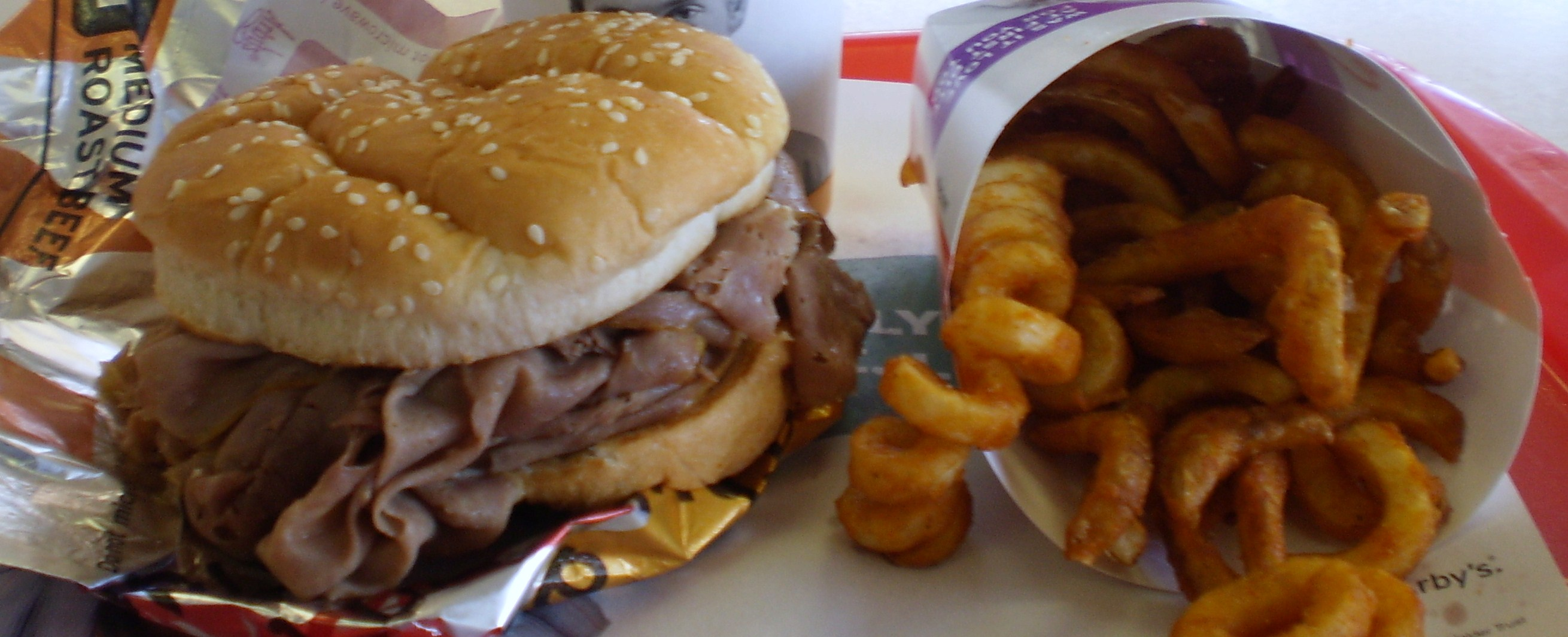
로스트 비프 샌드위치
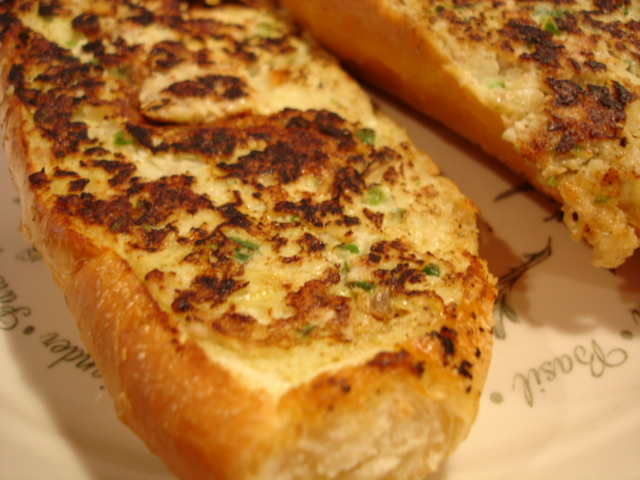
로티 존
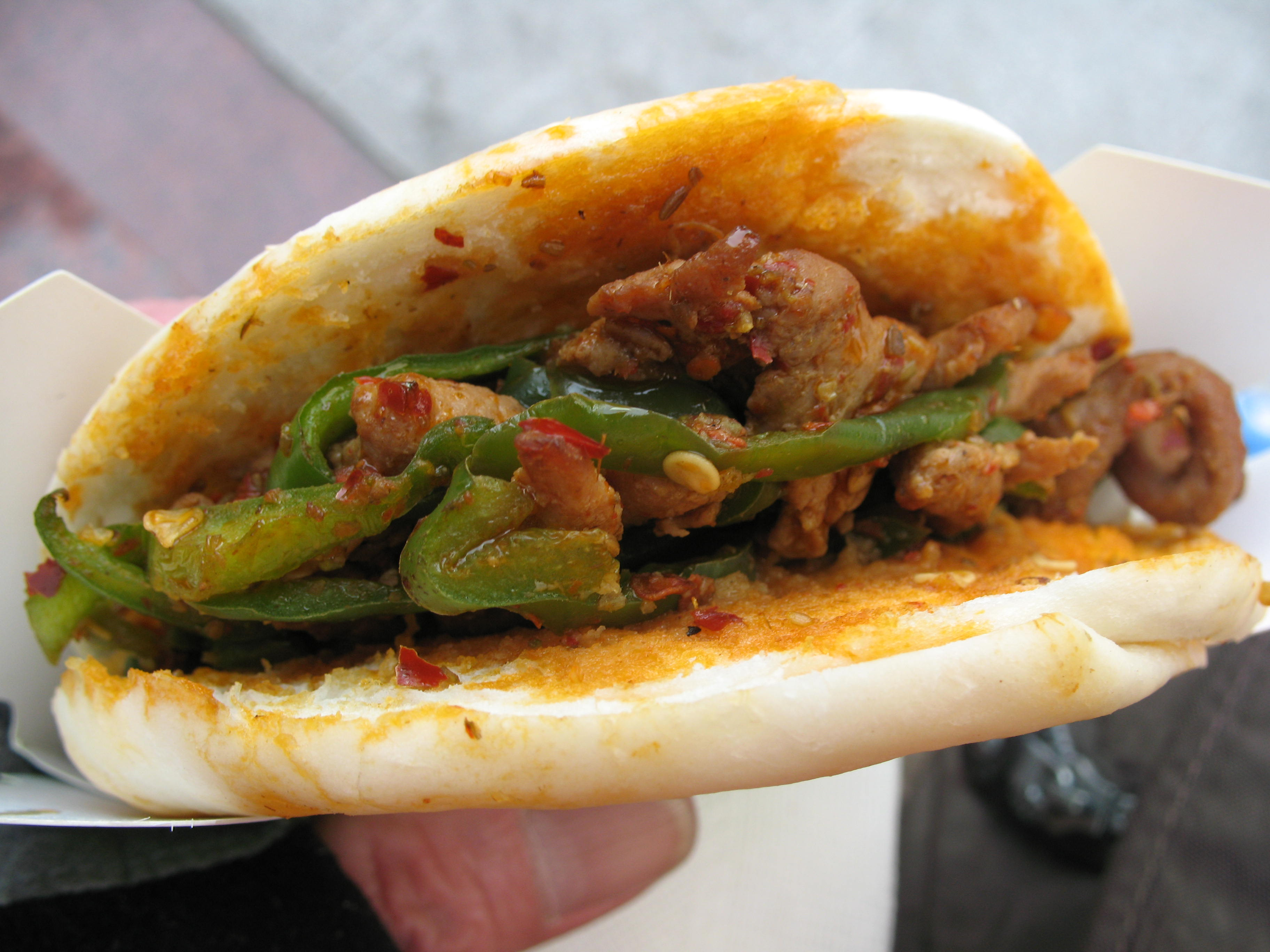
러우쟈뭐
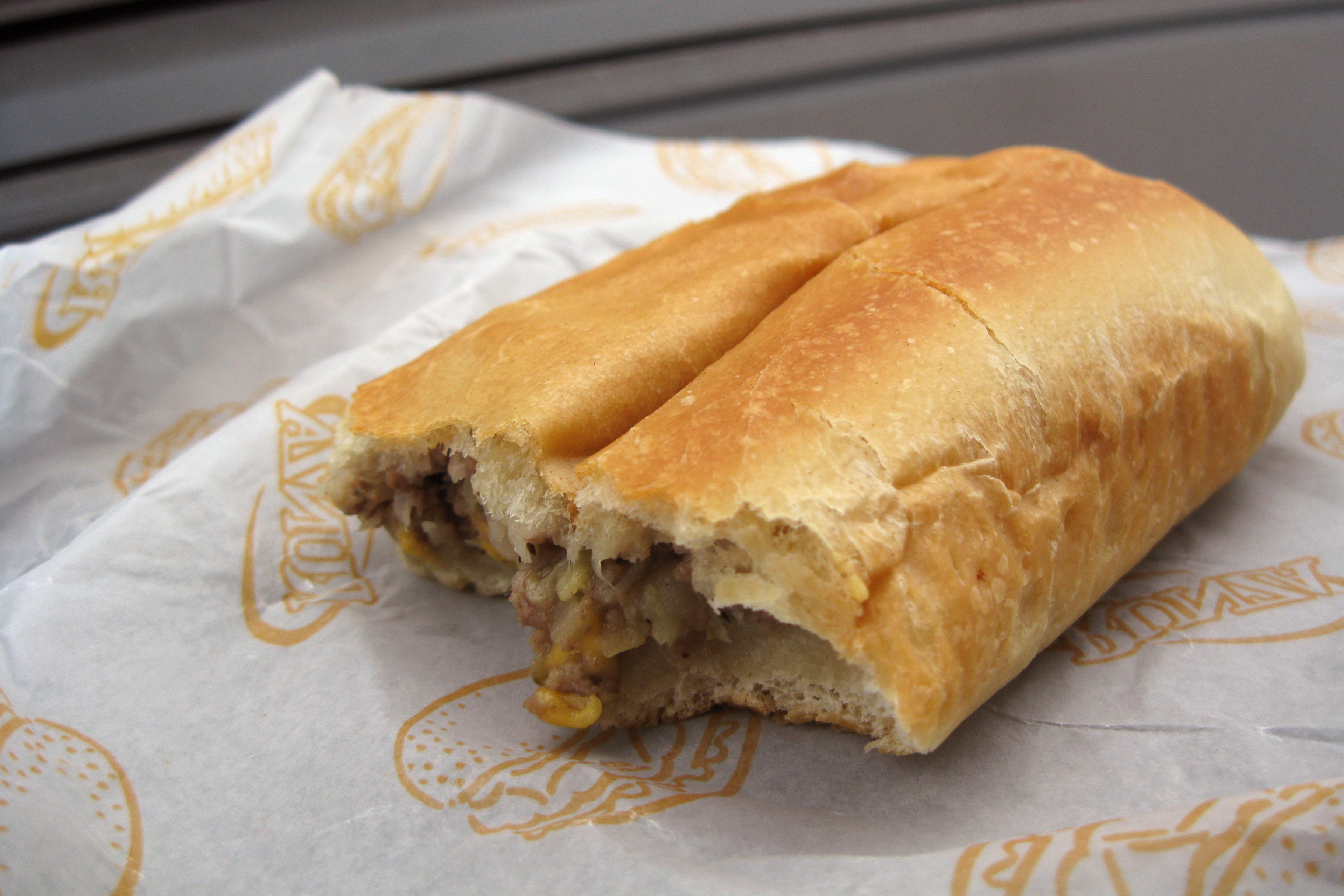
런자
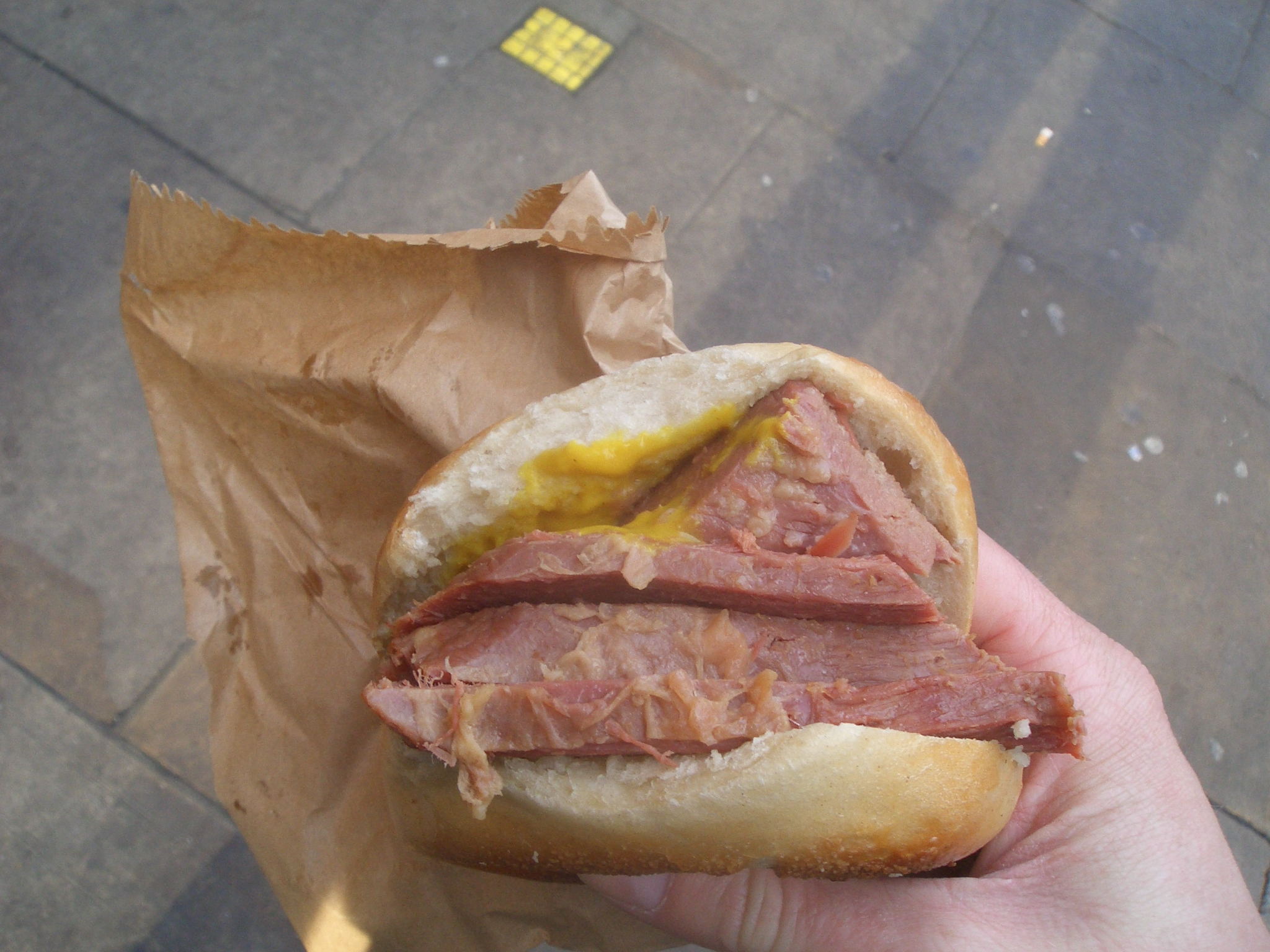
솔트 비프
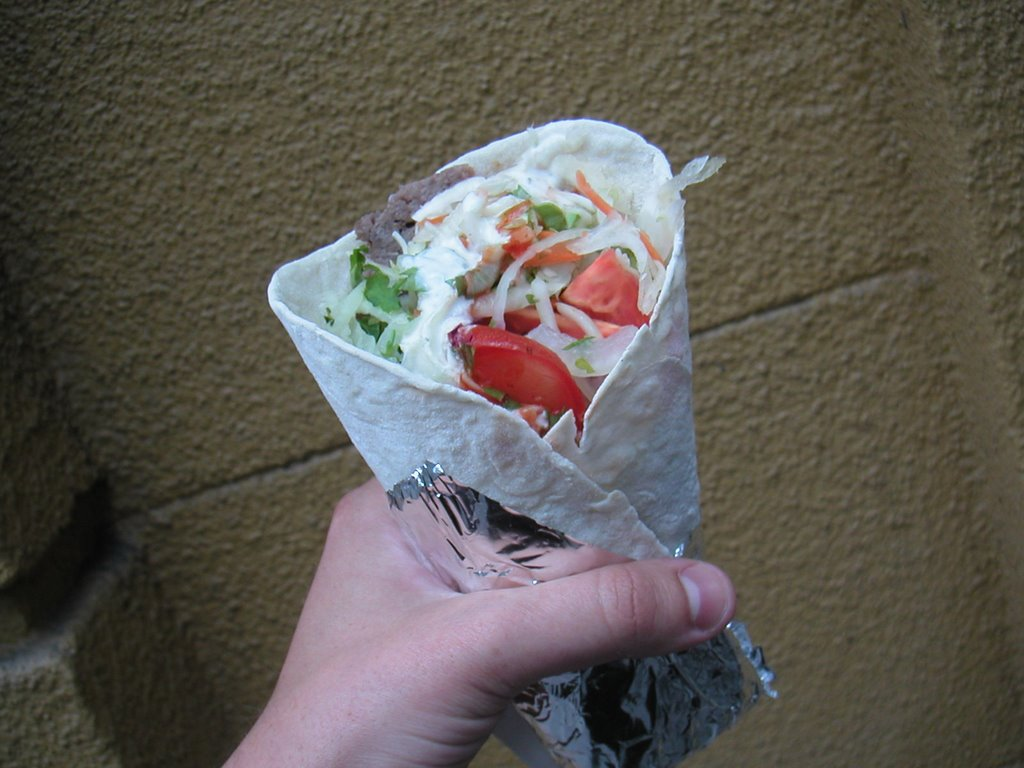
샤와르마
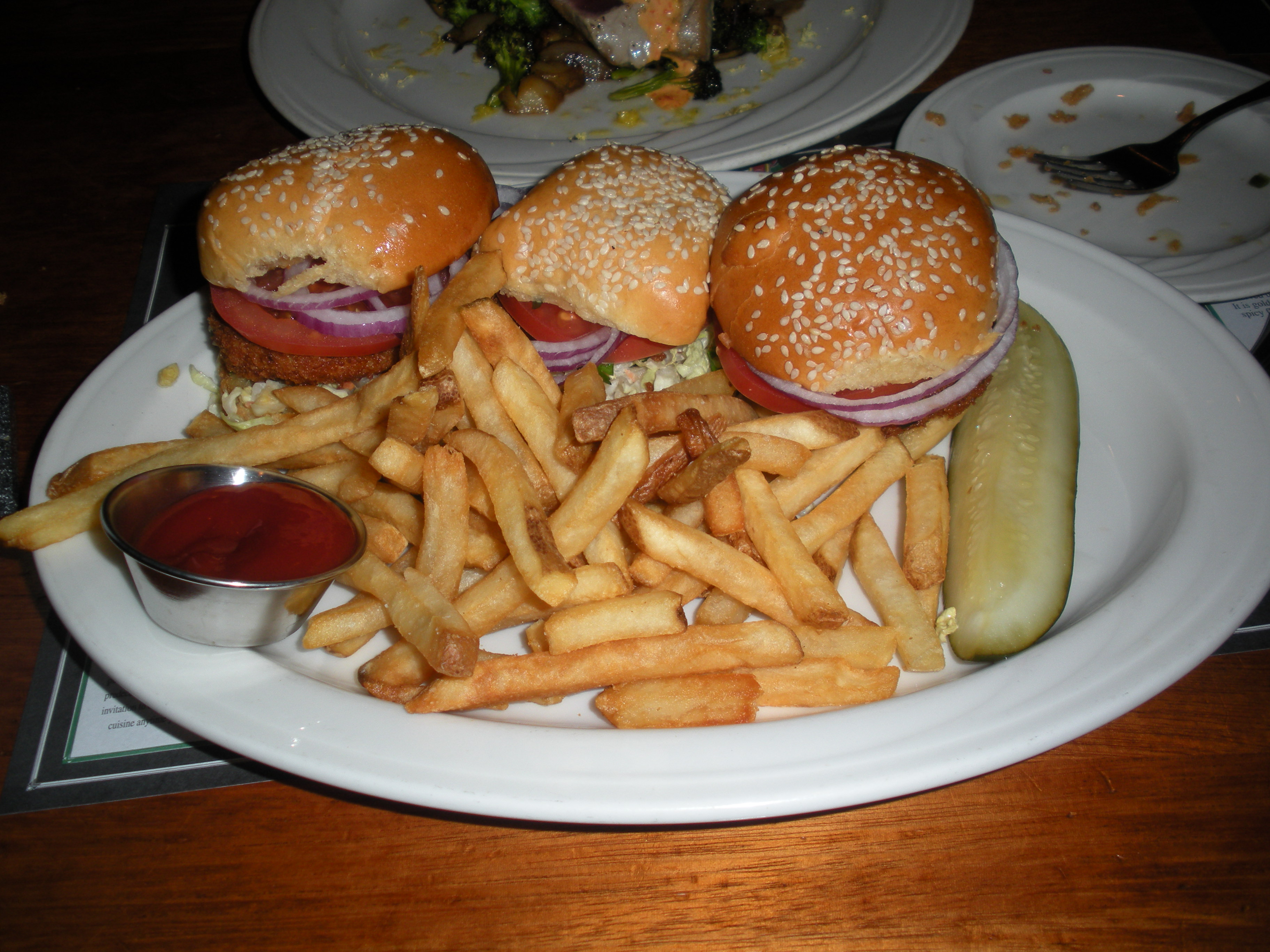
슬라이더 (음식)
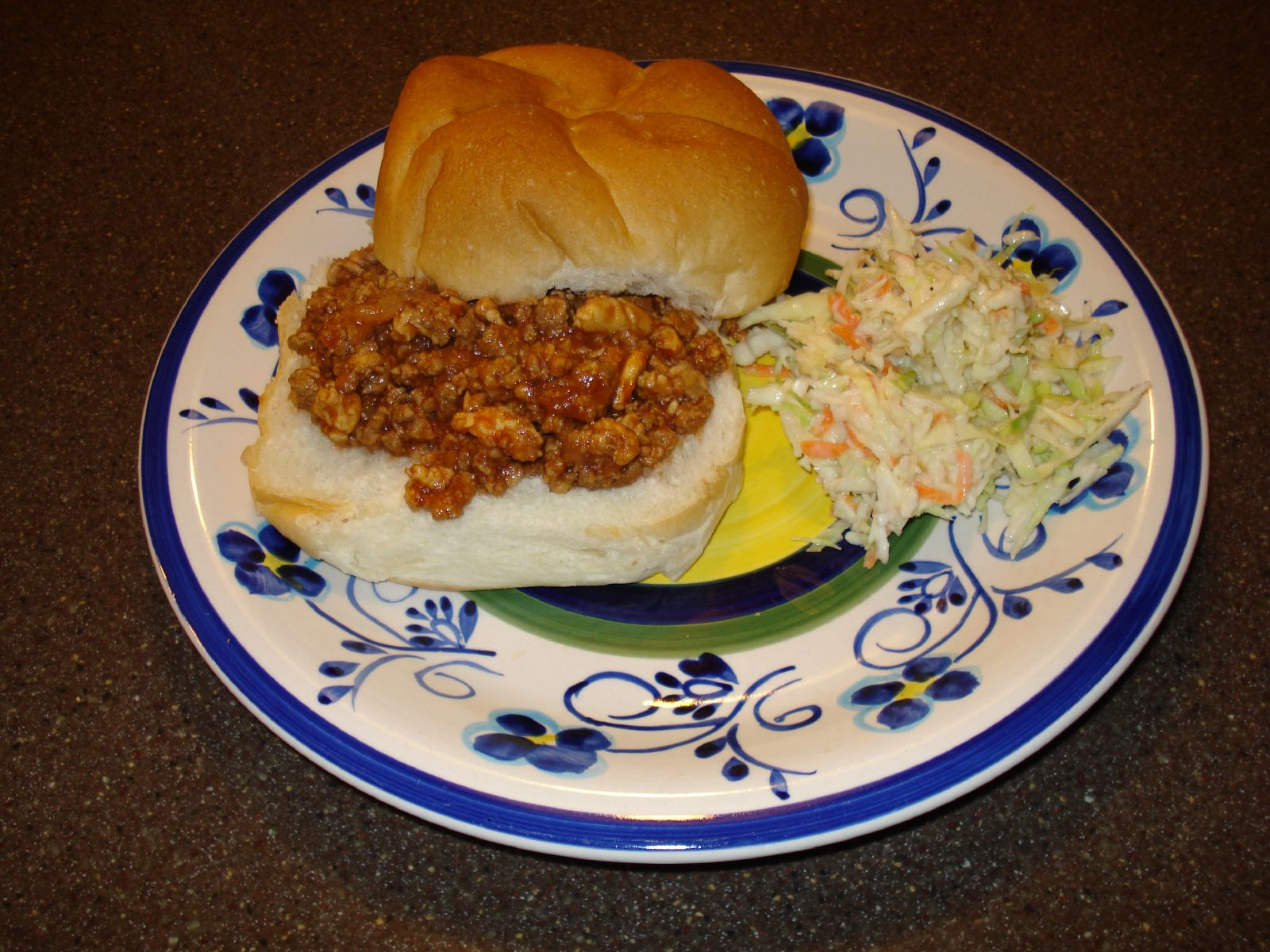
슬로피 조
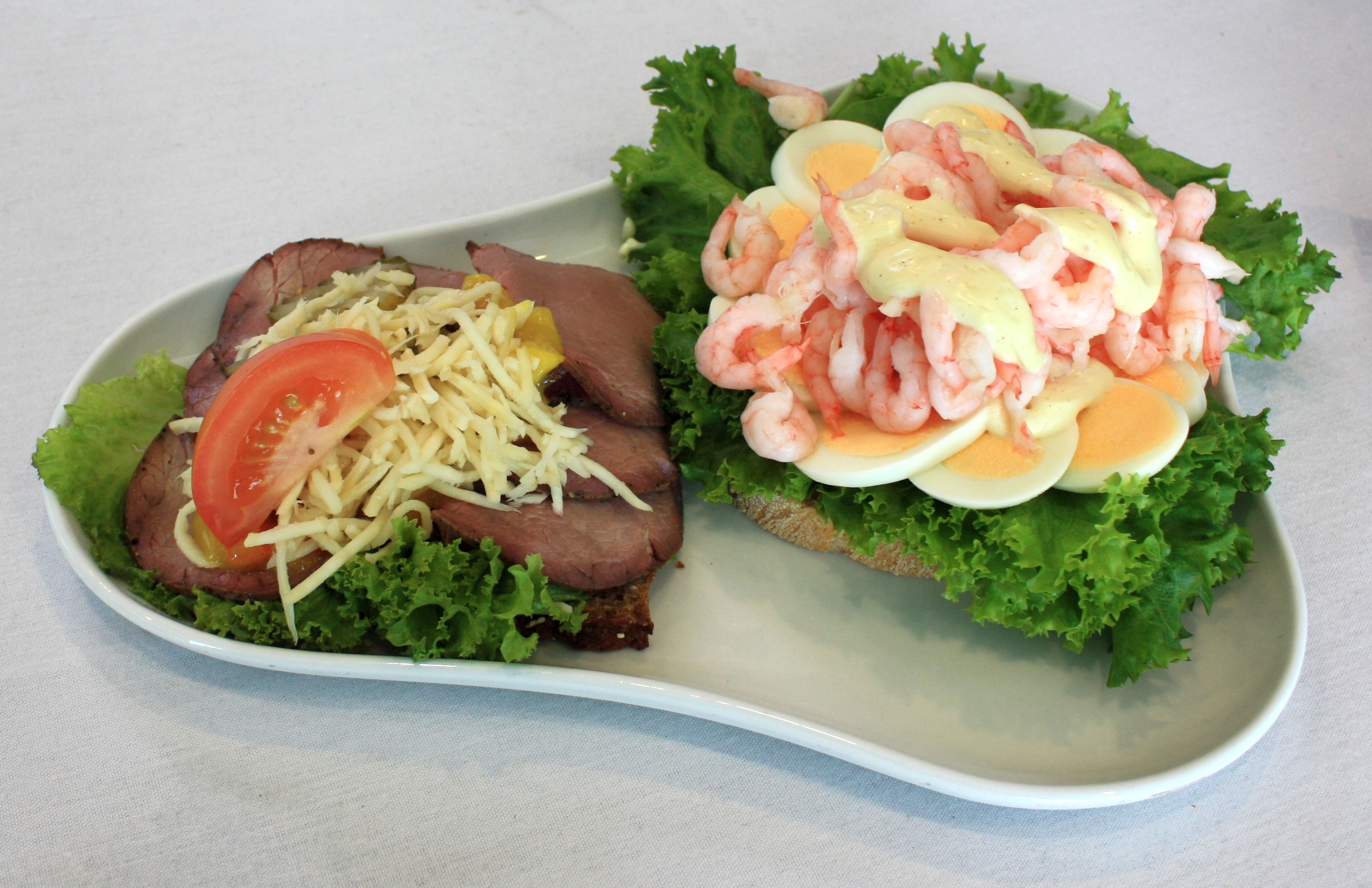
스뫼레브뢰드
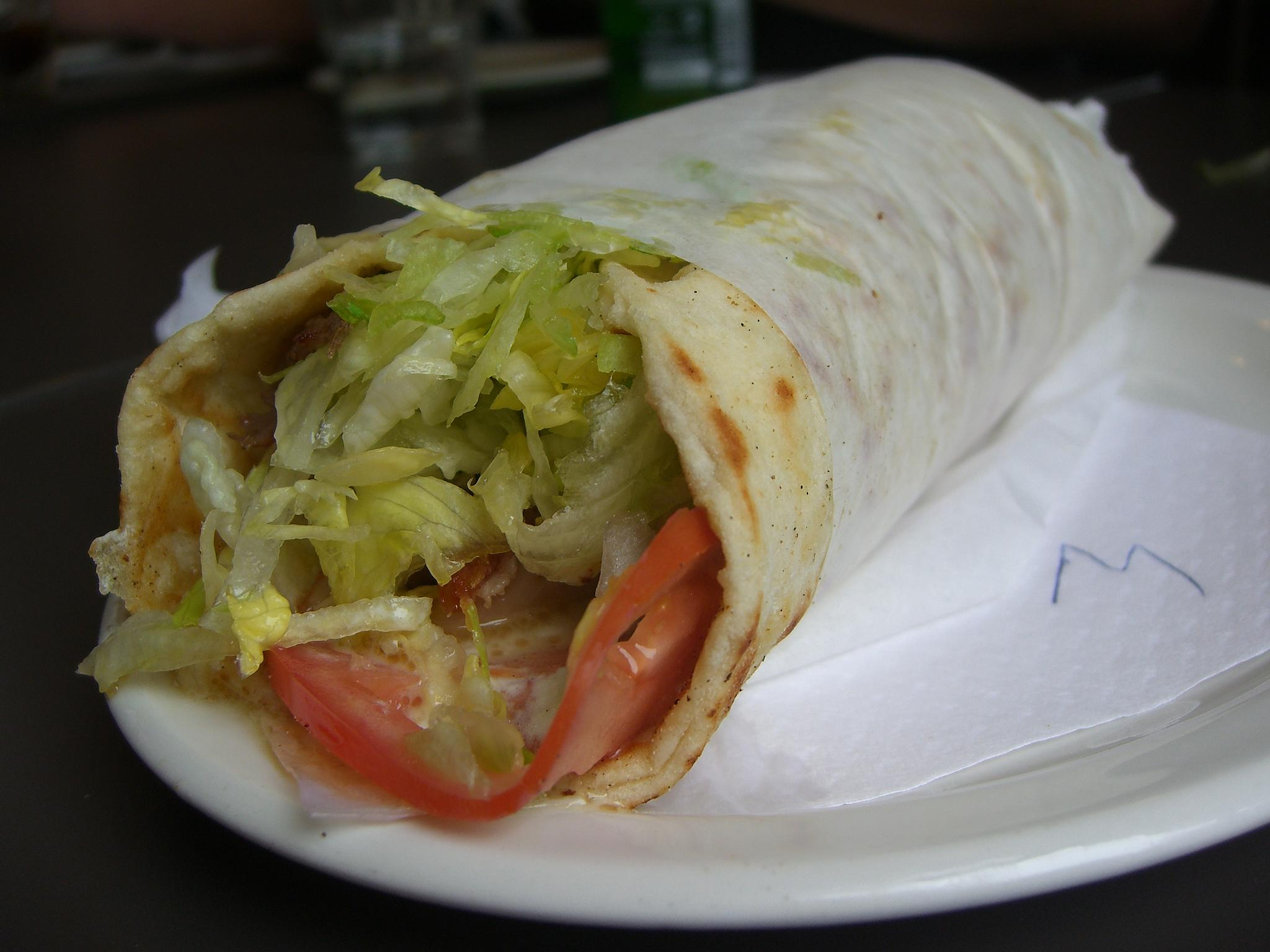
수블라키
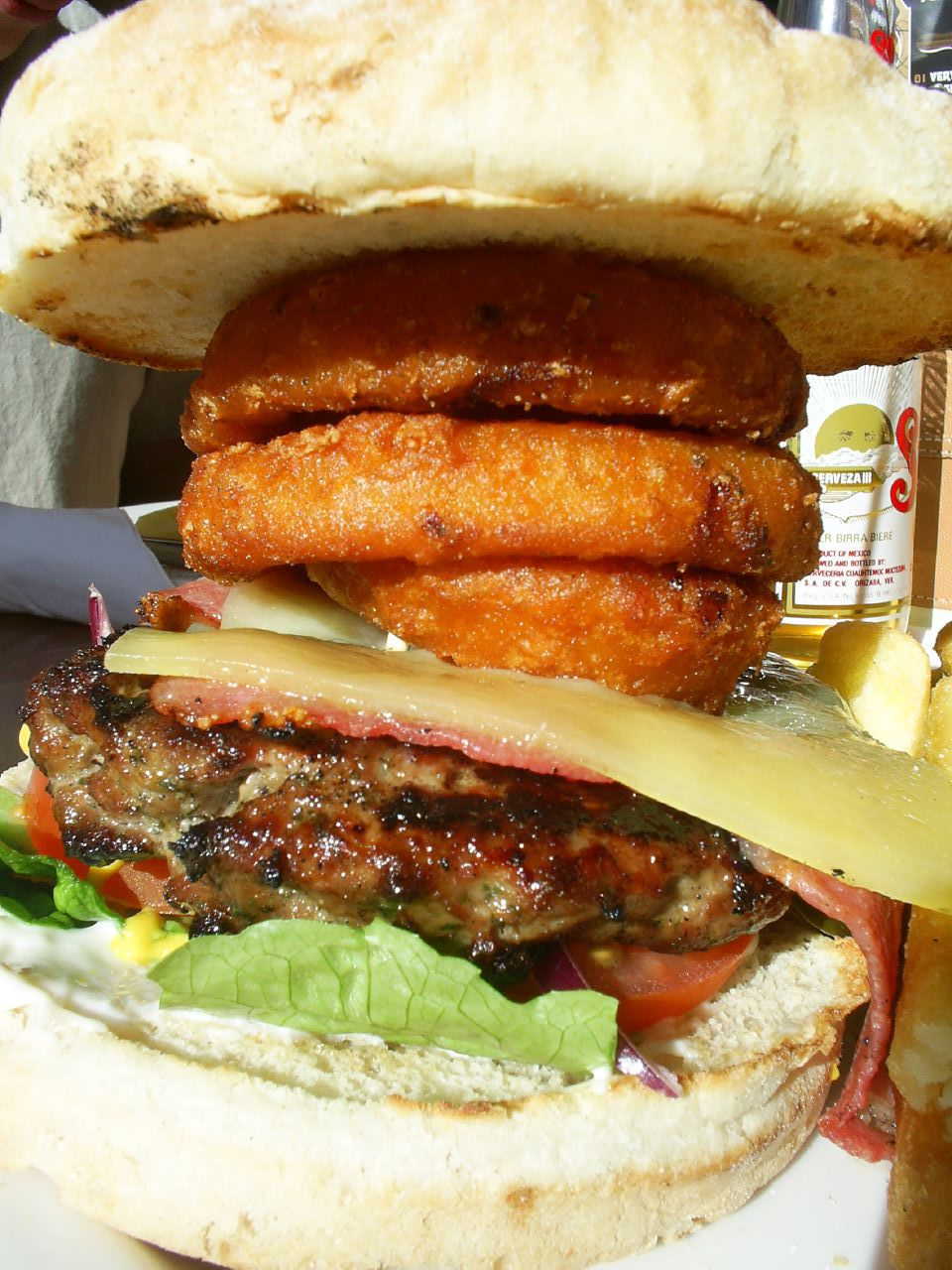
스테이크 버거
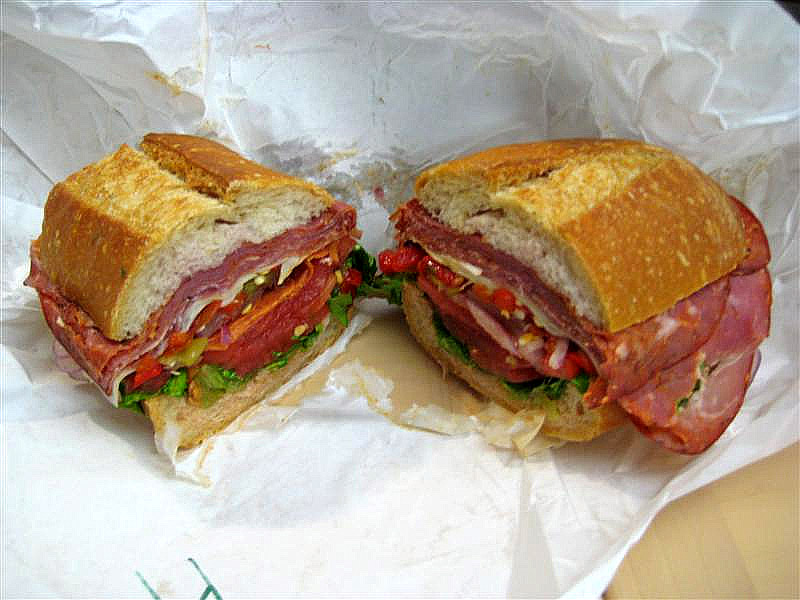
서브머린 샌드위치
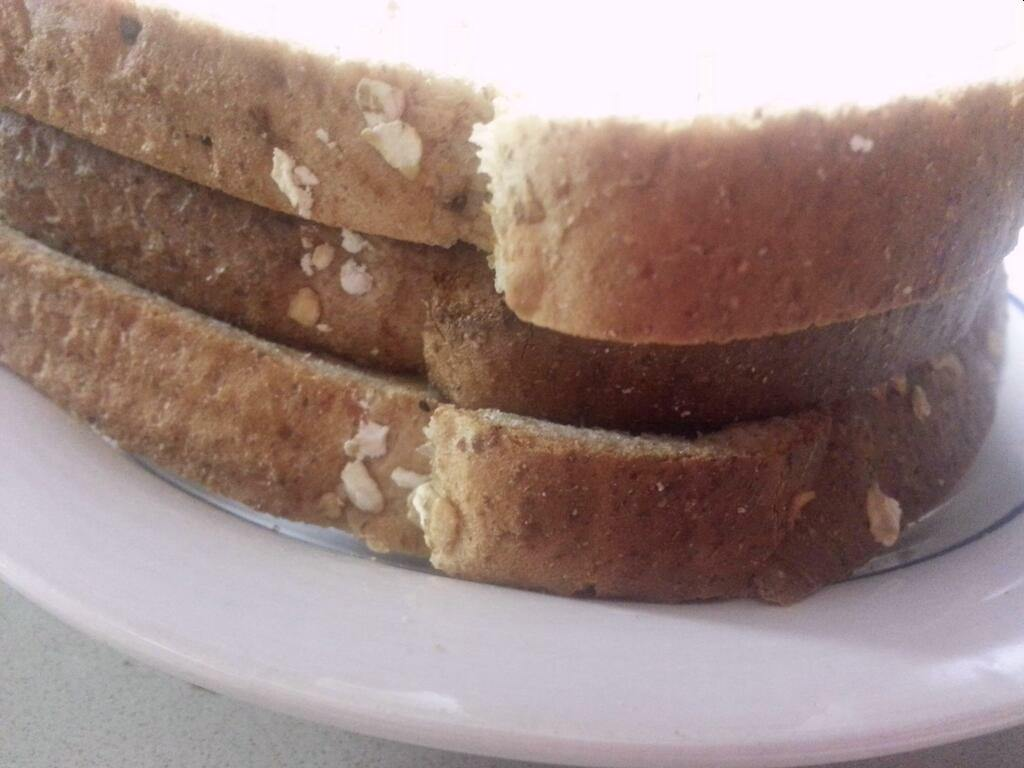
토스트 샌드위치
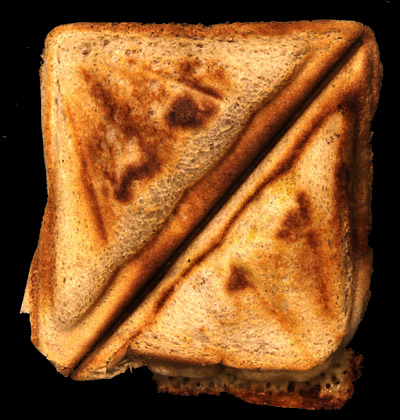
토스티
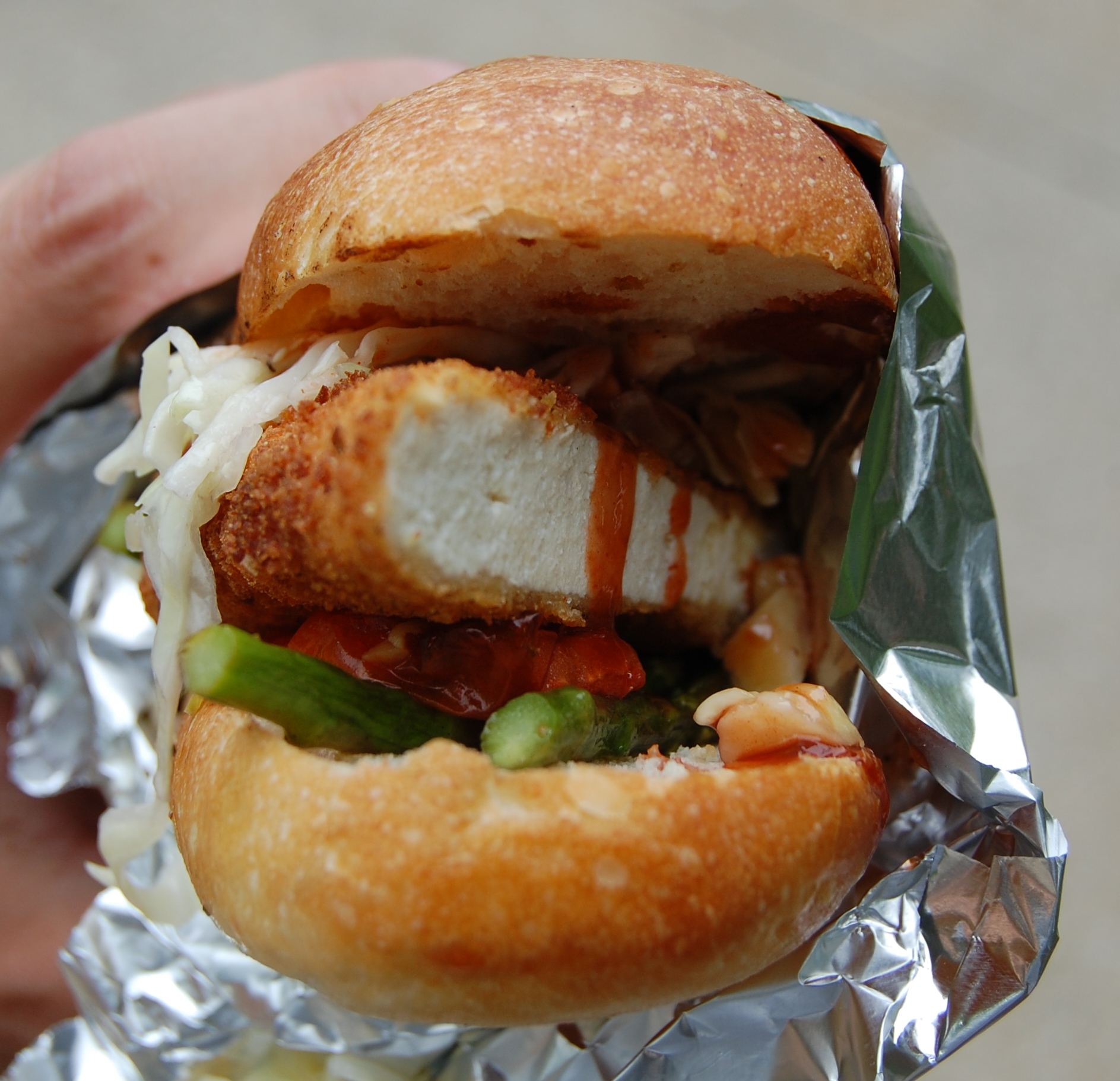
두부 샌드위치
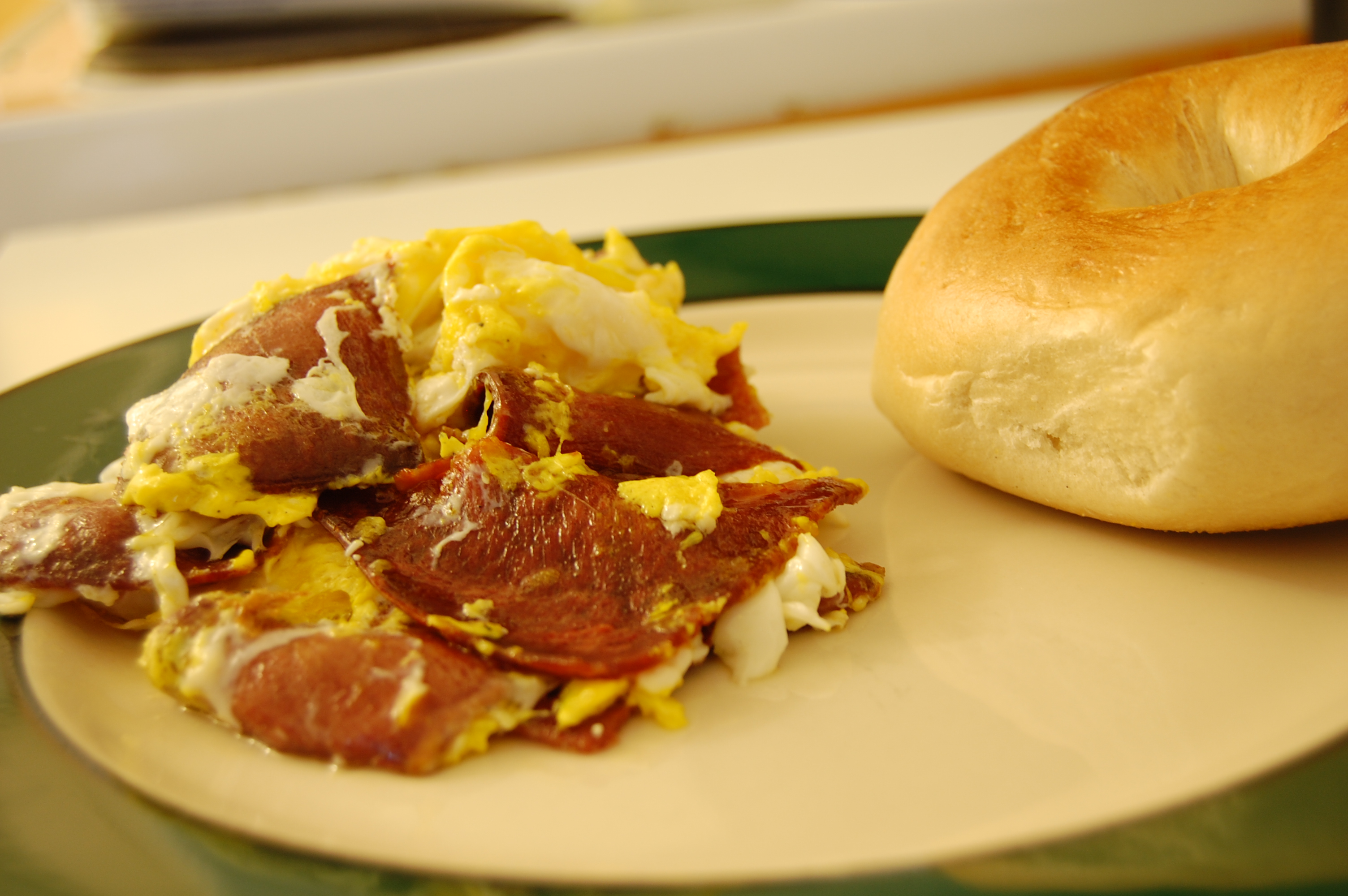
텅 토스트
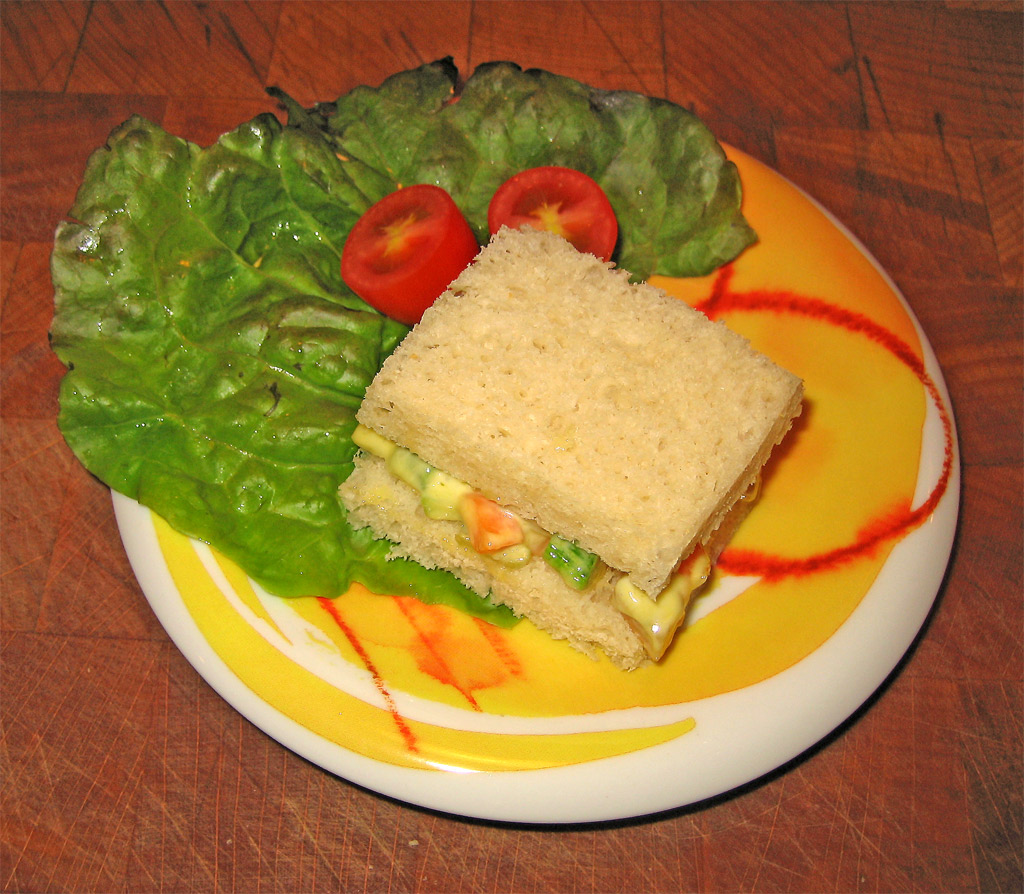
트라메치노
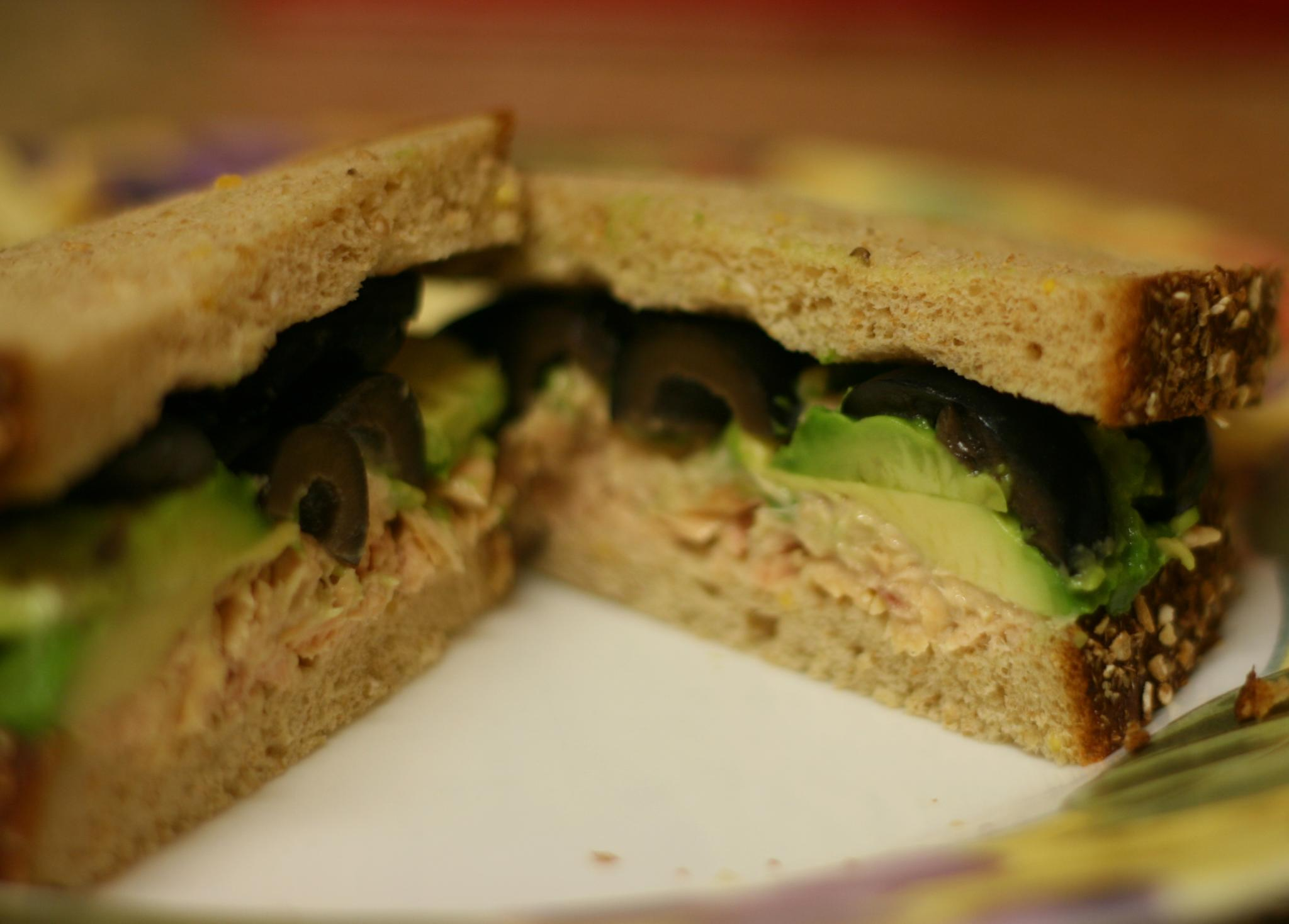
참치 샌드위치
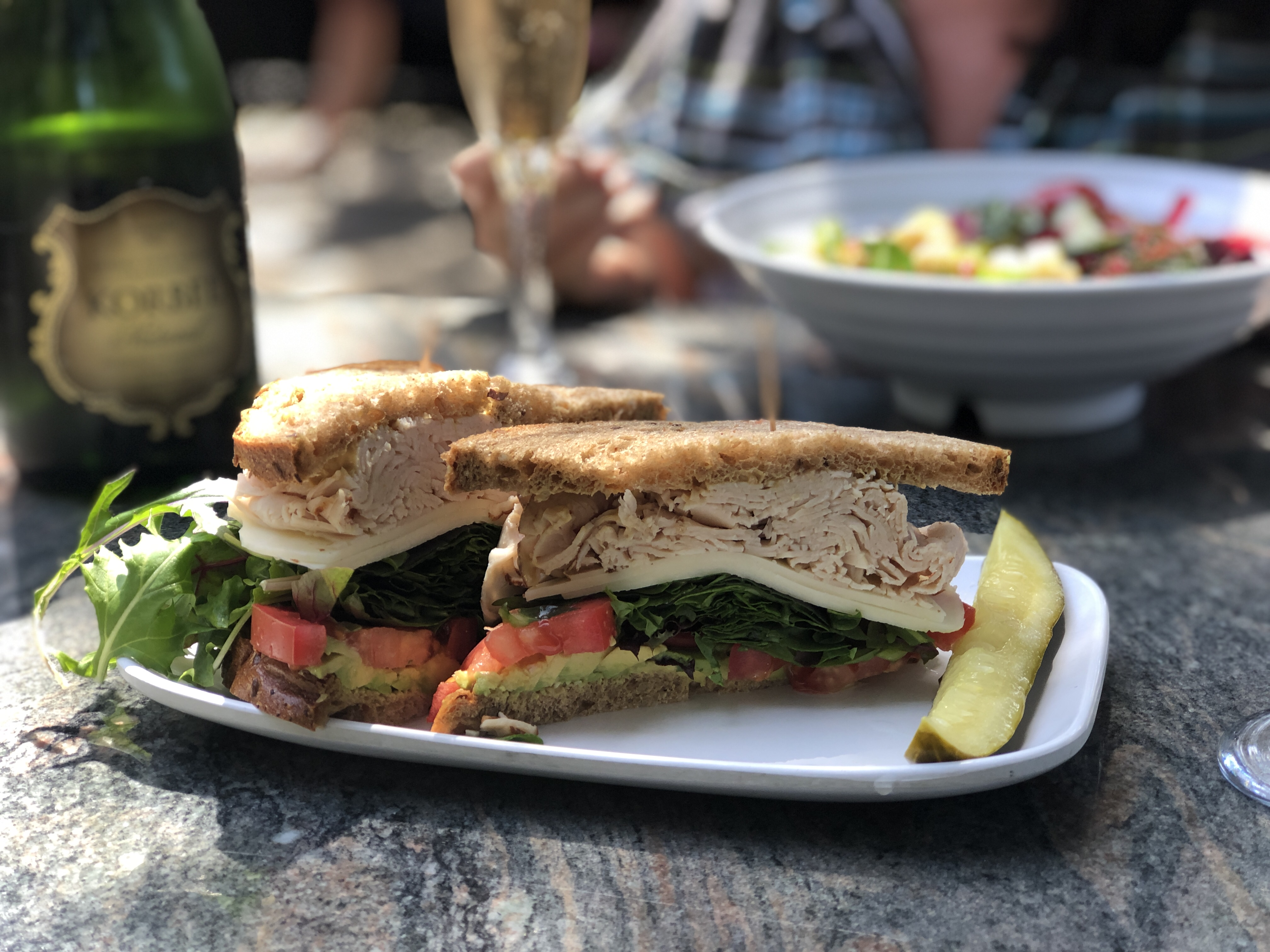
칠면조고기
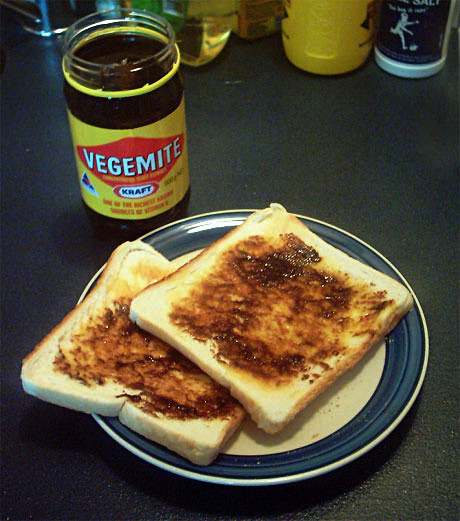
베지마이트
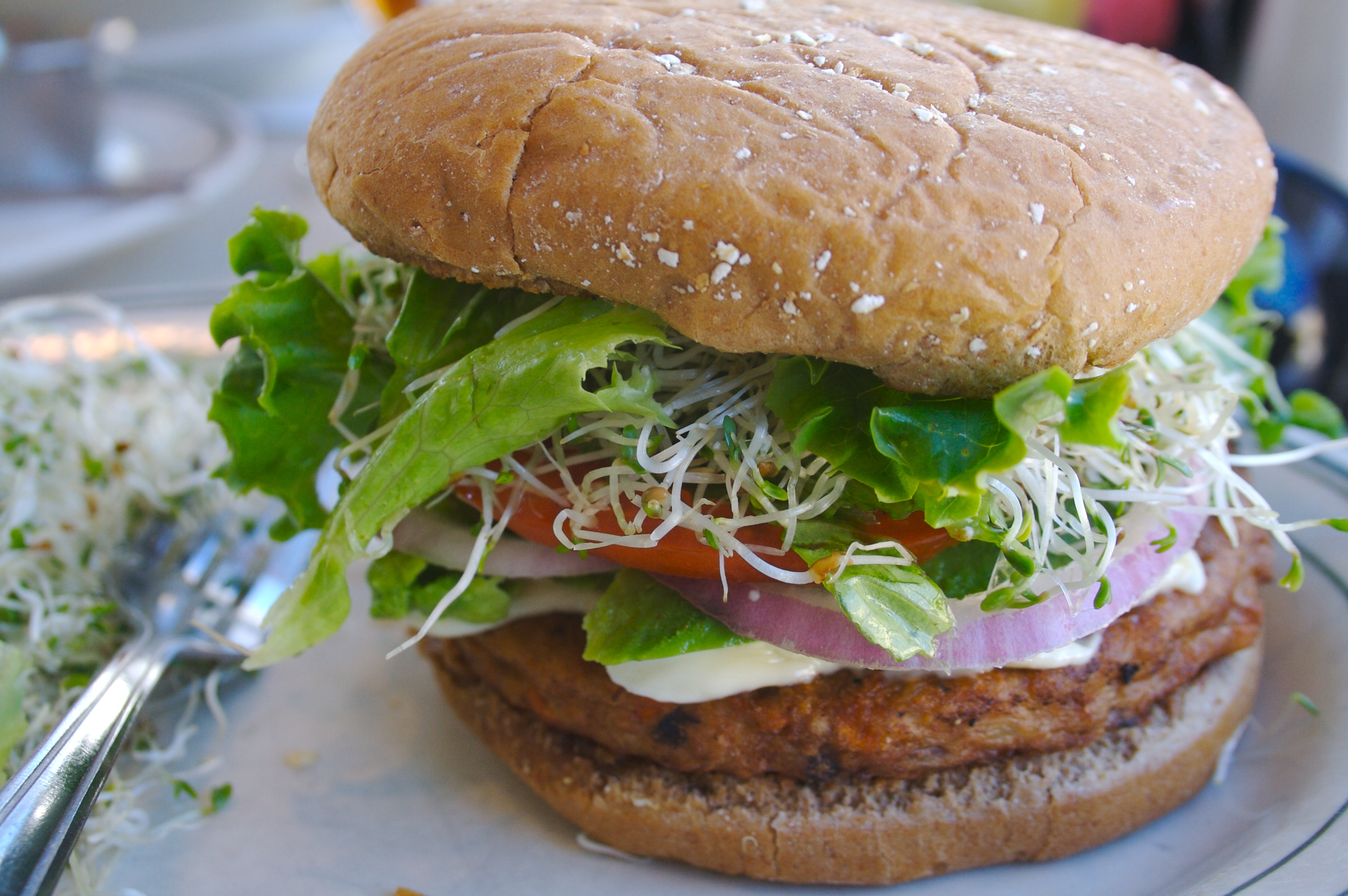
베지 버거
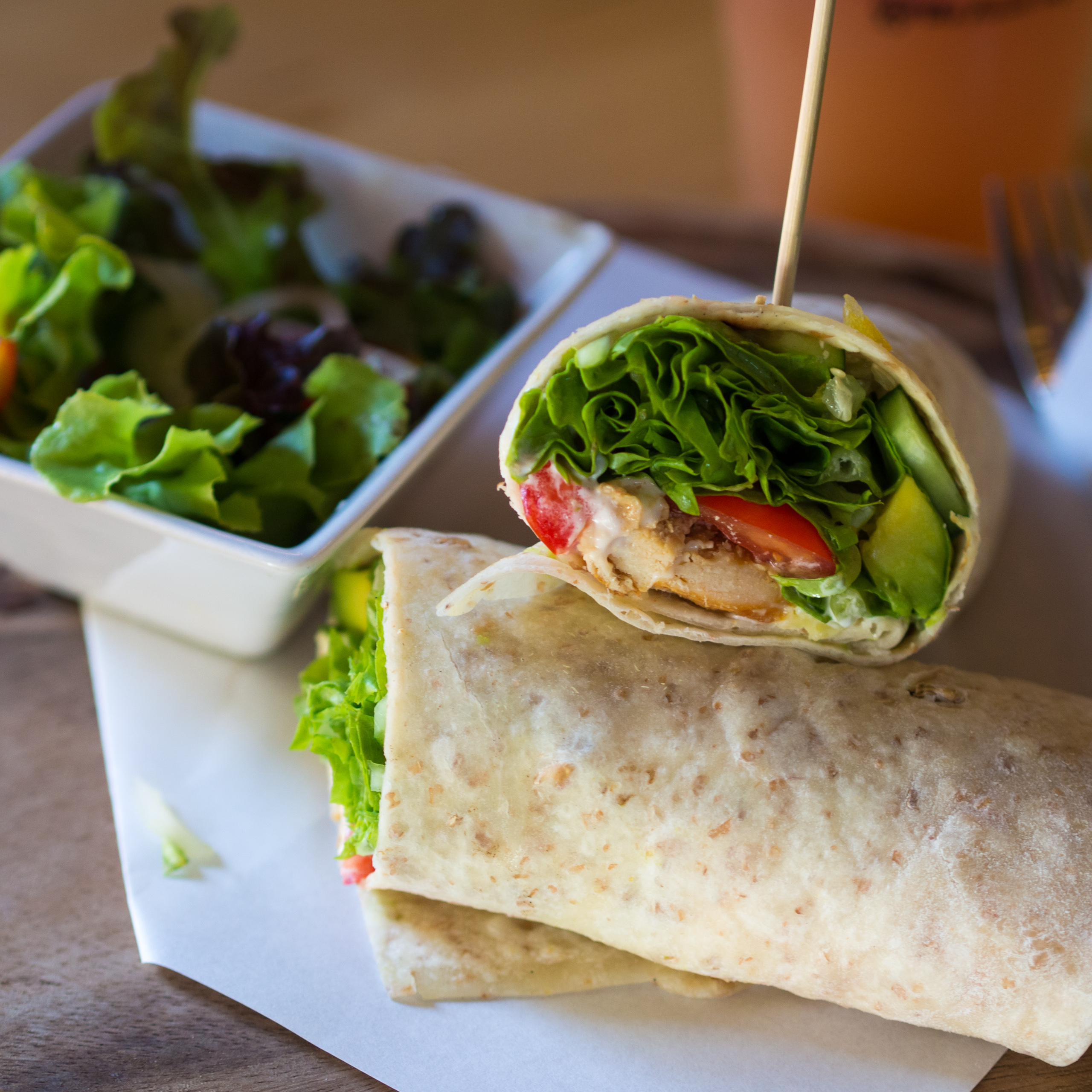
랩 (음식)
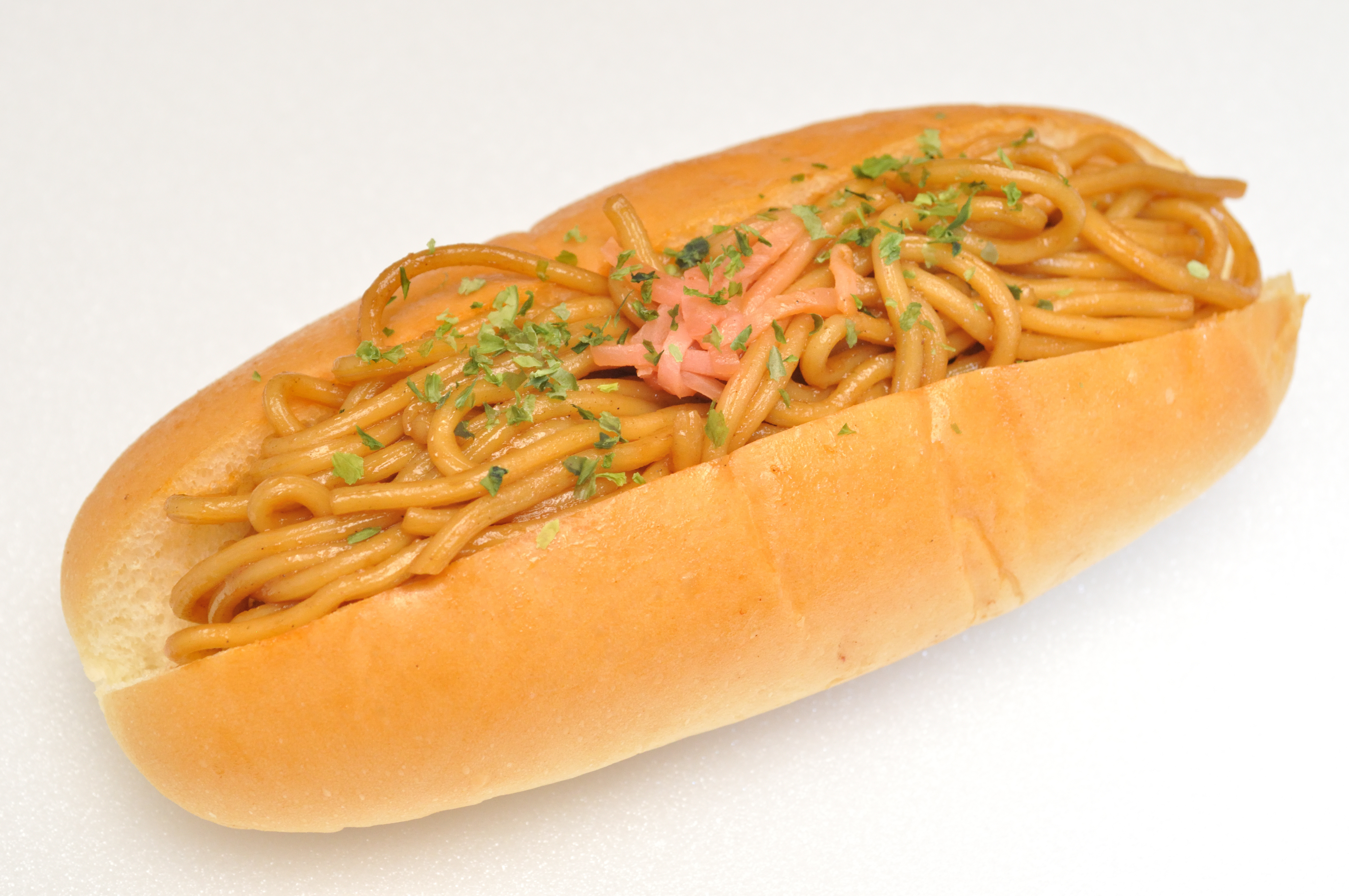
야키소바빵